# Хронологія історії України (з 1990)

## Становлення України як незалежної держави і президенство Леоніда Кравчука (1990—1994)
| 1990 | 22 січня: Акція Народного Руху України «Живий ланцюг» — на честь 71-ї річниці злуки УНР та ЗУНР від 0,5 до 5 млн людей взялись за руки, створивши живий ланцюг між Івано-Франківськом і Києвом. 4 березня: у СРСР відбулися перші альтернативні вибори народних депутатів. Березень: Вибори в місцеві органи влади і до Верховної Ради УРСР. Головою Президії Верховної ради став Л. М. Кравчук. 11 березня: Литовська РСР першою з союзних республік проголосила про свій вихід зі складу СРСР і про зміну назви на Литовську Республіку 15 березня: М. С. Горбачов був обраний єдиним в історії СРСР президентом; 23 березня: до столиці Литви Вільнюса введено радянські танки 4 травня: Латвійська РСР змінила назву на Латвійську Республіку і проголосила про вихід зі складу СРСР 8 травня: Естонська РСР отримала нову назву — Естонська Республіка — і проголосила про свій вихід зі складу СРСР 15 травня: початок роботи Верховної Ради УРСР 12-го скликання (згодом перейменована на Верховну Раду України 1-го скликання). Склад — 239 депутатів — «група 239» (комуністи і «червоні директори») і 126 депутатів — Народна Рада 8 червня: Верховна Рада РРФСР голосує за пріоритет російських законів над всесоюзним законодавством. 12 червня: Першим З'їздом народних депутатів РРФСР ухвалена Декларація про державний суверенітет РРФСР, Російська Федерація офіційно проголошується суверенною державою. 16 липня: Верховна Рада УРСР прийняла Декларацію про державний суверенітет України. 24 липня: український національний прапор піднято над Київською міською радою 27 липня: Білоруська РСР ухвалила декларацію про суверенітет 1 серпня: масштабні святкування 500-ліття Запорозького козацтва, організовані НРУ. Законом СРСР про ЗМІ скасовано цензуру 14 серпня: Президент СРСР М.Горбачов видає указ про реабілітацію жертв сталінських репресій і про повернення громадянства висланим з країни дисидентам, в тому числі Олександра Солженіцина. 3 жовтня: завершено об'єднання Німеччини. жовтень: ІІ З'їзд Народного руху України — До Програми Руху введене положення про головну мету Руху — досягнення незалежності України; з назви вилучені слова «за перебудову». Були обрані: голова Руху — Іван Драч, заступники — Михайло Горинь, Олександр Лавринович; 23 жовтня: під тиском студентських маніфестацій і голодувань на центральному майдані Києва (Революція на граніті, або 16 днів без крові) Верховна Рада прийняла відставку Голови Ради міністрів УРСР В. Масола. Новим Головою Ради міністрів став В. Фокін. 25 жовтня: Архієрейський Собор РПЦ дав самоврядування українському екзархату, постала Українська Православна Церква (УПЦ). Екзарх Філарет став митрополитом Київським і всієї України. 17 грудня: На IV з'їзді депутатів СРСР президент М.Горбачов отримує надзвичайні повноваження |
| 1991 | 12 січня: Штурм телецентру у Вільнюсі військами СРСР (14 загиблих) 22 січня: Указ нового радянського прем'єра В. Павлова про вилучення купюр 50 і 100 крб в обмежений в часі період. 12 лютого: відновлення Кримської АРСР 25 лютого: оприлюднено Будапештську заяву держав-учасників Варшавського Договору щодо розпуску військового блоку до 1 квітня. Березень-квітень: шахтарські страйки в СРСР 17 березня: Всесоюзний референдум щодо збереження оновленого СРСР — більшість висловилась «за». 2 квітня: значне підвищення державних цін у СРСР. 9 квітня: Верховна Рада Грузинської РСР приймає рішення про вихід з СРСР. 23 квітня: У Ново-Огарьово представники 9 республік СРСР підписали (попередньо) новий союзний договір 12 червня: Президентом РРФСР обрано Б.Єльцина, мером Москви — Г. Попова, мером Ленінграду — А.Собчака 17 червня: В Ново-Огарьово глави 9 радянських республік приходять до угоди про проєкт нового Союзного договору. 28 червня: розпущено Раду економічної взаємодопомоги (РЕВ) 1 липня: розпущено Організацію Варшавського Договору; радянські війська виведено з Угорщини та Чехословаччини 18 — 21 серпня: заколот ДКНС у Москві: спроба відсторонення Президента СРСР і Генерального секретаря КПРС М. С. Горбачьова від влади і збереження СРСР. Провалився в основному завдяки зусиллям Б.Єльцина і його прибічників. 23 серпня: Горбачов, який повернувся з Форосу, склав обов'язки Генерального Секретаря ЦК КПРС. Призупинення діяльності КПРС. 24 серпня: Верховна Рада УРСР ухвалила Акт проголошення незалежності України 29 серпня: російський парламент забороняє діяльність Комуністичної партії і накладає арешт на партійне майно 30 серпня: Перша заборона Верховною Радою України Комуністичної партії України Розпущена колегія КДБ СРСР, уряд СРСР відправлено у відставку. 6 вересня: Керівництво СРСР офіційно заявило про надання незалежності Латвії, Литві та Естонії Вересень: Загальнонаціональний конгрес чеченського народу оголосив про державний суверенітет Чеченської Республіки 19 вересня: Відродження в історичних стінах Національного університету «Києво-Могилянська академія» 30 вересня: Початок першого призову громадян України до Збройних сил України 1-3 листопада: Помісний собор УПЦ у Києво-Печерській лаврі під головуванням митрополита Філарета (Денисенка) виступає за автокефалію Листопад: введення в обіг додаткової валюти — відрізних одноразових купонів. 1 грудня: Всеукраїнський референдум щодо незалежності України (Взяло участь 83 % виборців, з яких «За» проголосувало 90 %) і перші всенародні вибори Президента України, на яких обрано Л. М. Кравчука (набрав 62 % голосів, а його найближчий суперник, лідер НРУ В. Чорновіл — 23 %). 2 грудня: Україну визнала перша держава — Польща 3 грудня: Україну визнала Канада 4 грудня: Україну визнали Росія й Угорщина 5 грудня: Головою Верховної Ради України обрано І. С. Плюща. Україну визнала Болгарія 6 грудня: утворення Збройних сил України. 8 грудня: в Білорусі, у селі Віскулі, біля Біловезької пущі, лідери трьох радянських республік — Росії, України та Білорусі Борис Єльцин, Леонід Кравчук і Станіслав Шушкевич — підписали угоду, згідно з якою Договір 1922 р. про створення СРСР було денонсовано і Радянський Союз припинив існування як суб'єкт міжнародного права. Створення СНД. 10 грудня: Україну визнала Естонія 16 грудня: Казахстан останнім з союзних республік проголосив про вихід зі складу СРСР 17 грудня: Розпуск Верховної Ради СРСР 20 грудня: Україну визнала Швеція 21 грудня: зустріч лідерів 10 колишніх радянських республік в Алма-Аті. Визнання факту розпаду СРСР і створення Співдружності Незалежних Держав — СНД. Ліквідація посади Президента СРСР. 25 грудня: Президент СРСР М. С. Горбачов оголосив про відставку. Державний прапор СРСР над Кремлем спущено. 26 грудня: Україну визнали США, Куба, Бразилія, Ізраїль. |
| 1992 | 2 січня: Друге значне підвищення цін в Україні. 3 січня: перехід військ на території України під її юрисдикцію. Початок конфлікту навколо Чорноморського флоту колишнього СРСР 6 січня: Британську антарктичну станцію «Фарадей» передано українським полярникам. На її базі створено українську станцію «Академік Вернадський». 10 січня: введення в обіг купонів багаторазового використання. Україна вийшла з рублевої зони. 15 січня: Затвердження Верховною Радою України музики державного гімну — «Ще не вмерла Україна» 28 січня: Затвердження Верховною Радою України державного прапора — синьо-жовтого полотнища 7 лютого: підписаний Маастрихтський Трактат (або Маастрихтський договір) про створення Європейського Союзу. 19 лютого: Верховна Рада України затвердила тризуб як Малий герб України 25 березня: Утворення на базі КДБ УРСР Служби безпеки України 5 травня: прийняття парламентом Криму всупереч законам України «акта про незалежність» 21 травня: визнання Верховною Радою Російської Федерації таким, що не має юридичної сили Акта 1954 р. про передачу Криму до складу УРСР. Відміна Верховною Радою Криму Акта про державну самостійність. 23 травня: Україна підписала Лісабонський протокол і зобов'язалася ліквідувати свій ядерний арсенал. 27-28 травня: Харківський собор УПЦ, обрання митрополита Володимира (Сабодана), розкол українського православ'я 30 травня: проголошення незалежності Придністров'я і створення Придністровської Молдавської Республіки (ПМР). 15 червня: розпочав мовлення перший приватний телеканал ICTV. 24 червня: у Києві відбувся установчий собор УПЦ Київського Патріархату, куди ввійшли частина приходів УПЦ і УАПЦ. Розкололося українське православ'я. 22 серпня: президент УНР в екзилі Микола Плав'юк передав грамоту Державного Центру УНР в екзилі Президентові України Леоніду Кравчуку, що Українська Незалежна Держава, проголошена 24 серпня 1991 року є правонаступницею Української Народної Республіки (УНР). 24 серпня: В'ячеслав Брюховецький провів урочисте відкриття Києво-Могилянської академії. 13 жовтня: замість звільненого 1 жовтня В.Фокіна новим Прем'єр-міністром України призначено колишнього директора дніпропетровського «Південмашу» Л. Д. Кучму 15 жовтня: вихід України із рубльової зони у сфері безготівкових розрахунків. 1 грудня: Офіційно зареєстровано національний домен .ua 4 грудня: IV Всеукраїнський з'їзд Народного Руху України перетворив НРУ на політичну партію, а її головою обрав В'ячеслава Чорновола |
| 1993 | 1 січня: розподіл Чехословаччини на 2 держави — Чехію і Словаччину. Червень: чергове масштабне підвищення цін в Україні. 17 червня: під тиском шахтарських страйків Верховна Рада приймає рішення про проведення референдуму щодо довіри Верховній Раді і Президенту України Л. Кравчуку. Референдум призначається на 26 вересня. 9 липня: проголошення Верховною Радою Російської Федерації Севастополя російським містом. Липень: Президент Л. Кравчук здійснив перший в Україні дзвінок по мобільному телефону і став першим абонентом компанії UMC в Україні. 3 вересня: зустріч президентів України і Росії (Л. Кравчука і Б. Єльцина) у Масандрі в Криму — Україна погодилась обміняти частку своїх кораблів Чорноморського флоту на борги (близько 800 млн доларів) за російські нафту та газ. 10 вересня: багаторазове підвищення цін в Україні. 21 вересня: Л. Д. Кучму звільнено з посади прем'єр-міністра України. Виконуючим обов'язки прем'єра призначено представника Донбасу Ю. Л. Звягільського. 24 вересня: під тиском Народного руху України Верховна Рада приймає рішення про проведення дострокових виборів у 1994 році: у березні — до Верховної Ради, у червні — Президентських. 4 жовтня: Розстріл Білого дому у Москві. Урядові війська за наказом президента Росії Б.Єльцина штурмом взяли будову Верховної Ради РФ. Її керівництво було заарештоване. 7 жовтня: Реєстрація і офіційне відновлення діяльності Комуністичної партії України на чолі з П. Симоненком. 19 жовтня: роз'єднання енергосистем України і Росії. 22 жовтня: Учасники УПА, які воювали з нацизмом, отримали за законом статус ветеранів і гарантії соціального захисту грудень: в Україні гіперінфляція: річний індекс цін досяг 10 156 відсотків. 10 листопада: захоплення членами секти «Білого братства» Софіївського собору у Києві. 24 грудня: у Москві помер видатний український радянський співак, народний артист СРСР І. С. Козловський. |

## Період президентства Л.Д.Кучми (1994—2004). Помаранчева революція
| 1994 | 30 січня: 2-й тур президентських виборів в Криму: Президентом обрано лідера Російського руху Криму Ю. Мєшкова. 26 лютого: перше олімпійське золото України виборола фігуристка Оксана Баюл в Ліллехаммері на Зимовій олімпіаді 27 березня: дострокові вибори до Верховної Ради України 10 квітня: другий тур виборів до Верховної ради. Всього обрано 320 народних депутатів, з яких 185 — комуністи, 50 — члени соцпартії і «аграрники», 30 — «рухівці». Головою парламенту 18 травня обрано лідера Соцпартії О. Мороза. Квітень — конфлікт через несанкціонований перехід допоміжного судна «Челекен» з невстановленим вантажем з Одеси до Севастополя і непокору 318-го дивізіону ЧФ в Одесі, в результаті чого дивізіон було 10 квітня негайно обеззброєно розформовано, а його російських військовослужбовців з сім'ями вислано до Росії. 31 травня: Сергій Бубка бере планку на висоті 6,14 м, фіксуючи недосяжний світовий рекорд у стрибках із жердиною. 16 червня: Президент Л. Кравчук призначив прем'єр-міністром України Віталія Масола (16.06.94 — 06.03.95) 26 червня: вибори до місцевих рад і Президентські вибори — Л. Кравчук отримав 37,7 % голосів, Л. Кучма — 31,3 %, О. Мороз — 13 %, В. Лановий — 9,3 %, В. Бабич — 2,4 %, І. Плющ — 1,3 %, П. Таланчук — 0,5 % 10 липня: 2-й тур Президентських виборів — Президентом України обрано Л. Д. Кучму, який набрав 53 % голосів (Л. Кравчук — 46 % при явці 71 %) 11 вересня: спроба Президента Криму Ю. Мешкова «закрити» кримський парламент. Листопад: відміна держдотацій на хлібну і м'ясо-молочну продукцію. 16 листопада: Верховна Рада України 301 голосом ратифікує приєднання до Договору про нерозповсюдження ядерної зброї. 5 грудня — підписано Будапештський меморандум між Україною, США, Росією та Великою Британією про неядерний статус України. Угода містить пункти, котрі надають гарантії суверенітету та безпеки Україні з боку країн-підписантів. У лютому 2014 р. один з гарантів договору — Російська Федерація— брутально порушила ці домовленості, захопивши в України територію АР Крим і м.Севастополь і розпочавши неоголошену війну на Донбасі. 11 грудня: введення російських військ на територію Чечні, початок першої чеченської війни в Росії. |
| 1995 | 1 січня: розпочала роботу Світова організація торгівлі (СОТ) 1 березня: Прем'єр-міністра України В. Масола відправлено на пенсію, в.о. прем'єра Президент Л. Кучма 6 березня призначає Є. Марчука. 17 березня: Закон «Про Автономну Республіку Крим» ставить крапку на спробах поширення сепаратизму, скасовує посаду президента АР Крим та дію актів, які суперечили Конституції України. 8 червня: Конституційна угода між президентом і Верховною Радою, призначення прем'єр-міністром України Євгена Марчука 9 червня: Президенти України і Росії Єльцин і Кучма зустрічаються в Сочі, де підписують угоду про розподіл і роздільне базування Чорноморського військового флоту. 18 липня: скандальне поховання патріарха Володимира Романюка біля брами Софійського собору, масові заворушення. 31 серпня: ракета-носій «Циклон-3» із космодрому Плесецьк вивела на орбіту український супутник «Січ-1». 5 вересня: призначення представника Президента у Дніпропетровській області П. Лазаренка 1-м віцепрем'єром України. 26 вересня: на сесії Європарламенту Україну одностайно прийнято до Ради Європи. 15 жовтня: на стадіоні в Донецьку підірвали президента ФК «Шахтар» Ахатя Брагіна. 9 листопада: офіційне прийняття України і Македонії до Ради Європи. 29 грудня: урочисте Відкриття Дніпропетровського метрополітену (перші 6 станцій). |
| 1996 | 1 лютого — 15 березня: шахтарські страйки у Донбасі. 15 лютого: у відділеннях «Ощадбанку» стали видавати іменні приватизаційні сертифікати. Почалася ваучерна приватизація. 15 березня: рішення Держдуми Росії про денонсацію Біловезьких домовленостей 1991 року. 28 травня: Президент Л. Кучма замість Є. Марчука призначає нового прем'єра — П. Лазаренка (27.06.1996 — 18.06.1997) червень: Андрій Курков написав «Пікнік на кризі», перший сучасний український роман, який вийшов на Заході. 28 червня: після багатогодинного засідання Верховна Рада приймає Конституцію України. 2 липня: у Дніпродзержинську злетів із рейок і розбився трамвай — загинуло 33 пасажири, поранено близько 80. 16 липня: вибух у Києві на трасі під час проїзду кортежу прем'єра П. Лазаренка. 19 липня — 5 серпня: Літні Олімпійські ігри 1996 в Атланті. Українці посіли 9 місце, здобувши 9 золотих, 2 срібних і 12 бронзових медалей. (1 місце у спортсменів США, які здобули 101 медаль). Найрезультативнішим днем стало 4 серпня, коли золоті медалі виграли боксер Володимир Кличко і гімнастка Лілія Подкопаєва. 2 вересня: указом Президента України Л. Кучми «Про грошову реформу в Україні» від 25.08.1996 було введено в обіг національну валюту України — гривню замість купоно-карбованця. 17 грудня: пуск 9-кілометрової лінії швидкісного трамваю у Дніпропетровську (у швидкісному режимі поки що не працює). |
| 1997 | 9 квітня: віцепрем'єром з економіки замість В. Пинзеника призначено С. Тігіпка. 6 травня: Україна і Російська Федерація у Стразбурзі погоджуються скасувати смертну кару. 28-31 травня: Б. Єльцин і Л. Кучма у Києві підписали угоди про поділ, статус і умови перебування Чорноморського флоту та Великий українсько-російський договір про дружбу, співробітництво і партнерство: приймається «нульовий» варіант по боргам і власності СРСР за кордоном, поділено бухти Севастополя для базування флотів: у України — Стрілецька, у Росії — Карантинна, Південна і Північна в оренді на 20 (+5) років. 2 червня: підписання у Констанці українсько-румунського договору про дружбу і співробітництво. 6 червня: несподівано внаслідок раптового зсуву ґрунту зруйнувався 9-типоверховий будинок у Дніпропетровську (ж/м Тополя-1), школа і 2 дитсадки. 1 липня: Павло Лазаренко подає у відставку з поста прем'єр-міністра. 16 липня новим прем'єром призначено В. П. Пустовойтенка (16.07.1997 — 22.12.1999). 7 жовтня: на перегоні Дніпропетровськ — Новомосковськ електричка зіткнулась з вантажним автомобілем з людьми. Загинуло 18 осіб. 19 листопада — 5 грудня: український космонавт Леонід Каденюк здійснив політ у космос на Шаттлі «Колумбія». |
| 1998 | 7 — 21 лютого: Зимові Олімпійські ігри у Нагано. Українці здобули 1 срібну медаль і посіли 19 місце. 26 лютого — 1 березня: Перший державний візит президента Л. Кучми до Москви — підписання масштабного договору про економічне співробітництво, майбутнє СНД, демаркацію до 1999 р. кордонів. 29 березня: вибори депутатів всіх рівнів. У Верховну Раду пройшли комуністи, набравши 24,7 %, а також пройшли 20 «мажоритарників». Народний рух підтримали 9,4 % виборців, Соціалістів/селян — 8,5 %, «Зелених» — 5,5 %, НДП В. Пустовойтенка — 5 %, «Громаду» П. Лазаренка — 4,7 %, ПСПУ Н. Вітренко — 4 %, СДПУ(о) Л. Кравчука — 4 %. Всього з 30 партій 4%-й бар'єр подолали 8. 4 квітня: велика аварія на донбаській шахті — загинуло 63 шахтаря. 22 квітня: у Києві вбито Вадима Гетьмана — колишнього главу НБУ. 12 травня: вибух на шахті Петровського у Донбасі — загинуло 5 осіб. 3 липня: Указом Президента Леоніда Кучми для малого бізнесу ввели спрощену систему оподаткування. 7 липня: Головою Верховної ради депутати обрали Олександра Ткаченка. Серпень: Фінансово-економічна криза, гривня знецінюється у 2,5 рази — з 1,8 грн. до 4 грн. за долар США 5 жовтня: створення Української соціал-демократичної партії (лідер — В. Онопенко) 21 жовтня: парламент Криму прийняв нову Конституцію і здобув статус Автономної Республіки. 3−6 листопада: повінь на Закарпатті — загинули 17, без даху залишилось близько 8 тис., у зоні стихійного лиха опинилися близько 350 тис. осіб. 2 грудня: колишнього прем'єр-міністра України Павла Лазаренка заарештовано у Швейцарії за звинуваченням у відмиванні вкрадених державних коштів. 17 грудня звільнено під заставу у 3 млн доларів. |
| 1999 | 1 січня: у більшості країн Західної Європи введено в обіг безготівкове євро. 17 лютого: Верховна рада позбавляє депутатської недоторканості П. Лазаренка, який вже втік до Греції, але 22 лютого був затриманий в аеропорту Нью-Йорка. 28 лютого: частина рухівців на чолі з Ю. Костенком скликає позачерговий («Х») з'їзд Руху; розкол Народного Руху України. 22 березня: перший демонстраційний запуск концерну Sea Launch, куди входили завод «Південмаш» і конструкторське бюро «Південне». 25 березня: в автомобільній катастрофі під Борисполем за нез'ясованих до кінця обставин загинув лідер НРУ В'ячеслав Чорновіл. Одна з версій — автокатастрофу було підстроєно за участі російських спецслужб. 31 березня: Засудження до смертної кари найбільшого серійного вбивці в історії України Анатолія Онопрієнка, який закатував понад сто жертв; вирок пізніше був замінений на пожиттєве ув'язнення. 16 — 17 квітня: візит Л. Кучми до Грузії. Відкриття поромної переправи Чорноморськ — Поті. 24 травня: вибух метану на шахті ім. Засядька у Донбасі — загинуло 39 з 500 шахтарів, незабаром померло ще 9. 30 травня: на виборах мера Києва О. Омельченко отримав 76,5 % голосів, а Г. Суркіс — 16,5 %. 29 липня: у Козині помер видатний український співак, народний артист СРСР А. Солов'яненко. 2 жовтня: замах (вибух саморобного пристрою) на кандидата у Президенти Н. Вітренко під час її передвиборчої поїздки до Інгульця. 31 жовтня: перший тур Президентських виборів: Л. Кучма отримав 36 % голосів виборців, П. Симоненко — 22 %, О. Мороз і Н. Вітренко — по 11 %, Є. Марчук — 8 %, Ю. Костенко — 2,2 %, Г. Удовенко − 1,2 %. 14 листопада: 2-й тур виборів Президента, в якому Л. Кучма отримав 53 % голосів і таким чином був переобраний на 2-й термін. Петро Симоненко отримав 38 %. 23-24 листопада: сніжний циклон в Центральній та Східній Україні; за добу випала місячна норма опадів.. 22 грудня: Верховна рада затверджує В. Ющенка на посту прем'єр-міністра України; 30 грудня: сформовано новий Кабінет міністрів України. 31 грудня: Президент Росії Борис Єльцин подає у відставку, виконуючим обов'язки президента стає прем'єр-міністр Росії В. Путін. |
| 2000 | 21 грудня: загострення протистояння у Верховній раді — пропрезидентська більшість (239 депутатів) проводить окреме засідання в Українському домі, де спікером обрано І. Плюща, його заступниками — В. Медведчука і С. Гавриша. 10 лютого: Верховна Рада знов возз'єдналася, фракцію ПСПУ (11 депутатів) розпущено. 22 лютого: Верховна Рада прийняла Закон [Архівовано 29 жовтня 2017 у Wayback Machine.], яким остаточно скасовано смертну кару як вид кримінального покарання. 11 березня: вибух на шахті ім. Баракова у Краснодоні — загинуло 80 осіб, 7 поранено. 16 квітня: Референдум щодо майбутньої реформи Верховної ради (право розпуску Президентом, позбавлення депутатів недоторканості, зменшення їх кількості до 300, створення двопалатного парламенту) — «За» висловилась абсолютна більшість виборців. 20 квітня: катастрофа в місті Бровари — ракета Точка-У влучила (але не розірвалась) в 9-типоверховий будинок. У наслідок аварії постраждало 8 людей, троє з них померло, п'ятеро отримали поранення. 13 серпня: затоплення у Баренцевому морі російського підводного човна «Курськ» із 118 членами екіпажу. 15 вересня — 1 жовтня: XXIX Олімпійські Ігри у Сіднеї, на яких українці здобули 3 золотих медалі й посіли 21 місце. 16 вересня: на спортивному літаку розбився заступник міністра внутрішніх справ генерал-полковник Л. Бородич. 16-17 вересня: зникнення й вбивство опозиційного інтернет-журналіста Георгія Гонгадзе. Його тіло без голови було знайдено в Таращанському лісі 2 листопада. 28 листопада: Голова Верховної Ради України О. Мороз оприлюднив «Плівки Мельниченка» — аудіозаписи нібито з кабінету Президента Л. Кучми, де він начебто дає вказівки знищити Г. Гонгадзе, що стало поштовхом для початку масових антипрезидентських акцій протесту. 15 грудня: - Зупинка експлуатації Чорнобильської АЕС - перша масова акція під гаслом «Україна без Кучми». |
| 2001 | 5 січня: Генеральна прокуратура України порушила кримінальну справу проти віцепрем'єра Юлії Тимошенко. Її звинуватили в контрабанді й підробці документів. 6 лютого: починається акція «Україна без Кучми», один з її координаторів — Юрій Луценко. 13 лютого: експрем'єр-міністра Юлію Тимошенко заарештували за контрабанду російського газу в Україну і несплату податків. березень: у щорічному Спеціальному звіті 301 Офісу торгового представника США Україна потрапила до числа злісних порушників прав інтелектуальної власності. 9 березня: зіткнення учасників акції «Україна без Кучми» з міліцією під Адміністрацією Президента. 21 березня: кардіохірург Борис Тодуров пересадив серце в інституті ім. Шалімова. 29 травня: уряд Віктора Ющенка відправлено у відставку; новим прем'єр-міністром призначено Анатолія Кінаха. 23-27 червня: Візит Папи Римського Івана Павла ІІ (Кароля Войтили) в Україну. 11 вересня: терористична атака в США, було захоплено 4 пасажирські літаки і скеровано на Пентагон та вежі Всесвітнього торговельного центру у Нью-Йорку. 4 жовтня: літак Ту-154 (рейс Тель-Авів — Новосибірськ) було випадково збито над Чорним морем ракетою ППО ЗС України під час навчальних стрільб. Загинули 78 пасажирів і членів екіпажу. Одна з імовірних причин — помилкова інформація від російської військової частини в Туапсе. Міністра оборони України О. Кузьмука незабаром відправлено у відставку. 5 грудня: Перший всеукраїнський перепис населення. |
| 2002 | 1 січня: впровадження готівкового євро. 31 березня: вибори до Верховної Ради за пропорційно-мажоритарною системою. Блок «За Єдину Україну!» отримав 175 мандатів, «Наша Україна» — 119, КПУ — 65, СДПУ(о) — 31, Блок Юлії Тимошенко — 22, позафракційних — 12 депутатів. 15 квітня: початок скандалу про продаж станцій радіорозвідки «Кольчуга» в Ірак в обхід санкцій ООН. 28 травня: Обрання головою Верховної Ради України Володимира Литвина. 27 липня: на авіашоу у Львові літак Су-27 зазнав катастрофи, було вбито 78 і поранено більш ніж 100 людей, це найбільша катастрофа на авіашоу в історії, що отримала назву «Скнилівська трагедія». 21 листопада: відправлений у відставку прем'єр-міністр України Анатолій Кінах. Головою Уряду призначено тодішнього голову Донецької ОДА В. Ф. Януковича. |
| 2003 | лютий: Парламент прийняв поправки до Закону «Про зв'язок», якими вводилася заборона на оплату вхідних дзвінків. травень: реформа податкового законодавства: запроваджена «плоска» шкала прибуткового податку в 13 %. 21 червня: Віталій Кличко програв бій (технічний нокаут) чемпіону WBC, британцю Ленноксу Льюїсу. 11 серпня: український контингент уведений до Іраку для виконання миротворчої місії. 24 вересня — 23 жовтня: Початок конфлікту між Росією та Україною за острів Тузла у Керченській протоці: будівництво росіянами греблі від Таманського берега до о. Тузла, що призвело до загострення україно-російських відносин. 23 жовтня будівництво дамби зупинили. Між українськими прикордонниками і російськими будівельниками залишалося близько 100 метрів. |
| 2004 | 29 березня: стартувала Громадянська кампанія «ПОРА!» 18 квітня: скандальні вибори у Мукачево з сумнівним результатом. 20 квітня: Парламент України ратифікував угоду про Єдиний економічний простір із Росією, Білоруссю й Казахстаном. 1 травня: до Євросоюзу офіційно вступили 10 нових країн: Кіпр, Чехія, Естонія, Угорщина, Латвія, Литва, Мальта, Польща, Словаччина й Словенія. 15 травня: українська співачка Руслана перемогла на «Євробаченні» у Стамбулі з піснею «Дикі танці». 5−6 вересня: сумнівне отруєння одного з лідерів опозиції Віктора Ющенка (станом на 2017 р. обставини отруєння офіційно не визначені). 24 вересня: «Яєчний постріл» у кандидата в президенти Віктора Януковича студентом Дмитром Романюком, що відбувся в Івано-Франківську. 23 жовтня: у Києві відбулись масові демонстрації на підтримку кандидата в президенти України Віктора Ющенка. Відкрито модернізований автошлях М05 Київ — Одеса. 31 жовтня: відбувся 1-й тур Виборів Президента України, в якому більшість голосів (по 39 %) отримали В. Ющенко (від опозиції) і В. Янукович (прем'єр-міністр України) 21 листопада: 2-й тур Виборів Президента України, в якому перемогу з мінімальним відривом отримав В. Янукович. 22 листопада: По всій Україні почалися мітинги протесту проти фальсифікації виборів, головний безперервний мітинг розпочався на Майдані Незалежності в Києві. У подальшому ці протестні акції отримали назву «Помаранчева революція» — по партійному кольору «Нашої України», яким переважно користувались мітингувальники. 28 листопада: Сєвєродонецький з'їзд депутатів усіх рівнів від Партії регіонів (На противагу Померанчевій революції). 3 грудня: Судова палата у цивільних справах Верховного Суду ухвалила рішення про визнання недійсними результатів другого туру президентських виборів 21 листопада. Оголошено «переголосування 2-го туру». 4 грудня — ЦВК призначило повторне голосування на виборах президента на 26 грудня 2004 р. За це рішення проголосували 11 членів ЦВК, один утримався. 8 грудня: ухвалення змін до Конституції, які зменшили повноваження Президента. 13 грудня — Андрій Шевченко отримав «Золотий м'яч» як найкращий футболіст Європи. 26 грудня: пройшло повторне голосування другого туру виборів Президента України, за результатами якого з мінімальною перевагою наступним Президентом України було обрано Віктора Ющенка. Завершення «Помаранчевої революції». 27 грудня: загинув міністр транспорту та зв'язку України Георгій Кірпа. Офіційна причина смерті — самогубство. |

## Період президентства Віктора Ющенка (2005—2010)
| 2005 | 20 січня: Верховний Суд України відхилив скаргу кандидата в Президенти Віктора Януковича щодо виборів Президента за відсутністю доказів. 23 січня: прийняв присягу новообраний Президент України Віктор Ющенко. 4 лютого: Прем'єр-міністром України В.Ющенко призначає Юлію Тимошенко (в.о. з 24 січня). 4 березня: Загадкова загибель Ю.Кравченка — колишнього міністра внутрішніх справ України. Офіційна версія — самогубство (за наявності 2-х вогнепальних поранень у голову). 19 травня: Україна приєдналася до Болонського процесу гармонізації вищої освіти. 8 вересня: Початок політичної кризи, спровокованої «антикорупційними» викриттями екс-глави секретаріату президента Олександра Зінченка, Уряд Юлії Тимошенко відправлено у відставку. Також Президент Віктор Ющенко зняв секретаря РНБО Петра Порошенка. серпень: через 25 років вбивств у Пологах затримано «павлоградського маньяка» Сергія Ткача (Помер 05.11.2018 у житомирській колонії). Ткача було засуджено за вбивство 37 дівчат, ще у 107 вбивствах він зізнався сам. Здійснював вбивства у АР Крим, Дніпропетровській, Харківській та Запорізькій областях. За період його злочинної діяльності було засуджено 11 невинних осіб. 22 вересня: Прем'єр-міністром призначено Юрія Єханурова. 24 жовтня: На приватизаційному конкурсі повторно продано «Криворіжсталь», яка перейшла під контроль металургійного магната Лакшмі Міттала. 3 листопада: Генеральним прокурором України став Олександр Медведько. 18 листопада: сенат США скасував обмежувальну зовнішньоторгівельну поправку Джексона-Вейніка для України. |
| 2006 | 1 січня: Росія тимчасово припиняє постачання газу до України («новорічна газова війна»). 4 січня: Україна підписала угоди з Росією та «РосУкрЕнерго» про постачання газу за корупційними схемами. 10 січня: Верховна Рада України відправила у відставку уряд Юрія Єханурова. 20 січня: Росія заборонила ввіз м'яса і м'ясних напівфабрикатів та молокопродуктів з України. 22 січня: Аварії тепломереж в Алчевську та Олександрії. Без тепла у люті морози залишились бл. 200 тис. людей. 17 лютого: Сенат США ухвалив рішення про надання Україні статусу країни з ринковою економікою. 8 березня: Палата представників конгресу США скасувала у відношенні України дію поправки Джексона-Вейніка 26 березня: Вибори до Верховної Ради України. З 45 політичних сил у Верховну раду V скликання пройшли: - Партія регіонів (186 мандатів) - Блок Юлії Тимошенко (129) - Народний союз «Наша Україна» (81) - Соціалістична партія України (33) - Комуністична партія України (21) 6 липня: Обрання головою Верховної Ради України Олександра Мороза 3 серпня: чотири парламентські партії (Партія регіонів, Наша Україна, Соціалістична партія України, Комуністична партія України) підписали Універсал національної єдності. 4 серпня: Віктора Януковича обрано прем'єр-міністром України. 19 серпня: Сталася пожежа на складах боєприпасів біля села Новобогданівка Запорізької області. Через це на добу було припинено залізничне сполучення в напрямку Криму та з Криму. 21 серпня пожежу вдалось загасити. 22 серпня: Літак Ту-154 авіакомпанії «Пулковські авіалінії», що виконував рейс Анапа — Санкт-Петербурґ розбився біля села Суха Балка за 45 кілометрів від Донецька. Загинули всі 160 пасажирів та 10 членів екіпажу 24 серпня: представники п'яти православних церков прочитали першу спільну молитву за Україну в Софійському соборі. 25 серпня: Вирок американського суду екс-прем'єр-міністрові України Павлові Лазаренку: 9 років позбавлення волі 1 вересня: У Криму почав працювати перший у світі справжній кримськотатарський телевізійний канал. 28 листопада: Верховна Рада України ухвалила закон, яким визнала Голодомор 1932—1933 рр. геноцидом українського народу |
| 2007 | 1 січня: Болгарія та Румунія стали членами Європейського Союзу. 17 січня: на полюванні у Харківській області випадково було застрелено одного з лідерів правлячої Партії регіонів Євгена Кушнарьова 20 березня: вийшла комп'ютерна гра S.T.A.L.K.E.R. українського розробника GSC Game World. 27 березня: У Києві при виході з приміщення суду снайперським пострілом вбито арештованого російського підприємця Максима Курочкіна. 2 квітня: Президент України В. Ющенко розпустив Верховну Раду, у відповідь частина депутатів заявила, що не буде виконувати указу і зібрала позачергове засідання. 18 квітня: У Кардіффі відбулося голосування, за результатом якого переможцями тендера на право проведення Чемпіонату Європи з футболу 2012 року стали Україна і Польща. 26 квітня: Президент України В. Ющенко повторно розпустив парламент. Цей указ знову був оскаржений депутатами в Конституційному суді. 12 травня: Українець Андрій Данилко посів друге місце на пісенному конкурсі «Євробачення-2007», поступившись Марії Шерифович із Сербії. 3 червня: З'їзди НУ та БЮТ виключили депутатів, проведених за власними списками («обнулення списків»). Внаслідок цього, Верховна Рада 5-го скликання стала неповноважною. 16 липня: Неподалік Ожидова у Буському районі Львівської області сталася залізнична аварія, перекинулися 11 вагонів із жовтим фосфором, частина з них загорілася. Під загрозою ураження токсичними сполуками опинилося 14 населених пунктів. 30 вересня: в Україні відбулися позачергові парламентські вибори. Партії, що подолали прохідний бар'єр, набрали голосів виборців: - Партія регіонів — 34,37 % (отримала 175 місць у Верховній Раді) - Блок Юлії Тимошенко (БЮТ) — 30,71 % (156 місць) - Блок «Наша Україна — Народна Самооборона» (НУНС)- 14,15 % (72 місця) - Комуністична партія України (КПУ) — 5,39 % (27 місць) - «Блок Литвина» — 3,96 % (20 місць) Правлячу коаліцію сформували БЮТ, НУНС та Блок Литвина, Партія регіонів та КПУ опинились в опозиції. 13 жовтня: Вибух газу в житловому будинку Дніпропетровська на ж/м «Перемога». Загинуло 23 людини, понад 20 госпіталізовані. Станом на 2012 рік тривав судовий процес над повторно притягнутими до відповідальності посадовими особами «Дніпрогазу», яких було засуджено у 2013 р. 28 жовтня: художник Іван Марчук увійшов до списку «100 геніїв сучасності, які живуть сьогодні» британської газети The Daily Telegraph. 11 листопада: Потужний шторм в Чорному і Азовському морях потопив 4 кораблі, 6 сіло на мілину, 2 зазнали ушкоджень. У води Керченської протоки потрапило майже 7 тисяч тон сірки і понад тисячу тон нафтопродуктів. 18 листопада: О 3:11 стався вибух метану на шахті імені Засядька в Донецьку. Вибухи повторилися 1 та 2 грудня під час рятувальних робіт. Загинули 101 шахтар та 5 рятувальників, 66 осіб шпиталізовано. 4 грудня: Обрання головою Верховної Ради України Арсенія Яценюка 18 грудня: Тимошенко Юлія Володимирівна вдруге стала Прем'єр-міністром України. На пленарному засіданні Верховної Ради України VI скликання за неї віддали голоси 226 народних депутатів України від парламентської коаліції БЮТ та НУ-НС. |
| 2008 | 2 січня: ціни на нафту вперше в історії досягли відмітки в 100$ за барель 13 березня: ціни на золото подолали відмітку 1000 доларів за трійську унцію 15 березня: Апеляційний суд міста Києва визнав винними у вбивстві журналіста Г.Гонгадзе у 2000 році 3-х співробітників зовнішнього спостереження МВС України і присудив їм по 12 — 13 років позбавлення волі. 23 березня: в акваторії Гонконгу після зіткнення з китайським суховантажним судном затонуло українське судно «Нафтогаз-67». 7 членів екіпажу врятовані, 18 зникли безвісти. 27 березня: в Чорне море впав український вертоліт Мі-8, що прямував до острова Зміїний. Загинуло 13 прикордонників. 2 — 4 квітня: Саміт країн-членів НАТО в Бухаресті. В.Путін у своїй промові уперше натякнув на можливі територіальні претензії до України у разі її зближення з НАТО. Україні та Грузії було відмовлено у приєднанні до ПДЧ. 22 квітня: уперше почалася основна сесія зовнішнього незалежного оцінювання, яке з того часу є обов'язковим для вступу до ЗВО. 28 квітня: український вертоліт Мі-8 впав на плавучу платформу «Таврида» в Чорному морі, загинуло 20 осіб. 16 травня: Україна стала 152-м повноправним членом Світової організації торгівлі. 25 травня: Діма Білан виграв конкурс Євробачення — 2008, Ані Лорак посіла друге місце. 8 червня: потужній вибух метану на шахті імені Карла Маркса у Єнакієвому. В зону вибуху перебувало 37 шахтарів, 23 з них вдалося спасти в рятувальній операції. Загинуло 13 шахтарів. 14 червня: концерт Пола Маккартні на Майдані Незалежності зібрав 350 000 шанувальників. 11 липня: барель нафти на торгах досяг рекордної ціни $147.5 23 — 25 липня: потужні грозові зливи спричинили велику повінь у західній Україні, північній Румунії та Молдові. В Україні загинуло понад 30 людей, в Румунії стихія забрала життя 5-ох. Території 6 областей Західної України було оголошено зоною стихійного лиха. 8 — 12 серпня: російсько — грузинська війна за участю Чорноморського флоту РФ. Остаточне відторгнення від Грузії Південної Осетії і Абхазії, які перетворені на проросійські квазі-держави. 26 серпня: Росія визнала незалежність окупованих напередодні нею грузинських автономій — Абхазії та Південної Осетії, відповідний указ видав президент Дмитро Медведєв. 8 — 24 серпня: XXIX Літні Олімпійські Ігри в Пекіні: Українська команда завоювала на Іграх 27 медалей (найбільша кількість за весь час участі незалежної України в Олімпійських іграх): 7 золотих, 5 срібних та 15 бронзових. 14 вересня — урочисте відкриття стадіону «Дніпро-Арена» у Дніпропетровську — першого сучасного стадіону в Україні. 28 серпня: вибухи на військових складах коло станції Лозова в Харківській області 11 вересня: «Євраз» завершив операцію з придбання українських металургійних активів групи «Приват» 14 вересня: банк Lehman Brothers вдався до захисних інструментів законодавства про банкрутство США, Bank of America оголосив про придбання Merrill Lynch. Значне загострення економічної кризи, падіння фондових індексів. Іпотечна криза, що зародилася в США, стала світовою фінансовою кризою. У вересні українська національна валюта впала від 5,05 до 7,7 гривень за долар США. 15 вересня: демократична коаліція у Верховній Раді офіційно розпущена. 25 вересня: у нейтральних водах ближче до Кенії сомалійські пірати захопили українське судно «Фаїна», яке слідувало під прапором Белізу до Кенії і перевозило військову техніку, зокрема, приблизно 30 танків Т-72 3 жовтня: обвал на світових біржах: Nikkei закрився −4 %, європейські індекси впали на понад 7 %, російський ММВБ та РТС на 19 %, американські індекси на 4 % 9 жовтня: під час кризи влади Президент Ющенко указом розпустив парламент і призначив дострокові вибори. 11 жовтня: боксер Віталій Кличко переміг Семюеля Пітера в Берліні після чотирьох років перерви в професійній кар'єрі. Кличко повернув собі пояс чемпіона світу за версією WBC 23 жовтня: Європарламент визнав голодомор злочином проти людяності і висловив співчуття українському народу 22 листопада: в Україні за участю Президента В. Ющенка пройшли масштабні заходи зі вшанування пам'яті жертв Голодомору 1932—1933 років. Зокрема, за адресою Київ, вул. Мазепи 15А, відкритий Меморіал пам'яті жертв Голодоморів. Пам'ятники пам'яті відкрито в Одесі, Вінниці, на Сумщини обласний меморіал в селі Піски. 9 грудня: Володимира Литвина обрано головою Верховної Ради. Одразу після призначення голова парламенту оголосив про утворення нової коаліції у складі БЮТ, НУНС і блоку Литвина 13 грудня: Володимир Кличко захистив титул чемпіона світу з боксу в суперважкій вазі за версіями IBF і WBO. У шостому раунді він технічним нокаутом переміг американця Хасима Рахмана 24 грудня: в Євпаторії внаслідок вибуху газу зруйновано три під'їзди 5-поверхового житлового будинку. Загинуло 27 людей, витягти живими з-під уламків вдалося 21. |
| 2009 | 1 січня: після невдачі переговорів між Нафтогазом і Газпромом Росія припинила постачання газу в Україну; у Словаччині введено в обіг євро 7 січня: Газпром повністю перекрив постачання транзитного газу в Україну. Українська газо-транспортна система перейшла в автономний режим 19 січня: Росія і Україна врегулювали газовий конфлікт. Сторони підписали 10-річну угоду, що визначає умови відновлення транзиту і постачань до України. Україну представляла Прем'єр-міністр Ю.Тимошенко, яку 2011 року за цю угоду засудять і ув'язнять. У 2017 році Стокгольмський арбітраж визнав низку умов цього контракту несправедливими (кабальними) для України, і скасував їх. 27 січня: Митрополит Смоленський і Калінінградський Кирило обраний на Помісному соборі Російської православної церкви Патріархом Московським і всієї Русі. 3 лютого: Міжнародний Суд в Гаазі виніс компромісне рішення в справі позову Румунії проти України щодо розподілу шельфу навколо острова Зміїний Помер Павло Загребельний, класик української літератури 15 березня: позачергові вибори до Тернопільської облради виграло ВО «Свобода» 22 березня: Віталій Кличко захистив звання чемпіона світу в суперважкій вазі за версією Світової боксерської ради (WBC), перемігши кубинця Хуана Карлоса Гомеса технічним нокаутом в дев'ятому раунді 23 березня: Україна і Європейський союз підписали в Брюсселі спільну заяву про модернізацію української газотранспортної системи. Декларацію підписали також президенти Європейського інвестиційного банку, Європейського банку реконструкції та розвитку та Світового банку. Того ж дня прем'єр Росії Володимир Путін пригрозив ЄС погіршенням відносин, «якщо інтереси Росії не буде враховано» 10 квітня: помер Євген Весник, народний артист СРСР, чиє життя було тісно пов'язане з Кривим Рогом 27 квітня: померла Євгенія Семенівна Мірошниченко — українська співачка, народна артистка СРСР (1965), лауреат Державної премії України ім. Т. Г. Шевченка 7 травня: пожежа в залі ігрових автоматів в Дніпропетровську, в результаті інциденту загинули дев'ять чоловік, ще 11 були госпіталізовані. Невдовзі прем'єр-міністр Юлія Тимошенко ініціювала закон про закриття всіх гральних закладів в країні. 15 травня Верховна Рада прийняла цей закон, проте на початку червня президент Віктор Ющенко наклав на нього вето. 11 червня вето було подолане Радою 20 травня: донецький «Шахтар» здобув останній кубок УЄФА, перемігши 2:1 в додатковий час бременський «Вердер» 2 червня: український літак Ан-148 здійснив перший регулярний рейс за маршрутом Київ — Харків — Київ 11 червня: експерти Світової Організації охорони здоров'я оголосили пандемію свинячого грипу від вірусу A/H1N1; це перша офіційна пандемія за останні 40 років 14 липня: вертоліт Мі-26 молдавської компанії Pecotox-Air збитий з гранатомета в афганській провійнції Гільменд при наданні гуманітарної допомоги. Екіпаж з шести українців загинув 21 липня: затримання на Житомирщині колишнього керівника зовнішнього спостереження генерала міліції О.Пукача, розшукуваного з 2000 р. по звинуваченню у викраденні і вбивстві Г. Гонгадзе. 27 липня — 5 серпня: візит московського патріарха Кирила в Україну. серпень: Ан-225 «Мрія» потрапив до Книги рекордів Гіннеса після того, як перевіз моновантаж вагою 188 тонн. 29 серпня: в Донецьку офіційно відкритий стадіон елітної категорії «Донбас-Арена» 17 вересня: вчені з Харківського фізико-технічного інституту представили перші в історії науки знімки атома 29 вересня: помер Павло Романович Попович, льотчик-космонавт № 4, перший український космонавт, двічі Герой Радянського Союзу 25 жовтня: кабінет міністрів України запровадив карантин у дев'яти західних областях країни через поширення грипу і десятки смертельних випадків 28 жовтня: помер Микола Андрійович Касьян, лікар-остеопат, академік НАН України, заслужений лікар України 17 листопада: помер Микола Володимирович Олялін, актор, народний артист УРСР |

## Період президентства Віктора Януковича (2010—2014)

### 2010
| 2010 | 1 січня: почав діяти митний союз Росії, Білорусі і Казахстану. Одночасно розпочалася нафтова війна між Росією та Білоруссю через неузгодженість тарифів. 8 січня: російський бізнесмен Олександр Катунін разом з групою фінансових інвесторів за участю Внєшекономбанку придбали контрольну частку однієї з найбільших українських сталеливарних компаній — корпорації «Індустріальний союз Донбасу» 13 січня: Апеляційний суд міста Києва визнав, що Сталін, Молотов, Каганович, Постишев, Косіор, Чубар та Хатаєвич вчинили злочин геноциду українського народу, передбачений Кримінальним кодексом України 17 січня: перший тур виборів президента України визначив переможцями Віктора Януковича та Юлію Тимошенко 22 січня: Президент України Віктор Ющенко присвоїв Степану Бандері звання Героя України 7 лютого: Президентом України обраний лідер опозиційної Партії регіонів Віктор Янукович, який набрав 48,95 % голосів виборців; за чинного прем'єра Юлію Тимошенко віддали голос 45,47 %. Інавгурація 4-го Президента України Віктора Януковича відбулася 25 лютого. 2 березня: Голова Верховної Ради України Володимир Литвин оголосив про припинення діяльності коаліції 3 березня: Верховна Рада України 243 голосами відправила уряд Юлії Тимошенко у відставку Національний банк України вирішив вивести з обігу монети номіналом одна і дві копійки, бо їхнє виробництво збиткове, але рішення про припинення випуску цих монет було прийняте лише у грудні 2013 р. 11 березня: Верховна Рада призначила Миколу Азарова прем'єр-міністром України і затвердила склад його уряду. Головою Служби Безпеки України призначений Валерій Хорошковський 10 квітня: під Смоленськом за нез'ясованих причин розбився літак Ту-154 Президента Польщі Леха Качинського, у катастрофі ніхто зі 96 людей не вижив. На борту літака, окрім президента і його дружини Марії, були низка вищих польських державних посадовців. Версії: помилка пілотів, технічна несправність, диверсія російських спецслужб. У 2016-му польська сторона відновила розслідування. 10 квітня 2018 Голова польської підкомісії з розслідування катастрофи заявив, що причиною загибелі пасажирів літака став вибух на його борту. 14 квітня: в Ісландії почалося друге за 2010 рік виверження підльодного вулкану Ейяф'ятлайокютль. Через кілька діб хмара пилу накрила Європу, паралізувавши повітряне сполучення (в тому числі в аеропорту Бориспіль); це стало найзначнішою кризою в світовій авіатранспортної галузі, 200 тисяч авіарейсів були скасовані, до 7 млн пасажирів застрягли в аеропортах 21 квітня: у Харкові президенти Росії Медведєв та України Янукович підписали угоду про базування Чорноморського флоту Росії в Севастополі до 2042 року в обмін на знижку на ціну російського газу на 100 доларів США. Угоди було скасовано у 2014 р. російським керівництвом в односторонньому порядку після захоплення Криму. 29 квітня: скандальна ратифікація Харківських угод у Верховній раді України 9 червня: помер Олександр Олексійович Зінченко, український політик і журналіст, екс-заступник голови Верховної Ради, 1998—2002 — почесний президент телеканалу «Інтер», у 2005 р. — Державний секретар при Президенті України, один із засновників партій СДПУ(о) і НСНУ. 16 липня: в Одесі почався Перший Одеський міжнародний кінофестиваль 10 вересня: на київському «Автошоу 2010» ЗАЗ презентував електромобіль ЗАЗ Lanos фургон Електро і автобуси ЗАЗ-A10C31 та ЗАЗ-А10L50 27 вересня: офіційно відкрито першу частину (залізничну) «Моста Кірпи» в Києві, яким почали курсувати потяги 1 жовтня: Конституційний Суд України скасував Конституційну реформу 2004 року як прийняту з порушенням процедури, поновив чинність Конституції 1996 року та звернувся до органів державної влади з вимогою невідкладно привести українське законодавство у відповідність до Основного Закону 12 жовтня: 43 особи загинуло біля міста Марганець в результаті зіткнення на залізничному переїзді автобуса «Богдан» і локомотива; наймасштабніша автоаварія в історії незалежної України 31 жовтня: чергові вибори до місцевих рад, на яких в цілому одержала перемогу Партія Регіонів. 3 листопада: помер Віктор Степанович Черномирдін, прем'єр-міністр Росії (1992—1998), посол Російської Федерації в Україні (2001—2009) 26 грудня: заарештовано екс-міністра внутрішніх справ, опозиціонера Юрія Луценка |

### 2011
|  | 9 лютого: предстоятель Української греко-католицької церкви кардинал Любомир Гузар йде у відставку за станом здоров'я, яку прийняв Папа Римський Бенедикт XVI. 22 березня: проти екс-президента Леоніда Кучми порушено кримінальну справу за звинуваченням у причетності до вбивства журналіста Георгія Гонгадзе. 23 березня: виборчий Синод єпископів УГКЦ обрав єпископа Святослава Шевчука Верховним архієпископом Києво-Галицьким, Главою Української греко-католицької церкви. 2 квітня: в Україні у перший рейс за маршрутом Харків—Київ вирушив швидкісний поїзд, розрахований на рух зі швидкістю до 160 кілометрів на годину, виробництва Крюківського вагонобудівного заводу. 2 липня: Володимир Кличко переміг у Гамбурзі британця Девіда Хея і додав собі титул чемпіона за версією WBA. Таким чином, брати Клички зібрали усі титули у надважкій вазі. 26 липня — дві аварії на українських копальнях. Унаслідок вибуху на шахті «Суходольська-Східна» загинули 26 гірників. У Макіївці на шахті імені Бажанова в результаті обвалу копра загинули 11 робітників. 5 серпня — у Печерському суді Києва заарештована Юлія Тимошенко, колишня прем'єрка країни та опозиційний політик. 8 жовтня — у Києві відбулася урочиста церемонія відкриття реконструйованого НСК «Олімпійський». 11 жовтня — Печерський суд засудив Юлію Тимошенко до семи років ув'язнення, заборонив три роки обіймати державні посади, і зобов'язав відшкодувати НАК «Нафтогаз України» збитки на 1,5 млрд грн. 29 жовтня — відкриття нового стадіону «Арена Львів», на якому проходитимуть ігри Євро-2012. 27 грудня — у Києві відкрита ювілейна 50-та за ліком станція метро «Виставковий центр». 30 грудня: засуджену Юлію Тимошенко доправлено до Качанівської колонії у м. Харкові. |

### 2012
|  | 27 лютого: опозиціонера, екс-міністра внутрішніх справ Юрія Луценка засуджено до 4 років позбавлення волі і конфіскації майна 4 березня: на президентських виборах у Росії переміг В. В. Путін 9 березня: у Миколаєві троє молодиків зґвалтували і намагалися спалити живцем 18-річну Оксану Макар, яка померла за 20 днів в опіковому центрі. Справа набула громадського резонансу через можливість уникнення винними покарання (які спочатку були відпущені органами міліції на підписку про невиїзд). 17 березня: партія «Сильна Україна», створена С.Тігіпко напередодні президентських виборів 2010 року, саморозпустилася та влилася у Партію регіонів, віце-прем'єр міністр Сергій Тігіпко обраний одним із заступників голови Партії регіонів 17 березня: помер Іван Дем'янюк, український солдат Червоної армії, виправданий 1993 року Верховним судом Ізраїлю від звинувачень у військових злочинах під час Другої світової війни 5 квітня: ухвалою Солом'янського районного суду Києва колишнього міністра охорони довкілля в уряді Юлії Тимошенко Георгія Філіпчука засуджено до трьох років позбавлення волі 12 квітня: Печерський районний суд Києва засудив колишнього виконувача обов'язків міністра оборони в уряді Тимошенко Валерія Іващенка до п'яти років ув'язнення 14 квітня: на 74-му році життя помер український модельєр Михайло Воронін — єдиний кутюр'є — рекордсмен «Книги рекордів Гіннеса» 14 квітня: у центрі Дніпропетровська було застрелено одного з основних забудовників (девелоперів) — бізнесмена Геннадія Аксельрода. 27 квітня: терористичний акт у Дніпропетровську — вибухнуло 4 урни на центральному проспекті Карла Маркса внаслідок чого постраждало близько 30 осіб. У кінці травня було затримано 4-х підозрюваних. 8 червня — 1 липня — Польща і Україна прийняли Чемпіонат Європи з футболу 2012. У фіналі в Києві (1 липня) Іспанія перемогла Італію з рекордним для фіналів рахунком 4:0. 3 червня: Верховна Рада прийняла скандальний закон про основи державної мовної політики («Закон Колесніченка-Ківалова»), який передбачає використання регіональних мов на місцевому рівні. 22 липня: у віці 70 років помер Богдан Ступка, актор театру і кіно, Народний артист СРСР, Герой України 31 липня: Верховна Рада України ратифікувала угоду про зону вільної торгівлі з країнами СНД 26 вересня — у Києві у торговельному центрі «Караван» покупець, якого звинуватили у крадіжці, застрелив 3-х охоронців магазину і втік. Вбивцею було оголошено Ярослава Мазурка. 7 листопада його тіло з вогнепальним пораненням у голову було знайдено у Сирецькій рощі. 19 жовтня: у Києві біля Управління ООН у справах біженців російськими спецслужбами викрадений і вивезений до Москви російський опозиціонер Леонід Развозжаєв 28 жовтня: Відбулися вибори до Верховної Ради України. До парламенту потрапили (станом на січень 2013): - від Партії регіонів — 208 депутатів; - від ВО Батьківщина — 99 депутатів - від партії В.Кличка УДАР — 42 депутатів - від ВО Свобода — 36 депутатів - від КПУ — 32 депутатів - Позафракційні — 27 У деяких округах, зокрема, у Первомайську, через спроби фальсифікацій відбулися масові заворушення. 19 листопада — набув чинності новий Кримінально-процесуальний кодекс України, підписаний президентом В. Януковичем 14 травня. 1 грудня: українка Ганна Ушеніна стала чемпіонкою світу з шахів серед жінок 3 грудня: уряд Миколи Азарова відправлений у відставку. 13 грудня: Верховна Рада 7-го скликання обрала собі головою Володимира Рибака і повторно затвердила прем'єром Миколу Азарова. 15 грудня: жорстоке вбивство сім'ї харківського судді Володимира Трофимова: чотирьом постраждалим було відтято голови. 16 грудня: набрав чинності закон про заборону паління в громадських місцях. 24 грудня: було призначено новий склад Кабінету міністрів України, одночасно Державну податкову службу було об'єднано з митницею в Міністерство доходів і зборів України, а Міністерство з надзвичайних ситуацій було понижено до статусу Державної служби. |

### 2013
|  | 2 січня — президент України Віктор Янукович підписав указ про видання Великої української енциклопедії протягом 2013—2020 років. 11 січня — на 102-му році життя помер Ростислав Бабійчук, міністр культури УРСР у 1956—1971 роках. 13 січня — помер Михайло Горинь, радянський дисидент, український політичний діяч, народний депутат України 1-го скликання. 29 січня — колишній начальник головного управління кримінального розшуку МВС Олексій Пукач за вбивство Георгія Гонгадзе засуджений до довічного ув'язнення. 1 лютого — Дмитро Фірташ став власником медіа-холдингу Валерія Хорошковського Inter media group limited з телеканалами Інтер, НТН, К1, МЕГА, Ентер-фільм, К2, Піксель та MTV, за 2,5 млрд доларів. 1 лютого — ракета-носій Зеніт-3SL, що виконувала запуск за програмою «Морський старт», впала в Тихий океан неподалік від плавучої платформи. 12 лютого — помер Геннадій Йосипович Удовенко, український дипломат і політик, один з лідерів Народного руху України. 13 лютого — Україна стала асоційованим членом ЦЕРН. 13 березня — Папою Римським обраний аргентинець, архієпископ Буенос-Айреса Хорхе Маріо Бергольйо; понтифік взяв собі ім'я Франциск. 14 березня — на сесії Всекитайських зборів народних представників Сі Цзиньпін обраний новим керівником КНР. 7 квітня — Президент України Віктор Янукович підписав указ про помилування екс-міністра внутрішніх справ Юрія Луценка та екс-міністра охорони навколишнього середовища Георгія Філіпчука. 21 червня — на черговій сесії ЮНЕСКО ухвалено рішення про включення дерев'яних церков карпатського регіону Польщі і України до Світової спадщини. 30 червня — почався антиміліцейський протест у селищі Врадіївка. 1 липня — Хорватія стала 28-м членом Євросоюзу. 1 жовтня — в Україні стартував останній (як тоді гадалося…) призов громадян на строкову військову службу. 29 жовтня — у Стамбулі відкрили перший залізничний тунель під протокою Босфор, який з'єднує Азію і Європу. 21 листопада — Уряд України несподівано заявляє, що неготовий до підписання Угоди про асоціацію з Євросоюзом на саміті у Вільнюсі, підготовка до якого тривала останні місяці. 24 листопада — Всеукраїнська акція непокори владі з вимогою підписання угоди про асоціацію з ЄС та відставкою уряду Азарова. Початок Європейських майданів по всій Україні, найбільшими з яких були Київський та Львівський. 28-29 листопада — формальний і безрезультатний візит Президента В.Януковича на саміт до Вільнюса Ніч на 30 листопада — Силовий розгін Євромайдану в Києві. Почалася Революція гідності. 1 грудня — масові маніфестації обурених громадян у середмісті Києва, багатотисячне народне Віче на Майдані Незалежності; сутички з міліцією біля Адміністрації Президента на вул. Банковій. Державний візит В. Януковича до КНР. 5 грудня — Петриківський розпис включений до списку нематеріальної культурної спадщини ЮНЕСКО 8 грудня — Києвом пройшов Марш мільйонів — друге народне віче Євромайдану; на Бессарабці мітингувальники знесли пам'ятник Леніну. Вимоги відставки Уряду і Президента 17 грудня — візит Президента В.Януковича до Москви, де він отримав обіцянки 15-мільярдного кредиту і знижки на російський газ на третину. Напочатку 2017 р. було оприлюднено версію, що кредит мав надаватися під заставу головних українських оборонних підприємств, які зрештою мали за борги перейти у власність РФ. |

## Період президентства Петра Порошенка (2014 — 2019)

### 2014
|  | Січень Січень-лютий: Продовження Євромайдану: протистояння між протестувальниками і силовиками у середмісті Києва на вул. Хрещатик, Грушевського, Інститутській 16 січня — пропрезидентська більшість у Верховній Раді поспіхом приймає пакет «диктаторських» законів, що спричиняє спалах невдоволення у суспільстві; 17 січня — В.Янукович їх підписує. 19 січня — на тлі вимог про відставку Уряду і Президента В.Януковича — початок масових заворушень у Києві: антипрезидентські активісти об'єднання «Правий сектор» закидують кордони «Беркуту» на початку вул. Грушевського камінням і «коктейлями Молотова», «спортсмени»-«тітушки» б'ють вітрини і авто в центрі. 22 січня — близько шостої години ранку, в момент, коли ще тривало перемир'я між мітингувальниками та «Беркутом», від поранення спричиненого свинцевою картеччю загинув перший маніфестант — Сергій Нігоян з Дніпропетровщини, що викликало ще більше обурення у суспільстві. Близько 9-ї години ранку від пострілу мисливською кулею в серце біля стадіону «Динамо» на вул. Грушевського загинув маніфестант з Білорусі Михайло Жизневський. 23 січня — Захоплення Львівської обласної державної адміністрації місцевими протестувальниками (добровільно звільнена ними 30 січня); початок хвилі штурмів обладміністрації по країні, особливо на Заході та в Центрі. 28 січня — Фракції Партії регіонів та комуністів у Верховній Раді України (232 голоси) проголосували за скасування «законів про диктатуру» від 16 січня, а Президент Віктор Янукович 31 січня підписав скасування, а також відправив у відставку уряд Миколи Азарова. Лютий 18 лютого — хода протестувальників до Верховної Ради України з метою примушення проголосувати за повернення до варіанту Конституції 2004 року. Сутички з міліцією і «тітушками» біля Верховної Ради, на вул. Інститутський, біля Маріїнського парку із застосуванням каміння (бруківки), коктейлів Молотова, світлошумових гранат. Спалено офіс Партії регіонів. До вечора протестувальники були відтиснуті на Майдан Незалежності, де обложені правоохоронцями; під час спроби штурму спалено штаб Майдану разом з Будинком профспілок, використовувались водомети і БТР; зупинено рух київського метрополітену (до 20 лютого). Правоохоронці і «тітушки» починають масове використання вогнепальної зброї проти активістів Майдану. Цього дня загинуло більше 20 протестувальників (пізніше оприлюднено цифру у 23 особи). Початок захоплень адмінбудівель (ОДА, УМВС, УСБУ, прокуратури) у західних і центральних регіонах. 19 лютого — міліцією заблоковано в'їзди до Києва, відмінено поїзди із західного напрямку; відключено з ефіру «5-й канал»; тітушки під прикриттям міліції розгромили і знищили на проспекті Правди, 85 понад 30 автомобілів «швидкої допомоги» від підприємства «КИЇВМЕДСПЕЦТРАНС», котрі доставляли поранених активістів у лікарні міста; після зайняття міліціонерами Українського дому було пограбовано і варварськи знищено фонди Музею історії Києва. Цього дня загинуло 8 протестувальників. 20 лютого — у Києві (переважно від куль снайперів) загинуло понад 60 учасників Євромайдану; після цього Верховна Рада ухвалила постанову про виведення силовиків з міста. Цього дня у Києві загинуло 47 осіб. А загалом станом на 22.02.2014 повідомлено про 82 загиблі особи. Станом на 07.03.2014 Міністерство охорони здоров'я України повідомляло про 100 людей, загиблих в Україні від 30 листопада 2013 року внаслідок участі в подіях Майдану. В подальшому Небесну сотню поповнили ще низка осіб, які знаходились у лікарнях у тяжкому стані. Переговори представників опозиції та іноземних дипломатів з В.Януковичем щодо вирішення політичної кризи; В.Янукович пішов на деякі поступки, що, зокрема, налякало деяких керівників силових підрозділів і спонукало їх до втечі. Суть підписаного документа полягала в поверненні до Конституції України від 2004 року, проведенні конституційної реформи, переобрання президента України не пізніше грудня поточного року, амністії учасникам зіткнень, відмову від введення надзвичайного стану і проведення антитерористичної операції на території України, а також у створенні коаліційного уряду. Принциповими умовами стали відсутність в новому уряді очільника МВС Віталія Захарченка та зміна генерального прокурора Віктора Пшонки. Коли офіційні лідери опозиції Арсеній Яценюк, Віталій Кличко та Олег Тягнибок прибули на столичний Майдан Незалежності, щоб викласти там демонстрантам суть досягнутих домовленостей, вони були зустрінуті критикою. Лідера «УДАРу» під час виступу засвистали, а потім на сцену вийшов активіст Володимир Парасюк і заявив, що євромайданівці не вважають компроміс з владою перемогою і мають намір «йти до кінця», тобто домагатися негайної відставки президента Януковича. За деякими даними, 20 лютого — безпосередній початок операції російських спецслужб по захопленню південно-східних територій України, зокрема, АР Крим і м. Севастополя, пізніше — Донбасу. 21 лютого — Верховна Рада України 386 голосами «за» повернула в дію Конституцію 2004 року, підтримала проєкт постанови, який дозволив звільнення з ув'язнення Юлії Тимошенко та відправила у відставку в. о. міністра внутрішніх справ Віталія Захарченка та деяких інших міністрів-регіоналів. Масове руйнування пам'ятників В.Леніну по Україні, зокрема, у Дніпропетровську. Українська жіноча збірна з біатлону у складі Віти Семеренко, Юлії Джими, Валентини Семеренко та Олени Підгрушної здобула золоті медалі зимових Олімпійських ігор в естафеті. Віктор Янукович ввечері вирушив з Межигір'я і разом з Андрієм Клюєвим відлетів до Харкова під приводом участі у з'їзді представників східних регіонів. У Харкові В.Янукович зупинився у резиденції облради і записав відеозвернення. Майданівці проникли до будівель Верховної Ради і Адміністрації Президента. 22 лютого — Охорона В.Януковича залишила резиденцію «Межигір'я», масові втечі високопосадовців-регіоналів за межі України. Віктор Янукович із супроводом гелікоптерами перелетів з Харкова до Донецька, звідки намагався відлетіти за кордон, чому зашкодила прикордонна служба. Голова Верховної Ради України Володимир Рибак подав у відставку з цієї посади, новим спікером обраний Олександр Турчинов. Верховна Рада України 328 голосами народних депутатів усунула Віктора Януковича з посади президента України на підставі «самоусунення від виконання обов'язків». Юлія Тимошенко на підставі рішення Верховної Ради була звільнена, покинула своє місце ув'язнення в Харкові та приїхала до Києва. Віктор Янукович, за свідченнями колишнього співробітника держохорони, виїхав з донецької держрезиденції до околиці Бердянська, де він пересів на гелікоптер російських спецпризначенців (які протизаконно порушили державний кордон України і перелетіли у Запорізьку область) і відлетів у російську Анапу. На Ялтинському шосе під Севастополем з'явилися протитанкові їжаки; їхню появу місцеві органи правопорядку пояснили «почастішанням випадків викрадення автомобілів». Протитанкові їжаки також з'явились у Верхньосадовому на шляху до Сімферополя. 23 лютого — В.Януковича росіяни переправили до Ялти у АР Крим, де він зупинився в одній з приватних резиденцій (за іншими даними — у санаторії ВМС МО Росії) Голову Верховної Ради Олександра Турчинова обрано виконуючим обов'язки Президента України (до 7 червня 2014) замість Президента Віктора Януковича. Після того, як Віктор Янукович дізнався про призначення О.Турчинова в.о. Президента, він направився до аеродрому Бельбек, але туди вже прилетіли новопризначені Голова СБУ Валентин Наливайченко і Міністр внутрішніх справ Арсен Аваков. Зважаючи на це, В.Янукович поїхав до Балаклави (де відмовився від послуг держохорони) і далі до Севастополя, де, за деякими свідченнями, піднявся на борт одного з російських військових кораблів, який і вивіз його до Росії наступного дня. Біля міської ради Севастополя пройшов мітинг проросійських сил, учасники якого оголосили недовіру голові Севастопольської міської державної адміністрації Володимиру Яцубі та «обрали» новим головою міста бізнесмена з російським громадянством Олексія Чалого. Крім обрання нового глави міста, лідер партії «Руський блок» Геннадій Басов заявив про створення з числа добровольців загонів т. зв. «самооборони». Пізніше стало відомо, що на цей час в Криму вже діяли члени російських націоналістичних організацій, пов'язані з ФСБ РФ, безпосередньо представники спецслужб і спецпризначенці, які в деяких випадках переодягались у форму місцевих правоохоронців («Беркуту» тощо). У лютому 2017 р. в інтерв'ю російському державному інформагентству ТАСС вже колишній «очільник» Севастополя Олексія Чалого відверто заявив: війна проти України могла початися ще в 2004-му році — Росія шукала тільки юридичний привід для військового вторгнення. з 23 лютого — Російське збройне вторгнення в Крим (якщо рахувати з моменту захоплення влади у м.Севастополь), початок відкритої фази російської агресії проти України. 24 лютого — Віктора Януковича з Севастополя вивезено до Росії. 26 лютого — Під будівлею Верховної Ради АР Крим пройшли два мітинги, в одному з яких узяли участь представники проросійських організацій, котрі вимагали приєднання автономії до складу Росії, у іншому — українські патріоти та кримські татари, котрі наголошували на необхідності територіальної цілісності України. Між учасниками мітингів виникли сутички, у ході яких постраждали 30 осіб. У ніч на 27 лютого — будівлі Верховної Ради та Уряду АР Крим захопили озброєні автоматами, кулеметами, гранатометами тощо невідомі особи у російській військовій формі без розпізнавальних знаків, які встановили на будівлях російські прапори. За повідомленнями ЗМІ, центр Сімферополя було перекрито правоохоронцями, піднятими по тривозі[27], обмежено рух громадського транспорту[28]. Військові повідомили представникові Ради міністрів АР Крим, що вони є «самообороною російськомовних громадян», російські ЗМІ поширювали інформацію, що бойовики є бійцями севастопольського загону «Беркуту», розформованого 25 лютого. Кримський парламент в умовах захоплення будівлі російськими спецпризначенцями (за відсутності кворуму, також не було допущено журналістів) затвердив рішення про проведення «референдуму» щодо розширення повноважень автономії 25 травня 2014 року. Прем'єр-міністром АР Крим було «обрано» лідера «Руського блоку» у ВР АР Крим С.Аксьонова. 27 лютого — Верховна Рада України призначила Арсенія Яценюка прем'єр-міністром і затвердила новий склад уряду. Генпрокуратура України оголосила В.Януковича у розшук за підозрою у масових вбивствах. 28 лютого — облога і захоплення російськими військовими аеродрому «Бельбек» під Севастополем, а також аеропорту Сімферополя. Березень 1 березня — Організовані російськими спецслужбами і за участю громадян Росії масові проросійські антиурядові мітинги у низці міст південно і східної України, зокрема, у Дніпропетровську, Донецьку, Харкові, Одесі, Луганську. У Донецьку і Луганську над будівлями ОДА було піднято російські прапори. Радою Федерації Російською Федерації було ухвалено звернення президента Росії Володимира Путіна про дозвіл на застосування Збройних сил Російської Федерації на території України. Захоплення Керченської переправи російськими військовими, початок масового переправлення російських військ через Керч. Захоплення військового аеродрому в Кіровському, запасного КП 55-го ЗРП у Євпаторії, початок облоги військових частин у Феодосії та інших місцях у Криму. Стало відомо, що В.Янукович переховується у Росії. 2 березня — призначений напередодні командувач ВМС України Березовський Денис Валентинович звільнений з посади Міністром оборони України І.Тенюхом у зв'язку з його зрадою і переходом на бік російських військ (формально — на бік «військово-морських сил Республіки Крим»). Поблизу села Перевального було заблоковано батальйон 36-ї бригади берегової охорони ВМС України. 3 березня — Мешканець Криму Решат Аметов пішов до військкомату і вимагав видати йому зброю, щоб захищати Батьківщину. Отримавши відмову, чоловік взяв участь в мирному протесті на площі Леніна в Сімферополі, де його захопили невідомі у формі т. зв. «самооборони Криму» і вивезли у невідомому напрямку. 15 березня 2014 року його тіло було знайдено в селі Суничному Білогірського району з численними слідами тортур; голова була обв'язана скотчем, поруч лежали наручники. Вважається, що Решат Аметов став першою жертвою російсько — української війни. 6 березня — у ніч на 6 березня російські військові затопили поблизу входу до озера Донузлав списані раніше протичовновий корабель «Очаків» та рятувальне буксирне судно «Шахтар», якими заблокували вихід у море українських військових кораблів з Південної військово-морської бази. 8 березня — російські окупанти захопили с. Чонгар на Херсонщині і замінували навколишні поля Російські військові відкрили вогонь по групі проукраїнських активістів біля військкомату у Сімферополі, який вранці був захоплений окупантами. де вони відкрили штаб «самооборони». Побиття і пограбування росіянами журналістів у Севастополі. Російські спецназівці захопили відділ Прикордонної служби «Щолкіне» Більше 50 членів Спілки кінематографістів Росії підписали листа проти російської інтервенції в Україні, в Санкт-Петербурзі відбувся антивоєнний мітинг. Більше 12 000 жінок по всьому Криму вийшли на антиросійські мітинги. Обстріляно літак Прикордонної служби поблизу Армянська Колонна російських військових (біля 70 машин) в'їхала до Сімферополя. 11 березня — Верховна Рада АР Крим і Севастопольська міська рада ухвалили так звану декларацію про незалежність Автономної Республіки Крим та міста Севастополя, згідно з якою у разі рішення народів Криму в результаті референдуму увійти до складу Російської Федерації, Крим буде оголошений суверенною республікою і саме в такому статусі звернеться до Російської Федерації з пропозицією про прийняття на основі відповідного міждержавного договору до складу Російської Федерації як нового суб'єкта Російської Федерації. Також кримські депутати ухвалили рішення про заборону діяльності на території Криму проукраїнських організацій. 13 березня — в результаті нападу організованих загонів проросійських бойовиків на проукраїнський мітинг в Донецьку внаслідок ножового поранення загинув 22-річний активіст Дмитро Чернявський — він став першою жертвою агресії Росії проти України на Донбасі. 16 березня — Російські загарбники проводять на території захоплених АР Крим та м.Севастополь так званий «референдум» щодо «самовизначення» Криму 18 березня — Президент Росії Володимир Путін разом з самопроголошеними представниками кримської влади Сергієм Аксьоновим, Володимиром Константиновим та Олексієм Чалим підписав договір про приєднання щойно самопроголошеної «Республіки Крим» до складу Російської Федерації. Попередньо таке рішення схвалила Державна Дума Росії, ухваливши заяву «Про ситуацію в Республіці Крим», внесену на розгляд спікером Сергієм Наришкіним та лідерами усіх парламентських фракцій. У Сімферополі російські військові захопили 13-й фотограмметричний центр. Під час штурму, до якого було залучено велику кількість снайперів і загін на чолі з Ігорем Гіркіним (Стрелковим), постраждали українські військовослужбовці: від пострілу в серце загинув прапорщик Кокурін Сергій Вікторович та було поранено капітана Валентина Федуна. Також загинув і один з російських загарбників — ст.лейтенант Р.Казаков (ймовірно, від помилкового пострілу своїх поплічників). Прапорщик С.Кокурін став першою жертвою цієї російсько — української війни серед військових. 21 березня — постійна рада Організації з безпеки та співробітництва в Європі у Відні ухвалила рішення про направлення в Україну міжнародної моніторингової місії. 21 березня — Україна підписала політичну частину Угоди про асоціацію з ЄС. 23 березня — на засідання РНБО України ухвалено рішення про виведення військовослужбовців із захопленого Росією Криму. 27 березня — Генеральна асамблея ООН прийняла резолюцію на підтримку територіальної цілісності України та про визнання недійсним «референдуму» в Криму. 31 березня — Держдума РФ з подачі Президента РФ В.Путіна розірвала Харківські угоди 2010 р. і договір про флот у Криму. Квітень 5 квітня — перший батальйон відновленої Національної гвардії склав присягу на вірність Україні. 6 квітня — невідомими озброєними бойовиками за підтримки організованих мітингувальників було оточене та захоплене приміщення Донецької обласної державної адміністрації. Так само було захоплено будівлю Управління СБУ у Луганській області і (тимчасово) — Харківської ОДА. Проросійські мітинги пройшли також у Дніпропетровську, Одесі, Миколаєві, Запоріжжі. Близько 23.40 у окупованій Новофедорівці (АР Крим) російський загарбник, молодший сержант Зайцев застрелив майора ЗСУ Станіслава Карачевського. Убивство українського військовослужбовця відбулося у гуртожитку, де мешкають українські військові. 7 квітня — якісь особи у захопленій Донецькій ОДА проголосили утворення у Донецькій області так званої «Донецької народної республіки» (ДНР). У зв'язку із захопленням адмінбудівель у Харкові, Донецьку, Луганську в.о. Президента України Олександр Турчинов заявив про створення антикризового штабу 9 квітня — ПАРЄ засудила анексію Криму Росією і зажадала негайного виведення російських військ з півострова. 12 квітня — російськими загонами спецпризначенців (формально — колишніх) без розпізнавальних знаків здійснено захоплення міської ради у місті Артемівську та міського відділку міліції і міської ради у місті Краматорську, а також райвідділку міліції у м.Слов'янську. Початок захоплень озброєними особами адмінбудівель органів влади у Донецькій і Луганській областях. 13 квітня — захоплення російськими терористами і бандформуваннями адмінбудівель у Єнакієвому, Харцизьку та Маріуполі. В.о. Президента України О. Турчинов оголошує про початок широкомасштабної антитерористичної операції (АТО) із залученням Збройних сил України. 14 квітня — захоплення російськими терористами Горлівки. Введення в дію рішення РНБО «Про негайні заходи щодо подолання терористичної загрози і збереження територіальної цілісності України» 16 квітня — озброєні російські терористи захопили мерію м.Донецьк 17 квітня — на зустрічі Україна—ЄС—США—Росія в Женеві досягнуто домовленостей про звільнення захоплених споруд в Україні та амністії протестувальників. 17 квітня — 5 липня — бої за гору Карачун під Краматорськом. 25 квітня — російські окупанти демонтували у захопленому Севастополі пам'ятники Гетьману Сагайдачному та на честь 10-річчя ВМС України. Пам'ятники були передані українській стороні, зокрема пам'ятик Сагайдачному 22.08.2015 було встановлено у Харкові. 27 квітня — групою осіб, які захопили будівлю управління СБУ у Луганській області за підтримки мітингувальників чисельністю кілька сотень людей було проголошено так звану проросійську «Луганську народну республіку» (ЛНР) 29 квітня — у Луганську сепаратисти за допомоги Беркуту зайняли ОДА, міськраду, прокуратуру та телецентр. 30 квітня — Виконавча рада Міжнародного валютного фонду схвалила дворічну програму «стенд-бай» для України обсягом $17 млрд (800 % квоти). Травень 1 травня — виконувач обов'язків президента України Олександр Турчинов підписав указ про відновлення призову до армії. 2 травня — напад проросійських активістів на проукраїнську демонстрацію в Одесі з використанням каміння і вогнепальної зброї, вбивство українського демонстранта. В результаті сутичок проросійські сили були відтиснуті до Будинку профспілок на Куликовому полі, в якому зачинились. В результаті застосування вогнепальної зброї та займистих сумішей всередині будівлі спалахнула пожежа, жертвами якої стали 48 осіб (в основному, вчаділи). 9 травня — збройні сутички у Маріуполі, остаточне його захоплення проросійськими силами (окрім аеропорту). Пожежа у міському Управлінні МВС і у будівлі міськради. 11 травня — Росія проволить «референдум» на Донбасі щодо незалежності «ДНР» та «ЛНР» 25 травня — Вибори Президента України 2014. У 1-му турі переміг Петро Порошенко, який набрав 54,7 % голосів виборців. Його основні суперники набрали: - Юлія Тимошенко — 12,8 % - Олег Ляшко — 8,3 % - Анатолій Гриценко — 5,5 % - Сергій Тігіпко — 5,2 % 26 травня — початок героїчної 242-денної оборони Донецького аеропорту від атак російських військових і бандформувань «ДНР» Червень 3 червня — у ході АТО місто Красний Лиман звільнено від бандформувань. 5 червня — 26 серпня — бої за висоту Савур-Могила у Донецькій області. 7 червня — інавгурація глави держави та передача повноважень Верховного Головнокомандувача Збройних Сил України Петру Порошенку. 13 червня — звільнення батальйоном «Азов» Маріуполя від російських найманців. 14 червня — вночі при посадці в аеропорту «Луганськ» російськими терористами був збитий з ПЗРК «Ігла» та великокаліберного кулемета військово-транспортний літак 25-ї гвардійської військово-транспортної авіаційної бригади Повітряних Сил ЗСУ Іл-76МД. На борту перебувало 40 десантників 25-ї окремої Дніпропетровської повітряно-десантної бригади та 9 членів екіпажу, які загинули. Трагедія стала найбільшою з початку АТО і найбільшою одночасною втратою Збройних сил України за період незалежності України. 27.03.2017 обвинуваченого в службовій недбалості у справі про збитий Іл-76 генерал-майора Генштабу ВСУ Віктора Назарова павлоградський суд засудив до 7 років позбавлення волі. 20 — 30 червня — Президент України Петро Порошенко відповідно до рішення РНБО ввів у дію план з мирного врегулювання ситуації у східних регіонах України та на тиждень призупинив АТО. 22 червня — Василь Ломаченко, перемігши Гері Расселла, став чемпіоном світу з боксу за версією WBO у напівлегкій вазі. 25 червня — помер Іван Плющ, український політик, колишній Голова Верховної Ради. Липень 5 липня — українські військові зайняли Слов'янськ, Краматорськ, Артемівськ, Дружківку та Костянтинівку, які напередодні залишили проросійські бандформування на чолі з І.Гіркіним. Помер митрополит Київський і всієї України Володимир (Сабодан). 10 липня — українські сили звільнили Сіверськ на Донеччині. 11 липня — вночі коло населеного пункту Зеленопілля Луганської області з території Росії (району міст Гуково та Куйбишево) був обстріляний з реактивної системи залпового вогню «Град» базовий табір тактичної групи «КОРДОН» ЗСУ, НГУ, ДПСУ (в яку входили 24-а механізована, 72-а механізована та 79-а аеромобільна бригади), що призвело до значних втрат особового складу та техніки: загинуло 6 прикордонників, серед них генерал-майор (посмертно) Ігор Момот, і 30 військовослужбовців ЗСУ. 14 липня — Збиття Ан-26 під Луганськом: загинуло двое військових, ще шестеро десантувались і вижили. 17 липня — в підконтрольній «ДНР» зоні між селами Грабове та Розсипне Шахтарського району Донецької області в результаті збиття з російської зенітної системи «БУК» літака Boeing 777 авіакомпанії Malaysia Airlines, що виконував рейс MH17 Амстердам — Куала-Лумпур, загинули 298 іноземних громадян. Починаючи з 17 липня, повітряний простір над територією України, контрольованою російськими військами, на час проведення Антитерористичної операції для польотів цивільної авіації був закритий. 24 травня 2018 р. Міжнародна Спільна слідча група з розслідування аварії малайзійського Боїнга (Гаага) через 4 роки розслідування заявила, що літак 18.07.2014 був збитий зенітно-ракетним комплексом Бук 53-й бригади ППО ЗС РФ, яка базується в російському місті Курськ. 21 липня — українське військо звільнило від терористів Рубіжне, Торецьк, Соледар. 22 липня — українське військо звільнило від терористів Сєвєродонецьк та Попасну. 24 липня — після дводенних боїв батальйон «Донбас" і 24-а механізована бригада звільнили Лисичанськ. 26 липня — у Кременчуці застрелений мер міста Олег Бабаєв. 27 липня — українські війська увійшли у Шахтарськ, чим розітнули угруповання сепаратистів і деблокували прикордонні частини. 28 липня — сили антитерористичної операції зайняли Дебальцеве, Авдіївку, Лутугине. Серпень 7 серпня — 3 вересня — бої за Іловайськ. 10 — 25 серпня — наступ українських добровольчих формувань на Іловайськ, внаслідок чого вони незабаром потрапили там в оточення російських військ і були значною мірою знищені або потрапили у полон 29-31 серпня при відході. 13 серпня — предстоятелем УПЦ МП під час таємного голосування Собору вибрали місцеблюстителя митрополита Онуфрія. 17 серпня — українська 95-а бригада взяла під контроль районний центр Ясинувата. 21 серпня — українські силовики встановили контроль над райцентром Станиця Луганська. 24-30 серпня — частинами регулярної армії Росії було оточено та обстріляно при відході з оточення по узгодженому з російськими військами маршруту 30 серпня більше 600 бійців Збройних сил та МВС України у тому числі добровольчих батальйонів, які раніше просунулися на схід і увійшли до Іловайська. Загинуло щонайменше 186 осіб, сотні бійців були поранені та захоплені росіянами у полон. Внаслідок поразки ЗСУ під Іловайськом російські війська перейшли у наступ на південній ділянці фронту, захопили Новоазовськ, Тельманове, Амвросіївку, Старобешеве і наблизились впритул до Маріуполя. 29.08.2018 ГПУ оприлюднила звіт з розслідування Іловайської трагедії, згідно з яким «29 серпня 2014 з безпосередньою вказівкою і наказом командування Генерального штабу Збройних Сил РФ російські військовослужбовці в упор розстріляли з важкого озброєння колони українських військових, разом з трьома полоненими російськими десантниками. За вказаних обставин скоєно віроломний вбивство 366 українських вояків, 429 — отримали поранення різного ступеня тяжкості, 300 — потрапили в полон, Збройні Сили України зазнали значних втрат озброєння і військової техніки на суму майже 300 млн грн.» 27 серпня — колишня голова Фонду держмайна Валентина Семенюк-Самсоненко була знайдена застреленою з рушниці в своєму будинку під Києвом. Поруч з тілом лежала мисливську рушницю марки ТОЗ (зареєстровано на одного з членів сім'ї). Серед основних версій — вбивство і суїцид. Вересень 2 вересня — під тиском збройних сил Російської Федерації українські війська залишили Луганський аеропорт і Лутугине. 5 вересня — «Мінськи угоди»: в Мінську відбулася третя зустріч Контактної групи з мирного врегулювання ситуації на сході України, в ході якої сторонами конфлікту (у тому числі представниками бандформувань) узгоджено виконання «Плану мирного врегулювання ситуації на сході України» П. О. Порошенка, з урахуванням зауважень президента Російської Федерації В. В. Путіна. Дія угоди набрала чинності в той же день з 19:00; першим 12 пунктів протоколу значилось «забезпечення негайного двостороннього припинення застосування зброї». 19 вересня — учасники контактної групи в Мінську домовилися про припинення вогню в Україні, зупинці на поточній лінії зіткнення і встановлення 30-кілометрової зони безпеки. Незважаючи на об'явлене перемир'я, російські війська і підконтрольні їм бандформування продовжували обстріли позицій ЗСУ і на окремих ділянках вели наступальні дії. Починаючи з вересня на підконтрольних проросійським військам територіях Донецької та Луганської областей, розпочалися стихійні протести та акти непокори місцевих жителів, викликані масовим зубожінням населення та нестачею харчових продуктів. Придушення голодних бунтів здійснювалося незаконними озброєними формуваннями «ЛНР» та «ДНР» з використанням вогнепальної зброї. 16 вересня — Європейський парламент ратифікував Угоду про асоціацію між Україною і Європейським Союзом синхронно з Верховною Радою України. 28 вересня — почалися бої за Донецький аеропорт. Жовтень 26 жовтня — позачергові парламентські вибори в Україні, за результатами яких політичні об'єднання отримали: - Народний фронт (Арсеній Яценюк) — 22,1 % - Блок Петра Порошенка (Віталій Кличко) — 21,8 % - Об'єднання «Самопоміч» (Гопко Ганна Миколаївна) — 11 % - Опозиційний блок (Бойко Юрій Анатолійович) — 9,4 % - Радикальна партія Олега Ляшка — 7,4 % - ВО «Батьківщина» (Савченко Надія Вікторівна) — 5,7 % Листопад 27 листопада — Головою Верховної Ради України обраний Володимир Гройсман, Арсеній Яценюк затверджений главою Уряду. 30 листопада — державний і гарантований борг України перевищив трильйон гривень. Грудень Сергій Жадан отримав премію ВВС у номінації «Краща книга десятиліття» за роман «Ворошиловград». 1 грудня — Росія відмовилася від будівництва газогону «Південний потік». Помер Євген Сверстюк, український письменник, філософ, дисидент. 11 грудня — першим заступником Міністра внутрішніх справ призначено Катерину Згуладзе 18 грудня — Європейський союз заборонив інвестиції в окупований Крим. |

### 2015
|  | Січень 1 січня — в зоні АТО вбитий ватажок угрупування ГБР «Бетмен» Олексій Беднов, коли у районі населеного пункту Лутугине розстріляли колону автомобілів його банди. Відповідальність за вбивство взяло на себе керівництво «ЛНР», яке звинувачувало терориста у викраденні людей і розбої. 13 січня — під Волновахою внаслідок обстрілу з «Градів» росіянами автобуса, що прямував до Донецька, 12 людей загинуло і 16 поранено 21 січня — після 242 діб героїчної оборони українські вояки залишили зруйновані термінали Донецького аеропорту 21 січня — Україна запровадила транспортну блокаду у зоні АТО. Для в'їзду на територію, окуповану бойовиками самопроголошених «ДНР» і «ЛНР», і виїзду українська влада ввела спеціальний пропускний режим. У березні заходи стали жорсткішими — Держприкордонслужба перестала пропускати в «ДНР» і «ЛНР» автомобілі з продуктами харчування та медикаментами. 23 січня — у м. Первомайськ Луганської області застрелений один з так званих польових командирів «казаків», «народний мер» Євген Іщенко з позивним «Малиш». 24 січня — внаслідок артилерійського обстрілу російськими терористами східних житлових кварталів Маріуполя загинуло 30 осіб та близько сотні отримали поранення. 25 січня — РНБО України ухвалила рішення застосувати на території країни санкції проти російського агресора. 27 січня — Верховна Рада України визнала Росію країною-агресором, а самопроголошені «ДНР» і «ЛНР» — терористичними організаціями. 29 січня — у Вуглегірськ на Донбасі увійшли російські танкові загони, у місті розгорнулися запеклі бої Лютий 2 лютого — у ДТП під Кривим Рогом загинув Андрій Кузьменко, український співак і продюсер, лідер гурту «Скрябін». 10 лютого — російські військові з Горлівки обстріляли з РСЗВ «Смерч» штаб антитерористичної операції і житлові квартали Краматорська. загинули 17 людей, поранено понад 60, серед них українські вояки. 11-12 лютого — Переговори «нормандської четвірки» в Мінську, офіційно — Комплекс заходів щодо виконання Мінських угод. Мінська угода (2015). Попри оголошене перемир'я, російські війська і проросійські бандформування продовжують бойові наступальні дії на окремих напрямках, зокрема навколо Дебальцеве і під Маріуполем. 14 лютого — перше затримання екс-нардепа «регіонала» Олександра Єфремова за звинуваченнями по 2-м кримінальним провадженням. 18 лютого — українські війська під тиском росіян залишили оточене Дебальцеве. За словами П.Порошенка, з оточення вийшло майже 80 % військових. За даними Міноборони України, в боях за Дебальцеве загинули 179 українських військових. 25 лютого — знайдений повішеним у своєму будинку Вальтер Сергій Георгійович, міський голова Мелітополя. 27 лютого — Борис Нємцов, російський опозиційний політик був застрелений біля Кремля у Москві. За деякими даними, через день він мав оприлюднити докази участі російських військ у війні на сході України. 28 лютого — Михайло Чечетов, народний депутат України II, V, VI, VII скликань від Партії регіонів після допиту у Генпрокуратурі вистрибнув(?) з балкону і загинув. Березень 4 березня — внаслідок вибуху на шахті імені Засядька в Донецьку загинули 33 гірники. 5 березня — Верховна Рада України ухвалила за основу та в цілому президентський законопроєкт, яким пропонується зробити вихідним днем День захисника України 14 жовтня. 11 березня — МВФ схвалив програму Extended Fund Facility для України на загальну суму 17,5 млрд доларів. 12 березня — у своєму помешканні знайдений застреленим Пеклушенко Олександр Миколайович, народний депутат України трьох скликань, голова Запорізької обласної державної адміністрації (з 2 листопада 2011 до 3 березня 2014). Член Політради Партії регіонів. Попередня версія — самогубство. 25 березня — на засіданні Кабінету Міністрів України правоохоронцями за підозрами у зловживаннях і корупції при закупівлі для служби ПММ було публічно заарештовано Голову ДСНС України Сергія Бочковського і його першого заступника Василя Стоєцького. Невдовзі екс-чиновники вийшли на волю після внесення застав по 1,2 млн грн, а у квітні і травні 2018 р. суд постановив відновити цих осіб на посадах з 26.03.2015, виплативши недоотриманий заробіток за 3 роки 26 березня — у Донецьку невідомими був розстріляний автомобіль, в якому загинув командир так званого терористичного угрупування «Міраж» Роман Возник з позивним «Циган» — беркутівець, який зрадив Україну і перейшов на бік бойовиків, брав активну участь у сепаратистських мітингах навесні 2014 року в Донецьку, згодом став членом «парламенту Новоросії». Квітень 15 квітня: у Києві біля своєї квартири застрелений Калашніков Олег Іванович — член Партії регіонів, Народний депутат України у 2006—2007 роках. 16 квітня: у Києві біля свого будинку застрелений Бузина Олесь — відомий опозиційний український журналіст і публіцист. Травень 21 травня — Верховна Рада ухвалила закон про створення Національної поліції в Україні 23 травня — неподалік с. Михайлівка Перевальського району невідомі обстріляли машину, в якій загинув ватажок угрупування «Призрак» Олексій Мозговий. 30 травня — Михайла Саакашвілі призначено головою Одеської обласної держадміністрації (напередодні отримав громадянство України). Червень 03 червня: спроба російських бандформувань захопити райцентр Мар'їнка на околиці Донецька, відбита ЗС України. 08 — 16 червня: Масштабна пожежа на нафтобазі «БРСМ-нафта» у Васильківському районі Київської області. Пожежа закінчилась лише коли нафтопродукти повністю вигоріли. Внаслідок пожежі, яка тривала більше тижня, загинули шестеро людей, четверо з них — рятувальники. 18 червня — українська влада почала повну транспортну блокаду Донбасу, перекривши всі шляхи з захоплених терористами територій. Після цього сотні обурених переселенців з Донбасу та правозахисників вийшли на Майдан Незалежності у Києві на акцію протесту проти введення нового «Тимчасового порядку перетину лінії розмежування» і звернулись до президента з вимогою спростити механізм перетину лінії зіткнення. Липень 3-4 липня — спалах боїв за Мар'їнку під Донецьком 4 липня: у Києві прийняла присягу патрульна поліція. 11 липня: збройна сутичка у м. Мукачеве Закарпатської області між бійцями «Правого сектора», охороною народного депутата Ланьо та правоохоронцями. Загинуло 3 особи. Одна з неофіційних версій — боротьба за канали контрабанди у регіоні. Серпень 31 серпня — Київ: після голосування за зміни до Конституції щодо децентралізації, внесені Президентом України, під Верховною Радою почались сутички між протестувальниками і правоохоронцями, спровоковані членами ВО "Свобода"; внаслідок вибуху гранати, яку кинув член цієї організації, загинуло (на місці і внаслідок поранень) четверо нацгвардійців, більше 140 осіб зазнали поранень. Невдовзі було затримано більше 18 осіб, які брали участь у заворушеннях. Вересень 17 вересня — Верховна Рада України дала згоду на затримання і притягнення до кримінальної відповідальності народного депутата України від Радикальної партії Олега Ляшка Ігора Мосійчука, після чого 18 серпня він був затриманий СБУ. По закінченню терміну дії запобіжного заходу Мосійчук був звільнений з-під варти 15 листопада 2015 р. 20 вересня — опівдні стартувала громадська ініціатива з блокування комерційних постачань товарів до окупованої території АР Крим і Севастополя: активісти (в основному, кримські татари та представники «Правого сектора») встановили свої блокпости на Перекопі, Чонгарі та в Каланчаку. 25 вересня — Кабмін заборонив польоти в Україну літаків, які належать, зокрема, компаніям «Аерофлот» та «Трансаеро». Також розпорядженням Кабміну були заборонені транзитні польоти через український повітряний простір російських авіакомпаній з товарами військового призначення або російськими військовими. Водночас за польоти в Крим Україна оформила російським компаніям штраф на суму 646 млн грн. 30 вересня — початок російської військової операції в Сирії. Жовтень 6 жовтня — на Херсонщині невідомі пошкодили одну з чотирьох високовольтних ліній, якими до захопленого Криму постачається електрика, — Мелітополь-Джанкой, а після інциденту на місці аварії зібралося близько сотні активістів, які заважали проводити ремонтні роботи, вимагаючи від ВР України ухвалення закону про заборону постачань електроенергії в Крим та скасування закону про вільну економічну зону з півостровом. 14 жовтня — вперше святкується День захисника України 17 жовтня — в Затоці Одеської області біля входу в гирло Дністровського лиману сталася наймасштабніша за останні 10 років морська катастрофа в Україні — під час шторму перекинувся і затонув риболовно-прогулянковий катер «Іволга». За даними ДСНС, жертвами катастрофи стали 20 осіб 25 жовтня — місцеві вибори в Україні; Україна зупинила пряме авіасполучення з Росією. 29 жовтня — вибухи і пожежа на складі боєприпасів ЗСУ у м.Сватове Луганської області; повідомляється про 4-х загиблих. Одна з версій — диверсія. 31 жовтня — СБУ за звинуваченнями у низці злочинів затримала у Дніпропетровську голову партії «Укроп», колишнього кандидата на посаду мера Києва Геннадія Корбана, по якому Печерський суд 6 листопада виніс рішення про знаходження під домашнім арештом на 2 місяці. Листопад 4 листопада — Керівницею новоствореної Національної поліції України призначено Хатію Деканоідзе (пішла у відставку у листопаді 2016) 5 листопада — за звинуваченнями у розкраданні державних коштів (2,5 млрд грн.) затримана «регіоналка», колишній Міністр юстиції Олена Лукаш. Пізніше вийшла на волю під заставу 2,5 млн грн. 7 листопада — офіційно міліція в Україні припиняє своє існування, замість неї діє Національна поліція. Оголошено перехідний період для переатестації співробітників. 15 листопада — 2-й тур виборів голів у деяких містах (Зокрема, у Дніпропетровську, Кривому Розі, Кировограді). У Кривому Розі перемогу здобув попередній мер Юрій Вілкул, але з відривом всього у 700 голосів, що викликало вимоги перерахунку голосів і багатоденні протести під міськрадою. Загалом відбулися ще 637 повторних голосувань. 20 та 22 листопада — на півдні Херсонської області вибухами зруйновані лінії єлектропостачання, які ведуть до окупованого Криму. Крим залишився без української електрики на 2 тижні. Грудень 2 грудня — Російський президент В.Путін у захопленому Криму оголошує про запуск 1-ї нитки енергомосту з Кубані 8 грудня — «Укренерго» повідомило про відновлення електропостачання до окупованої території АР Крим (по одній з 4-х ЛЕП). 12 грудня — неподалік Первомайська у автомобілі був підірваний ватажок російської терористичної організації на Луганщині «перший козацький полку ім. Платова» Павло Дрьомов з позивним «Батя». 16 грудня — Суд за пропаганду війни та насильства, інші численні злочини заборонив діяльність Комуністичної партії України |

### 2016
|  | Січень 1 січня — набрала чинності зона вільної торгівлі між Україною та ЄС. В російських ЗМІ поширено «підсумки» путінського новорічного опитування в окупованому РФ Криму: 93 % жителів знеструмленого півостріва немов би не згодні на «Енергоконтракт» з Києвом розпочався дворічний термін непостійного членства України в Раді Безпеки ООН. 4 січня — повідомлено про раптову смерть очільника ГРУ РФ Ігора Сергуна — нібито в Москві (а за неофіційними даними — у Лівані) 14 січня — у Запоріжжі помер Леонід Іванович Жаботинський (нар.28 січня 1938 на Слобожанщині) — радянський спортсмен українського походження, важкоатлет, дворазовий абсолютний олімпійський чемпіон з важкої атлетики в суперважкій ваговій категорії (1964, 1968), чотириразовий чемпіон світу (1964—66, 1968) і дворазовий чемпіон Європи (1966, 1968), неодноразовий рекордсмен світу (1963—1974), П'ятиразовий чемпіон СРСР. За спортивну кар'єру встановив 17 світових рекордів. Гендиректор держконцерну «Укроборонпром» Роман Романов презентував нову гвинтівку для ЗСУ. Гвинтівка ВМ2 МП УОС є аналогом західних зразків Лютий 20 лютого — в центрі Києва побили вікна в офісі компанії СКМ Ріната Ахметова. Участь в безладах брали, серед інших, бійці батальйону ОУН на чолі з провідником ОУН М. Коханівським. На Хрещатику прибічники М.Коханівського закидали камінням офіс «Альфа-Банку» 21 — 24 лютого — Скандал навколо телеканалу «Інтер»: Креативного продюсера програми «Подробиці», громадянку Росії Марину Столярову звільнили з каналу, з ініціативи СБУ вислали з України і тимчасово заборонили в'їзд в країну після нецензурної лайки за кадром щодо сюжету з родичами загиблих учасників Євромайдану. 24 лютого — з метою посилення безпеки Маріуполя ЗСУ зайняли с.Широкине на схід від міста, а під Донецьком — промзону м.Авдіївка Березень 3 березня — президент Єврокомісії Жан Клод Юнкер заявив, що Україна не зможе стати членом ЄС і НАТО в найближчі 20 років. 8 березня — ЗСУ взяли під вогневий контроль Ясинуватську розв'язку під Донецьком. 18 березня — помер Танюк Лесь, народний артист України (2008), народний депутат України 1-го, 2-го, 3-го, 4-го, 5-го скликань, голова Національної спілки театральних діячів України (з 1992); голова Всеукраїнського товариства «Меморіал» ім. В.Стуса (з 1992; *1938). 29 березня — Генеральний прокурор України Віктор Шокін пішов у відставку Квітень 3 квітня — оприлюднення результатів досліджень «Панамських документів» («Панамського архіву»), які містять відомості щодо прихованої власності політиків різних країн (в тому числі і П.Порошенка) і конфлікти інтересів. 12 квітня — зведено першу опору на о. Тузла при будівництві мосту з Росії до окупованого Криму через Керченську протоку 14 квітня — Гройсман Володимир Борисович обраний прем'єр-міністром України після відставки пре'єра Яценюка А. П.; сфоровано новий Уряд. Місце Голови Верховної Ради замість В.Гройсмна посів Андрій Парубій. 14 квітня — оголошено про запуск 3-ї нитки енергомосту з Росії до окупованого Криму 29 квітня — помер Гнатюк Дмитро Михайлович, радянський і український оперний співак, золотий голос України (баритон; *1929); Герой соціалістичної праці, Народний артист СРСР. Травень 10 травня — отримано повідомлення про викрадення «Апостола» з Національної бібліотеки України імені В. І. Вернадського. 25 квітня 2017 МВС України повідомило про затримання викрадачів з раритетом. 15 травня — Джамала з піснею «1944» про депортацію кримських татар посіла перше місце на Пісенному конкурс Євробачення 2016 у Стокгольмі. Нагороджена званням Народний артист України. 19 травня — Верховна Рада України на виконання Закону «Про засудження комуністичного та націонал-соціалістичного (нацистського) тоталітарних режимів в Україні та заборону пропаганди їхньої символіки» ухвалила рішення про перейменування Дніпропетровська на Дніпро. 25 травня — Обмін у Ростові Надії Савченко на засуджених в Україні полонених російських ГРУ-шників Єрофєєва та Александрова. Загалом Н.Савченко знаходилась у російському полоні з 17 червня 2014 р., коли її було захоплено під Луганськом і за цей час була обрана Народним депутатом України, делегатом Парламентської асамблеї Ради Європи, нагороджена званням «Герой України». 28 травня — У пожежі в будинку для літніх людей під Києвом загинуло 17 осіб 29 травня — новим Генеральним прокурором України Верховна Рада України призначила Юрія Луценка — для цього довелося прибрати норму закону про необхідність юридичної освіти Генпрокурора. Червень 16 червня — Апарат Верховної Ради України зареєстрував подання про зняття недоторканності, затримання і арешт депутата парламенту від групи «Воля народу» Олександра Онищенка. 17 червня 2016 року суд постановив заарештувати або відпустити під заставу в розмірі 200 млн гривень О.Онищенка. 19 червня — О.Онищенко заявив, що кримінальне переслідування проти нього пов'язано зі спробою відібрати в нього бізнес. 22 червня — О.Онищенко подав до суду на Генеральну прокуратуру України і Національне антикорупційне бюро України. 5 липня — Верховна Рада України дала згоду на затримання та притягнення до кримінальної відповідальності й арешт депутата від групи «Воля народу» Олександра Онищенка. 27 липня 2016 року, Генеральний прокурор України Юрій Луценко підписав повідомлення про підозру О.Онищенку в скоєнні злочинів. 29 липня 2016 року Олександр Онищенко заявив про своє перебування в Лондоні (Велика Британія) і про те, що звернувся до влади Великої Британії із проханням надати йому політичний притулок. 10 серпня Національне антикорупційне бюро України (НАБУ) оголосило в розшук Олександра Онищенка. 1 грудня 2016 Служба безпеки України повідомила, що стосовно Олександра Онищенка розслідується кримінальне провадження за ст. 111 Кримінального кодексу України (державна зрада), а також про факт отримання Онищенко громадянства Російської Федерації. 3 грудня Олександр Онищенко заявив, що передав спецслужбам США компрометуючі матеріали щодо Президента України Петра Порошенка 23 грудня 2016 Time опублікувало заяву Олександра Онищенка, в якому він звинувачує президента Петра Порошенка в переслідуванні ворогів у зв'язку з викриттям системи корупції на найвищому рівні українського парламенту У січні 2017 р. з'явились відомості щодо з'вязку О.Онищенка з радником В.Путіна В.Сурковим через екс-продюсера телеканалу 112 Україна Віктора Зубрицького.[джерело?] Липень 1 липня — чергове підвищення тарифів на жилово-комунальні послуги: в Україні вдвічі подорожчало тепло і гаряча вода 3 липня — зі Святогорської лаври розпочалася Хресна хода на Київ, організована УПЦ МП. 9 липня — з Почаївської лаври вирушила друга частина Хресної ходи на Київ, організованої УПЦ МП. 12 липня — повідомлено про те, що під керівництвом Бориса Тодурова в Інституті серця вперше в Україні імплантовано механічне серце. 14 липня — постановою Верховної Ради України місто Кіровоград перейменоване на Кропивницький 20 липня — в Києві в результаті підриву власного автомобіля вбито журналіста Павла Шеремета 24 липня — у віці 75 років помер Субтельний Орест, канадський історик українського походження, автор праці «Україна. Історія» (1988). Доктор філософії (*1941). 27 липня — у Києві закінчилася церковна Хресна хода, організована УПЦ МП 30 липня — у Борисполі вдруге заарештовано колишнього нардепа-регіонала Олександра Єфремова за підозрою в посяганні на територіальну цілісність України і заволодінні майном держпідприємства «Луганськвугілля» шляхом зловживання службовим становищем. Станом на початок 2017 р. тривав суд, О.Єфремов знаходився у Старобільському СІЗО. Серпень 5 — 21 серпня — XXXI Літні Олімпійські ігри 2016 у Ріо-де-Жанейро (Бразилія). Від України брали участь 206 атлетів, які привезли всього 11 медалей (2 золотих, 5 срібних і 4 бронзових), посівши 31 місце серед країн-учасниць. 6 — 7 серпня — перестрілка у Криму біля Армянська: за російською версією — між ФСБ РФ і «українською диверсійно-розвідувальною групою (ДРГ)», яка нібито намагалася прорватися на окуповану територію АР Крим для здійснення терористичних актів; за українською версією — стрілянину з жертвами вчинили між собою представники різних силових структур держави-агресора з причини непорозуміння і відсутності взаємодії. 9 серпня — Детективи НАБУ викрили суддю Дніпровського райсуду Києва Миколу Чауса при отримання хабара у 150 тисяч доларів США. При цьому правоохоронці не змогли затримати суддю Чауса через його суддівський імунітет. Микола Чаус вів кримінальні справи проти учасників Євромайдану, а також бізнесмена Юрія Іванющенка та екс-глави партії «Укроп» Геннадія Корбана. Генпрокурор Юрій Луценко визнав, що дозвіл на арешт судді може дати лише Верховна Рада, яка наразі перебуває на канікулах. 11 серпня стало відомо, що М.Чаус зник. 15 серпня — 31 жовтня — перший етап електронного декларування статків чиновників в Україні. Близько 120 000 посадовців задекларували свої прибутки, майно та активи за 2015 р. 25 серпня — у райцентрі Криве Озеро (Миколаївська область) поліцейські в присутності матері, дружини і дітей забили до смерті 31-річного Олександра Цукермана (немов за непокору). Після цього близько 200 місцевих жителів штурмували прокуратуру з метою вчинити самосуд над затриманими поліцейськими. У листопаді підозрюваних звільнили під залог 120 000 грн. 27 серпня — циганський погром у с. Лощинівка під Ізмаїлом, спричинений жорстоким вбивством 9-річної дівчинки. 28 липня — окупаційною російською владою ліквідовано т. зв. «Кримський федеральний округ», територію окупованих українських АР Крим і м.Севастополь приєднано до Південного федерального округу Російської Федерації. Вересень 4 вересня — в ході антиросійських протестів патріотами у Києві здійснено підпал студії телеканалу «Інтер» 6 вересня — Квартирний скандал: у ЗМІ оприлюднено інформацію щодо придбання народним депутатом Сергієм Лещенком великої квартири (192 кв.м) в центрі Києва за 7,5 млн грн. 7 вересня до перевірки законності придбання житла долучилося НАБУ. Сам народний депутат 13 вересня назвав організаторами скандалу своїх ворогів з БПП та «Народного фронту», зокрема, людей, близьких до Сергія Пашинського, Арсена Авакова, Миколи Княжицького. 19 вересня — Глава НАБУ Артем Ситник розповів про результати проведеної перевірки у справі про покупку квартири Сергієм Лещенком: перевірка підтвердила правоту Лещенка, є лише кілька незначних порушень адміністративного характеру. 6 грудня 2016 Генпрокуратура закрила справу проти Лещенка. 7 вересня — Євросоюз продовжив санкції проти 146 фізичних і 37 юридичних осіб з Росії, України та окупованого Криму через захоплення Криму в 2014 році ще на 6 місяців. 7 — 18 вересня — Літні Паралімпійські ігри 2016 у Ріо-де-Жанейро. Паралімпійці привезли в Україну рекордні 117 медалей (третина з яких — золоті) і посіли 3-е місце у медальному заліку після Китаю та Великої Британії. 18 вересня — Вибори до Державної думи РФ: незважаючи на протести України і міжнародної спільноти, проведені також на території окупованих українських АР Крим і м.Севастополь. 19 вересня — у підмосковному ресторані у Горках-2 двома пострілами у голову був вбитий відомий харківський проросійський сепаратист-колаборант і антимайданівець, ватажок ОЗУ «Оплот» Євген Жилін, який переховувався у Росії від українських правоохоронних органів. 24 вересня — у Луганську у тюремній камері знайдений повішеним колишній (2014—2015) так званий "прем'єр-міністр «ЛНР» Геннадій Ципкалов. Це сталось через тиждень після того, як ватажок «ЛНР» Ігор Плотницкий оголосив його організатором спроби перевороту. 25 вересня — при перевірці документів біля автовокзалу у Дніпрі застрелені патрульні поліцейські 26-річний лейтенант Артем Кутушев і його напарниця 36-річна лейтенант Ольга Макаренко (померла на операційному столі). Вбивця — колишній боєць підрозділу «Торнадо» — затриманий. 26 вересня — опальний депутат ВРУ О.Онищенко у Лондоні заявив про таємні спроби Президента України П.Порошенка придбати через третіх осіб і з використанням офшорів низку медіа-ресурсів України — зокрема, телеканали «112 Україна», «NewsOne» і «1+1» Жовтень 1 жовтня — припинення видачі внутрішніх паперових паспортів в Україні, видача тільки ID-карток з 14 років. 10 жовтня — Міністерство соціальної політики України оприлюднило кількість вимушених переселенців з окупованих Московією українських територій Криму і Донбасу — 1 696 326 осіб або 1 374 632 сім'ї. Московія і Туреччина домовились про будівництво газогону "Турецький потік"до Південної Європи в обхід України 14 жовтня — Президент П.Порошенко оприлюднив втрати військовослужбовців ЗСУ з початку АТО у 2014 р. — 2533 особи. Всього у АТО прийло участь 280 000 громадян України. 31.12.2016 Петро Порошенко оприлюднив втрати ЗСУ у зоні АТО за 2016 рік — 211 осіб. 15 жовтня — у Харкові помер Клим Іванович Чурюмов (нар. 19 лютого 1937, Миколаїв, УРСР) — радянський і український астроном і дитячий письменник, першовідкривач комет Чурюмова-Герасименко (1969) та Чурюмова-Солодовникова (1986). Член-кореспондент Національної академії наук України, директор Київського планетарію, головний редактор астрономічного науково-популярного часопису «Наше небо» (2006—2009), президент Українського товариства аматорів астрономії. 16 жовтня — у окупованому Донецьку у ліфті житлового будинку в результаті підриву загинув один з лідерів терористів ДНР, громадянин Росії, ватажок угрупування «Спарта» на прізвисько «Моторола» (Павлов Арсен Сергійович). 22 жовтня — у Києві на 75-му році життя померла акторка театру ім. Л.Українки Валерія Заклунна 24 жовтня — помер Гаврилишин Богдан Дмитрович — український, канадський, швейцарський економіст, громадський діяч, меценат, дійсний член Римського клубу Листопад 2 листопада — Українська армія в зоні АТО повністю перейшла на контрактну основу. 8 листопада — Кандидат від республіканців Дональд Трамп офіційно переміг на виборах президента США, набравши 276 голосів виборників з 538. Його суперниця від Демократичної партії Гіларі Клінтон — 218. 9 листопада — Президент України Петро Порошенко звільнив голову Одеської обласної державної адміністрації Михайла Саакашвілі з посади 14 листопада — Хатія Деканоїдзе подала у відставку з посади глави Нацполіції. За її словами, в Нацполіції поки не вдалося викорінити корупцію, і політики втручаються в роботу відомства. Виконуючим обов'язки глави Нацполіції призначений Вадим Троян. США ввели санкції проти шістьох депутатів Державної думи РФ від окупованого Криму. У список санкцій включені Руслан Бальбек, Костянтин Бахарєв, Андрій Козенко, Світлана Савченко, Павло Шперов, Дмитро Бєлік. Лідер проросійської Партії соціалістів Молдови Ігор Додон переміг на виборах президента, набравши 52,29 % голосів У другому турі президентських виборів в Болгарії переміг кандидат, висунутий опозиційною Болгарською соціалістичною партією, колишній командувач ВПС країни, генерал-майор запасу Румен Радєв. 14 — 29 листопада — Процес переміщення на 327 м арки, що накрила четвертий енергоблок Чорнобильської атомної електростанції. Арка зараз — найбільша у світі рухома наземна конструкція довжиною 165 м, заввишки 110 м і загальною вагою 36,2 тис.т 15 листопада — Міжнародний кримінальний суд (Гаазький трибунал) заявив, що «вважає ситуацію в окупованому Криму рівнозначною міжнародному збройному конфлікту між Україною і Російською Федерацією», який розпочався не пізніше 26.02.2014 р. За інформацією прес-служби столичної поліції, в масових акціях протесту в Києві беруть участь 6 тисяч осіб. Чергування несуть близько 5 тисяч правоохоронців. Присутні мітингують біля будівлі Національного банку України, Верховної Ради і посольства РФ. Перекривався Хрещатик. 16 листопада — За результатами дослідження міжнародної організації щодо боротьби з корупцією Transparency International найбільш корумпованими країнами в Європі і Центральній Азії є Україна, Вірменія, Боснія і Герцеговина, Литва, Молдова, Росія і Сербія. 18 листопада — Президент України Петро Порошенко був допитаний у справі про злочини проти активістів Євромайдану. Національне антикорупційне бюро України (НАБУ) за результатами розгляду звернень народних депутатів відкрило три перші кримінальні справи за фактами незаконного збагачення на підставі аналізу електронних декларацій щодо двох народних депутатів України та судді. 19 листопада — Екс-глава Одеської обладміністрації Михайло Саакашвілі оголосив про створення нової політичної партії «Рух нових сил» 28 листопада — Канада ввела санкції щодо 15 громадян Росії, в тому числі шістьох депутатів Держдуми РФ від Криму 29 листопада — оприлюднено даны про втрати ЗСУ з початку АТО: станом на 21.11.2016 р. загинули 2145 військовослужбовців ЗСУ, з них 691 боєць — призваний під час часткової мобілізації. При цьому, небойові втрати склали 487 осіб, поранення отримав 7091 боєць ЗСУ. Міністр закордонних справ України Павло Клімкін повідомив, що в Мінську не змогли домовитися ні про «дорожню карту» Донбасу, ані про контроль ОБСЄ непідконтрольної ділянки україно — російського кордону, ні про можливість проведення виборів. Російський міністр закордонних справ Сергій Лавров за підсумками зустрічі заявив, що про воєнізовану місію ОБСЄ на Донбасі «ніхто не думає» і «питання вже не актуальне». За даними втікача-нардепа О.Онищенка, аудіозаписи з «корупційним» компроматом на Президента України П.Порошенка передані спецслужбам США. Генеральна прокуратура України викликала на допит колишнього президента Віктора Януковича вже як підозрюваного у справі про державну зраду. 30 листопада — Козацькі пісні Дніпропетровщини включили в список елементів нематеріальної культурної спадщини ЮНЕСКО. Грудень 4 грудня — під час перестрілки під Києвом в с. Княжичі були застрелені п'ять силовиків: троє поліцейських і двоє співробітників Держслужби охорони. Стрілянину влаштували між собою самі правоохоронці. 5 грудня — Україну включили в десятку глобальних експортерів озброєння 2011—2015 років. Про це свідчить рейтинг ста найбільших військово-промислових компаній світу Стокгольмського міжнародного інституту дослідження проблем світу (SIPRI). Згідно з ним, частка України в світовому експорті зброї становить 2,6 відсотка, що дозволило країні зайняти дев'яте місце. Господарський суд Києва ухвалив рішення про примусове стягнення з російського Газпрому 172 мільярди гривень за позовом Антимонопольного комітету України. Ця сума включає штраф і пеню (85,966 млрд грн). 6 грудня — Верховна Рада прийняла законопроєкт, яким з 1 січня 2017 підвищується мінімальна заробітна плата (до 3200 грн.) і страхові виплати. 8 грудня — Верховна Рада 228 голосами позбавила недоторканності депутата від «Опозиційного блоку» Вадима Новинського через справу щодо викрадення митрополита УПЦ МП Олександра Драбинка. Правоохоронці повідомили, що в Дарницькому районі Києва знайшли квартиру з цінними речами екс-прем'єра Миколи Азарова. У ній знайдені десятки ікон та старовинних релігійних книг, оригінали картин Рєпіна, Тропініна і Нікоса Сафронова, столове срібло, пам'ятні монети і т. д. Всього поліція виявила в квартирі близько 200 господарських сумок з упакованими в них грошима і раритетними речами. Попередня вартість речей становить приблизно п'ять мільйонів доларів. 9 грудня — Швейцарія продовжила заморожування активів колишнього президента України Віктора Януковича і всіх пов'язаних з ним осіб на 2017 рік Укроборонпром повідомив про випробування модернізованої бойової машини піхоти (БМП) з новою цифровою системою управління вогнем «Мисливець». Нова БМП розроблена на Житомирському бронетанковому заводі. 10 грудня — Нафтодобуваючі держави в ході переговорів у Відні домовилися скоротити видобуток нафти. Країни, що не входять в нафтовий картель ОПЕК, домовилися скоротити видобуток нафти на 558 тисяч барелів на добу. Націоналістичний «Марш орлят перемишльських і львівських», який відбувся під патронатом мера Перемишля, учасники якого вигукували антиукраїнські гасла, зокрема, кричали «Смерть українцям». 11 грудня — Вибори місцевих рад і голів в 41 об'єднаній територіальній громаді в 13 областях: Вінницькій, Волинській, Дніпропетровській, Запорізькій, Миколаївській, Одеській, Полтавській, Рівненській, Тернопільській, Харківській, Херсонській, Чернівецькій та Чернігівській. 13 грудня — На 54-му щорічному з'їзді Всесвітньої боксерської ради (WBC) Віталія Кличка оголосили «вічним чемпіоном світу» в суперважкій вазі за своєю версією. 14 грудня — Окружний суд Амстердама ухвалив, що так зване скіфське золото з кримських музеїв повернуть Україні. Йдеться про експонати, які були передані АР Крим Нідерландам для виставки ще до захоплення Росією Криму. Кабінет міністрів прийняв постанову про підвищення оплати праці вчителів на два тарифних розряди, а також концепцію реформи середньої школи «Нова українська школа», яка передбачає перехід на 12-річне навчання. 15 грудня — Лідери ЄС домовилися про продовження економічних санкцій проти Росії на чергові півроку 16 грудня — У Державному конструкторському бюро «Луч» повідомили про успішне випробування легкого переносного ракетного комплексу «Корсар». «Корсар» призначений для знищення нерухомих і рухомих сучасних броньованих цілей. Український ракетний комплекс здатен вражати цілі і з динамічним захистом. 18–19 грудня — бої на Світлодарській дузі 18 грудня — Кабінет міністрів України ухвалив рішення про перехід 100 % акцій Приватбанку у власність держави. Правління Приватбанку очолить колишній міністр фінансів Олександр Шлапак. 19 грудня — Генасамблея ООН прийняла резолюцію «Стан справ з правами людини в Автономній Республіці Крим і місті Севастополь (Україна)», підготовлену Україною. За — 70, проти — 26, утрималися — 77. Резолюція, зокрема, закликає Росію як державу-окупанта дотримуватися своїх зобов'язань відповідно до міжнародного права і звільнити негайно українських громадян, які були незаконно затримані і засуджені без урахування елементарних норм правосуддя. 20 грудня — США розширили санкції проти Росії у зв'язку ситуацією в Україні. У список внесені сім фізичних осіб і кілька десятків організацій, а також два судна під російським прапором. Активи людей і організацій з чорного списку будуть заморожені на території США, американським резидентам заборонено мати з ними відносини. 23 грудня — Збройні сили України зайняли у «сірій» зоні селище Новолуганське Бахмутського району на Світлодарській дузі в зоні АТО. 24 грудня — збіглий депутат Верховної Ради О.Онищенко розповів в американському журналі Time про корупцію безпрецедентних масштабів і звинуватив Президента України П.Порошенка в крадіжці сотень мільйонів доларів. США розширили список санкцій проти Росії через ситуацію в Україні. До списку додана 21 російська компанія і 2 компанії з захопленого Криму, зокрема, у списку присутні сім дочірніх компаній російського концерну «Алмаз-Антей», вісім дочірніх компаній концерну «Радіоелектронні технології», компанії «Кримські порти» і «Кримська залізниця». 26 грудня — Ветерани АТО оголосили про початок торгової блокади «Л/ДНР» 27 грудня — За рішенням Дорогомиловського суду Москви задоволено позов колишнього депутата Верховної Ради від ПР Володимира Олійника про визнання Революції гідності (Євромайдану) в Києві в 2014 році державним переворотом. 29 грудня — Рада національної безпеки і оборони України через агресію Москви ввела додаткові санкції проти фізичних та юридичних осіб з Росії, зокрема, проти обраних до Держдуми за результатами виборів в Криму, членів так званих виборчих комісій, українських підприємств в Криму, незаконно перереєстрованих за російським законодавством 30 грудня — Українка Анна Музичук стала чемпіонкою світу з шахів в бліці В Одесі зупинився Припортовий завод — флагман хімічної промисловості України. Як заявляє влада, це пов'язано з високою ціною на газ. Протягом 2016 р. в Україні відбулися також знакові події і в науково-технічній сфері (див. за посиланням). |

### 2017
|  | Січень 6 січня — Печерський районний суд Києва за поданням прокуратури заарештував майно екс-президента Віктора Януковича, а саме — житловий будинок, квартиру, два гаражі, два машиномісця в напівпідземного паркінгу і бриг (двощоглове судно з прямими вітрилами) 2000 року побудови. 09 січня — впливовий журнал Times спрогнозував «здачу» новообраним президентом США Трампом України російському агресорові 12 січня — курс готівкового долару в обмінних пунктах сягнув відмітки 29 гривень, євро — 30. (Станом на березень «відкотився» до 27 і 29 грн.) 13 січня — Президент США Барак Обама продовжив ще на рік санкції проти Росії, запроваджені в березні 2014 р. через агресію проти України. 18 січня — в ЗМІ України поширено копію листа-звернення В.Януковича від 01.03.2014 до президента РФ В.Путіна з проханням ввести в Україну російські війська 20 січня — повідомлено, що корпорація Roshen, власником якої є Президент України Петро Порошенко, ухвалила рішення про поступову зупинку протягом 2017 р. свого виробництва у в Липецьку (Росія). 21 січня — СБУ заявила про запобігання спробі замаху на життя народного депутата. За даними відомства, операція з фізичної ліквідації нардепа планувалася, готувалася і контролювалася з території Росії. За інформацією ЗМІ, замах готувався на народного депутата від фракції «Народний фронт» Антона Геращенко. 24 січня — українські військові заявили про взяття під контроль ділянки траси Донецьк-Горлівка біля Ясинуватої, що унеможливлює пересування цією трасою військової техніки російських окупантів. В угрупуванні «ДНР» дану інформацію спростовують. Автомобілісти влаштували акції протесту на п'яти в'їздах до Києва, вимагаючи від влади ухвалити закон про врегулювання транзиту і тимчасового ввезення автомобілів (розмитнення) з-за кордону. У пропускного пункту «Житомирський» активісти запалювали шини. Пізніше близько 50 активістів зібралися біля Кабміну. 27 січня — повідомлено про смерть від нібито сердечного нападу у своїй квартирі в Москві колишнього першого ватажка «ЛНР» Валерія Болотова. Як повідомила його дружина, Болотов напередодні в ресторані під час якоїсь зустрічі випив кави, після чого його самопочуття почало погіршуватися і невдовзі він і помер. 29 січня — в районі Авдіївської промзони почалися інтенсивні обстріли зі стрілецької зброї і мінометів по позиціях сил ЗСУ, наступного дня за підтримки заборонених Мінськими домовленостями РСЗВ і артилерії розпочалися спроби контрнаступу російських сил; в Авдіївці через обстріли зникли електрика і водопостачання, введено режим надзвичайної ситуації; на цей час у місті залишалось 25 000 мешканців. 31 січня ОБСЄ звинуватила обидві сторони конфлікту в провокаціях в Авдіївці, а Радбез ООН закликав негайно припинити бої на Донбасі. 7 лютого повідомлено про відновлення водо- та електропостачання Авдіївки, але в подальшому воно неодноразово припинялось через обстріли російської армії Лютий 1 лютого — в Чорному морі над Одеським газовим родовищем поряд із захопленими росіянами буровими вежами зі стрілецької зброї був обстріляний літак ВМС України Ан-26. 4 лютого — У Луганську вибухнув джип, в якому загинув зрадник, т. зв. «начальник управління Народної міліції ЛНР» Олег Анащенко. 8 лютого — в ЗМІ повідомлено, що в окупованому Донецьку в результаті пострілу з вогнемета «Джміль» в штаб, де знаходився ватажок бандитського формування «батальйон „Сомалі“» Михайло Толстих на прізвисько «Гіві», терориста було ліквідовано. 18 лютого — Російський президент Володимир Путін підписав указ про визнання документів самопроголошених ДНР і ЛНР, визнаних в Україні терористичними організаціями. Міністри закордонних справ України, Німеччини, Франції та РФ у Мюнхені домовилися про припинення вогню на Донбасі з 20 лютого 2017 р., яке в подальшому було порушено. 19 лютого — Біля Адміністрації президента побилися учасники акції на підтримку торгової блокади Донбасу і правоохоронці. Постраждало близько 10 осіб, серед них — співробітник поліції. Тимчасово затримано кілька учасників акції, в тому числі і керівник ОУН Микола Коханівський. Активісти перейшли на Майдан, де вирішили організувати штаб. 20 лютого — Міністерство закордонних справ України оприлюднило заяву, згідно з якою з 2014 р. внаслідок збройної агресії Росії проти України загинуло понад 9 800 людей, близько 23 000 отримали поранення, майже 1 млн 800 тис. стали вимушеними переселенцями. The New York Times повідомило про передачу раднику президента США Дональда Трампа Майклу Флінну пропозицію по досягненню миру між Україною і Росією шляхом «обміну» Криму на деокупацію Донбасу. Також пропонувалося зняття санкцій з Росії. Цей план розробив нібито депутат від Радикальної партії Андрій Артеменко, який і передав цей план в Білий дім разом з компроматом на президента П.Порошенко. Радикальна партія України Олега Ляшка виключила Артеменка зі складу фракції. З'явилась інформація, що в інтерв'ю російському державному інформагентству ТАСС вже колишній самопризначений «очільник» Севастополя Олексій Чалий заявив, що війна проти України могла початися ще в 2004-му році — Росія шукала тільки юридичний привід для військового вторгнення. 22 лютого — Праві націоналістичні партії «Свобода», «Національний корпус» і «Правий сектор» провели в Києві Марш національної гідності, на якому оголосили «ультиматум» влади. Вони пройшли до парламенту, де провели мітинг. Серед вимог — зниження тарифів на комунальні послуги, вимога не приватизувати держпідприємства, залишити мораторій на продаж землі, повністю припинити торгівлю з окупованим Донбасом, розірвати дипвідносини з Росією, припинити співпрацю з МВФ, скасувати «зрадницькі мінські угоди». 28 лютого — У штабі громадської блокади ОРДЛО заявили про штурм редуту блокадників в районі Кривого Торця в Донецькій області озброєними «тітушками». Поліція затримала 37 осіб, які напали на учасників блокади. Верховний Суд без повідомлення прокуратури ухвалив рішення закрити всі справи проти поплічника В.Януковича Ю.Іванющенка Березень 1 березня — ватажки Л/ДНР у відповідь на блокаду активістами ОРДЛО заявили про офіційне введення зовнішнього управління (тобто «смотрящих») на декількох десятках українських підприємств, які знаходяться на окупованій Росією території Донбасу. Президент Петро Порошенко розцінив це як фактичну конфіскацію українських підприємств російською владою. 6 березня в Л/ДНР заявили, що одночасно з припиненням постачання вугілля на підконтрольні українській владі території почалися постачання вугілля в Росію. 2 березня — Слідчі НАБУ вручили голові Державної фіскальної служби Роману Насірову підозру в лікарні «Феофанія». Насірова підозрюють у скоєнні дій, які завдали державі збитків на суму 2 млрд грн. через оборудки з побіжним депутатом О. Онищенком 6 березня Солом'янський районний суд Києва обрав запобіжний захід для відстороненого голови Державної фіскальної служби у вигляді арешту на 60 діб і встановив заставу в розмірі 100 мільйонів гривень. 16 березня Р.Насіров покинув Лук'янівське СІЗО після внесення його дружиною і тестем застави в розмірі 100 млн грн 6 березня — У Міжнародному суді в Гаазі почалися слухання за позовом України проти Росії про порушення положень Конвенції про боротьбу з фінансуванням тероризму та Конвенції про ліквідацію всіх форм расової дискримінації. 10 березня — Туреччина відмовилась приймати кораблі і пороми з окупованого Криму, у тому числі турецькі Штаб громадської блокади ОРДЛО заявив, що Кабінет міністрів повинен закрити всі відділення російського Ощадбанку в Україні через обслуговування цією фінустановою клієнтів за паспортами Л/ДНР. 12 березня — у ЗМІ повідомлено про смерть у окупованому Донецьку нібито від серцевого нападу (або від пухлини мозку) одного з колишніх ватажків (у 2014 р.) ОЗУ «ДНР» Володимира Маковича. У квітні 2014 р. В.Макович був «головою народної ради ДНР», 18.05 — 23.07.2014 — «заступником голови президії верховної ради ДНР», одночасно 18.06-23.07.2014 виконував обов'язки «голови президії верховної ради ДНР» 13 березня — Штаб торгової блокади на Донбасі повідомив про захоплення співробітниками СБУ «редуту» блокадників на залізничній станції «Кривий Торець» в селищі Щербинівка. Пізніше СБУ заявила про затримання 43 осіб зі зброєю в зоні проведення АТО. 15 березня — РНБО України за ініціативою Президента Петра Порошенко ухвалила рішення припинити переміщення вантажів через лінію зіткнення сторін на Донбасі — до моменту повернення під юрисдикцію України «націоналізованих» окупантами 01.03.2017 підприємств Донбасу. 23 березня — вночі під Балаклеєю Харківської області сталася пожежа на артилерійських складах (найбільших в Україні, бл. 128 000 т), яка викликала вибухи боєприпасів. Евакуйовано навколишні села і частину райцентру Балаклея — всього близько 20 000 осіб. Одна з версій — підпал російськими диверсантами. 24.03.2017 в Міноборони заявили, що пожежу повністю ліквідовано; розмінування Балаклеї та навколишніх сіл завершилось 26.03.2017, мешканці поступово повернулись до своїх осель. У центрі Києва біля готелю «Прем'єр Палас» чотирма пострілами застрелено Дениса Вороненкова, колишнього депутата Державної думи Російської Федерації, який у жовтні 2016 р. втік з родиною з Москви до України, а 6 грудня 2016 отримав українське громадянство і дав свідчення проти екс-президента В.Януковича. Охоронець Вороненкова встиг смертельно поранити кілера. 26 березня — Військовий вертоліт Мі-2 зазнав аварії в результаті зіткнення з лінією електропередач між Слов'янськом і Бахмутом. Загинули п'ять осіб. 31 березня — 0 08:30 в центрі Маріуполя був підірваний автомобіль полковника СБУ Олександра Хараберюша, начальника управління військової контррозвідки СБУ Донецької області з початку 2014 р. О.Хараберюш знаходився в машині, вибухом йому відірвало обидві ноги, і він помер від кровотечі в автомобілі швидкої допомоги. Квітень 1 квітня — оголошено чергове припинення вогню на фронті у Донбасі, однак у цей же день обидві сторони заявили про порушення режиму тиші. 6 квітня — Європейський парламент проголосував за надання громадянам України безвізового режиму. 9 квітня — між Одесою (порт Чорноморськ) і Стамбулом запущено пряме пасажирське поромне сполучення 14 квітня — за інформацією Міністерства оборони України, з початку АТО загинули 2652 військовослужбовців та працівників Збройних сил України, Національної гвардії, МВС, СБУ, Держприкордонслужби та інших військових і прикордонних формувань; також 9578 військовослужбовців отримали поранення. 18 — 19 квітня — в деяких областях України, зокрема, східних, пройшов сильний снігопад. Знеструмлено 505 населених пунктів в п'яти областях. Жертвами негоди стали семеро людей. 19 квітня — Міжнародний суд ООН в Гаазі частково задовольнив позов України проти Росії. Суд зобов'язав владу РФ забезпечити жителів захопленого Криму можливістю отримати освіту українською мовою, а кримських татар — правом на представлення своїх інтересів (Меджліс). Однак суд не визнав Росію винною у фінансуванні тероризму та відмовився вживати заходів по цій частині позову. 25 квітня — Україна зупинила подачу електроенергії в окуповані Росією райони Луганської області в зв'язку з величезними боргами — «Республіки» Донбасу заборгували за електроенергію 11 млрд гривень. У той же день російські агресори заявили про рішення розпочати електропостачання на окуповані території зі свого боку. 29 квітня — Суд останньої інстанції дозволив конфіскувати заарештовані 1,5 млрд доларів, що належали оточенню екс-президента України Віктора Януковича. Росія звернулася в Інтерпол з проханням оголосити в міжнародний розшук колишнього прем'єр-міністра України Арсенія Яценюка за те, що він нібито в Грозному у 1990-ті роки з автомата розстрілював людей. Президент Петро Порошенко визначився з кандидатурою на пост нового глави Нацбанку — ним став голова правління Райффайзен Банк Аваль Володимир Лавренчук 30 квітня — після важкої і тривалої хвороби пішов з життя відомий український поет, член Національної академії наук України, голова комітету з Шевченківської премії Борис Олійник На Херсонщині на Північно-Кримському каналі ввели в експлуатацію нову стаціонарну бетонну дамбу, що перекриває воду до захопленого Росією Криму; гребля будувалася рік і вартість її склала 35 млн грн. Травень 4 травня — Рада Європи опублікувала рішення Комітету міністрів по Криму. Оприлюднений текст складається з 11 пунктів, серед яких осуд анексії Криму і Севастополя, а також вимога до Росії дотримуватися прав людини в Криму і розслідувати випадки порушень прав людини на півострові. 7 травня — У Франції пройшов другий тур президентських виборів. Засновник руху «Уперед» Еммануель Макрон набрав 64,94 %, лідер партії Національний фронт Марін Ле Пен — 35,06 %. 7 — 13 травня — у Києві, у Міжнародному виставковому центрі пройшов 62-й Пісенний конкурс Євробачення 2017, в якому взяли участь представники 42-х країн. Переможцем став Салвадор Собрал із Португалії; українська група O.Torvald посіла 24-те місце з 26-ти. 11 травня — Рада Євросоюзу ухвалила рішення про надання Україні безвізового режиму 13 травня — в зоні АТО під час артобстрілу Авдіївки російський снаряд потрапив в житловий будинок, загинули чотири мирні мешканці. 16 травня — Президент П.Порошенко своїм Указом ввів в дію Рішення РНБО України «Про застосування персональних спеціальних економічних та інших обмежувальних заходів (санкцій)», згідно з яким, зокрема, передбачено блокування доступу до соцмереж «ВКонтакте» і «Одноклассники», а також до сайтів Mail.Ru Group і Яндекса (сам пошуковик буде працювати). Крім того, санкції передбачають блокування доступу до сервісів 1С Софтлайн Груп, Корпорації Парус і ще ряду інших російських IT-компаній. Також санкції введені проти телеканалів РБК, ТВ Центр, НТВ Плюс, «Зірка», і антивірусних компаній Лабораторія Касперського і DrWeb. 17 травня — Президент України Петро Порошенко, глава Європейського парламенту Антоніо Таяні і представник головуючої тоді в Євросоюзі Мальти підписали в Страсбурзі угоду про безвізовий режим між Україною і Європейським союзом. 23 травня — із залученням більше 1700 співробітників Нацполіції і близько 500 військових прокурорів проведено 454 обшуки у 15 областях, одночасно затримано 23 колишніх (часів В.Януковича) керівних співробітників податкової служби обласного рівня, яких доставлено до Печерського суду для обрання запобіжних заходів. Йдеться про нанесення державі шкоди на суму 97 млрд грн. у 2010—2014 рр. Червень 1 червня — У Києві стався збройний замах на учасників АТО, чеченських добровольців Адама Осмаєва і снайпера Аміну Окуєву, що служили в рядах батальйону поліції Київ-2. Постраждалі висловили версію, що кілера-чеченця було підготовлено і направлено російськими спецслужбами. 11 червня — почав діяти безвізовий режим для громадян України при перетині кордонів країн ЄС. 19 червня — Рада Євросоюзу продовжила санкції у відповідь на анексію Росією Криму ще на один рік. 20 червня — США розширили санкції проти Росії, введені через ситуацію в Україні. Всього в список додані 38 фізичних осіб і організацій. У зв'язку з конфліктом в Україні США в цілому ввели санкції проти 407 компаній і 160 осіб. Президент України Петро Порошенко зустрівся зі своїм американським колегою Дональдом Трампом. На зустрічі також були присутні посол України в США Валерій Чалий, глава МЗС України Павло Клімкін, посол США в Україні Міла Йованович, віце-президент США Майкл Пенс. Під час робочої поїздки в США Порошенко також провів зустріч з держсекретарем США Рексом Тіллерсоном, директором-розпорядником МВФ Крістін Лагард і президентом групи Світового банку Джим Йонг Кімом. 21 червня — Міністр внутрішніх справ Арсен Аваков повідомив, що в Мелітополі затримали 25 осіб, яких підозрюють в участі в дестабілізації обстановки в місті, підготовці збройних дій, серії кримінальних злочинів і підпалів з березня 2017 року. СБУ попередньо встановила, що діяльність групи спрямовували куратори з Росії. 27 червня — В результаті вибуху автомобіля «Мерседес» в Києві вранці на перехресті вулиць Солом'янської та Механізаторів загинув полковник Максим Шаповал — начальник спецрезерву Головного управління розвідки Міноборони України. Основна версія — «російський слід». - Масштабна кібератака в Україні: вірус-шифрувальник Petya.А вразив комп'ютери низки ЗМІ, державних служб, банків і великих компаній. Протягом доби вірус поширився на територію США і деяких країн Європи і Азії. Секретар РНБОУ О.Турчинов заявив, що в даному випадку можна говорити про російський слід. Липень 26 липня — Президент Петро Порошенко видав указ, яким позбавив екс-президента Грузії, колишнього губернатора Одеської області Михайла Саакашвілі громадянства України. Серпень 2 серпня — Президент США Дональд Трамп підписав закон щодо нового пакету санкцій проти Росії, Ірану і Північної Кореї, прийнятий раніше Конгресом США. Зазначений Закон передбачає, зокрема, виділення коштів на підтримку енергетичної безпеки України. Україна, Чорногорія, Албанія і Норвегія приєдналися до вирішення Євросоюзу про продовження санкцій проти Росії. Вересень 5 вересня — Реформа освіти: Верховна Рада України повернула 12-річне навчання в школі і схвалила підвищення мінімальної заробітної плати вчителів до 4-х прожиткових мінімумів для працездатних громадян поетапно до 2023 року. Передбачається, що фінансування системи освіти буде на рівні 7 % ВВП. Сукупний державний (прямий) і гарантований державою борг України в липні 2017 року зріс на 1,4 %, або на 1,05 мільярда доларів. Загальна сума держборгу досягла 76,06 мільярда у доларовому еквіваленті. Президент Росії Володимир Путін вперше заявив, що наявність миротворців ООН на Донбасі допомогло б вирішенню конфлікту в Україні, але вони повинні знаходиться виключно на лінії розмежування. За його словами, мова може йти «тільки про функції забезпечення безпеки співробітників ОБСЄ». Київ відкинув пропозицію російського президента, підкресливши, що будь-яка миротворча місія повинна розташовуватися на всій окупованій території і в ній не може брати участь Росія як держава-агресор. 10 вересня — Увечері в пункті пропуску Шегині у Львівській області прихильники Саакашвілі прорвали кордон з прикордонників та поліції і завели екс-президента Грузії і екс-губернатора Одеської області на територію України. Фактично М.Саакашвілі, позбавлений грузинського і українського громадянства, опинився на території України без документів. 14 вересня — Рада ЄС офіційно на півроку продовжила санкції проти фізичних осіб і російських компаній, причетних до порушення територіальної цілісності, суверенітету і незалежності України. Обмежувальні заходи продовжені щодо 149 осіб та 38 компаній. Індивідуальні санкції полягають в обмеженні на в'їзд і заморожування активів. 15 вересня — Печерський суд Києва заарештував колишнього міністра юстиції з уряду М.Азарова Олександра Лавриновича на два місяці. 16 вересня — В Одесі в дитячому муніципальному таборі «Вікторія» спалахнула пожежа, яка знищила дерев'яний корпус, в якому спали діти. Вогонь забрав життя трьох дівчаток. 26-28 вересня — Вибухи боєприпасів на військових складах Міністерства оборони біля селища Калинівка під Вінницею. Жовтень 1 жовтня — Валовий зовнішній борг України на 1 жовтня 2017 року склав 117,350 мільярда доларів, що на 2,365 мільярда доларів, або на 2,1 %, вище за показник на 1 липня. З початку року валовий зовнішній борг України виріс на 3,26 %. 3 жовтня — Український парламент прийняв пенсійну реформу, яка передбачає підвищення мінімального страхового стажу для виходу на пенсію з 15 до 25 років. Також Верховна Рада в цілому проголосувала за внесення змін до низки кодексів та законодавчі акти, що запускає судову реформу. Одним з основних нововведень закону є визначення Верховного суду як єдиної касаційної інстанції в Україні і введення нового порядку розгляду ним справ 6 жовтня — Верховна Рада на рік продовжила термін дії закону про особливий порядок місцевого самоврядування в окремих районах Донецької і Луганської областей, який повинен був втратити чинності 18 жовтня 2017 року. Крім того, парламент прийняв за основу один з президентських законопроєктів по деокупації і реінтеграції захопленої частини Донбасу. У Карпатах завершилося будівництво нового двоколійного залізничного Бескидського тунелю, який знаходиться в 30 метрах від діючого технічно зношеного тунелю. Довжина тунелю з двома залізничними полотнами склала 1764,5 метра. 17 жовтня — Біля будівлі Верховної Ради розпочалася акція протесту соратників колишнього одеського губернатора Михайла Саакашвілі і інших опозиційних політиків і політичних сил. Учасники акції вимагали, зокрема, скасувати депутатську недоторканність, створити антикорупційний суд і ввести пропорційну виборчу систему з відкритими списками. В результаті зіткнень під стінами Ради постраждали 4 особи — один поліцейський і три учасники мітингу. Силовики увечері 18 жовтня атакували табір активістів під Верховною Радою, намагаючись витіснити людей. 18 жовтня — Смертельне ДТП у центрі Харкова: Lexus на великій швидкості вилетів на тротуар, де в цей момент знаходилися десятки пішоходів. За кермом знаходилася 20-річна дочка місцевого бізнесмена Олена Зайцева. На місці загинули п'ятеро людей і ще п'ятеро отримали травми. 25 жовтня — Заступників голови кримськотатарського Меджлісу Ахтема Чийгоза та Ільмі Умерова, захоплених і незаконно «засуджених» росіянами в окупованому Криму, за сприяння президента Туреччини Р. Ердогана звільнено і видано турецькій стороні. Увечері біля виходу зі студії Еспресо-ТВ на Солом'янці у Києві стався вибух замінованого мотоциклу, в результаті якого було поранено народного депутата України Ігора Мосійчука і політтехнологу Віталія Балу, загинув випадковий перехожий (поліцейський Михайло Мормель) і один з охоронців нардепа — поліцейський Руслан Кушнір. І.Мосійчук після операції висловив версію, що даний теракт було організовано російськими спецслужбами. 30 жовтня — Внаслідок обстрілу із засідки з автоматичної зброї автомобіля, за кермом якого був командир добровольчого батальйону ім. Джохара Дудаєва Адам Осмаєв поблизу Глевахи під Києвом загинула чеченська активістка, лікар і доброволець Аміна Окуєва. Водія було поранено. Листопад 5 листопада — Міжнародний консорціум журналістських розслідувань опублікував матеріали під назвою Paradise Papers про діяльність офшорних компаній в світі, в яких згадуються 120 політиків, в тому числі прем'єр Канади, П.Порошенко, члени адміністрації Дональда Трампа, двір Єлизавети II, а також компанії Apple і Uber. За даними ЗМІ, найбагатші люди планети сховали в офшорах майже 8 трильйонів євро. 16 листопада — Верховна Рада внесла зміни до Трудового кодексу України, зробивши неробочим днем Різдво 25 грудня. Разом з тим 2 травня стане робочим днем. 20-23 листопада — заколот в ОЗГ «ЛНР», в результаті якого новим ватажком «ЛНР» став відсторонений 20.11. колишнім лідером луганських сепаратистів Ігорем Плотницьким ватажок «МВС ЛНР» Ігор Корнет. І.Плотницький 23.11.17 через Ростов відбув до Москви, а тимчасовим ватажком «ЛНР» 25.11.17 став головний з «держбезпеки» в ОЗГ Леонід Пасічник 28 листопада — За даними ООН, в Україні зареєстровано 1,6 мільйона внутрішньо переміщених осіб — це дев'яте місце в світі за чисельністю біженців. 30 листопада — Російська православна церква вперше офіційно визнала незалежний статус Української православної церкви (МП). Архієрейський собор в Москві вирішив, що центр управління УПЦ МП перебуватиме в Києві. Грудень 3 грудня — У Києві пройшов Марш за народний імпічмент, організований партією Рух нових сил Михайла Саакашвілі, в якому взяли участь понад 5000 осіб. - Активісти в балаклавах, пов'язані з радикалом Дмитром Корчинським, почали блокаду офісу телеканалу NewsOne на вул. Польовій у Києві. Власником телеканалу є регіонал Євген Мураєв. 5 грудня — затримання у Києві оппозиційного політика М.Саакашвілі силовиками на даху його будинку і звільнення його прибічниками; Генпрокурор Юрій Луценко оприлюднює аудиозаписи телефонних розмов з обговоренням співробітництва між М.Саакашвілі і Сергієм Курченком (біглим олігархом часів В.Януковича). М.Саакашвілі оголошено у розшук за 3-ма статтями Карного кодексу. - Прокурор Міжнародного кримінального суду (МКС) в Гаазі Фату Бенсуда опублікувала свою щорічну доповідь за результатами попереднього розслідування подій в Україні часів Революції Гідності, анексії Криму і початку агресії РФ проти України на сході. Доповідь містить результати розслідування за період з 1 жовтня 2016 року по 30 листопада 2017 року. У документі йдеться про міжнародний військовий конфлікт за участю РФ. - Збірну Росії за використання допінгу на Олімпіаді-2014 у Сочі відсторонили від участі в Олімпійських іграх-2018 року в південнокорейському Пхенчхані. 6 грудня — За словами Президента Петра Порошенка, більше 2 750 українських вояків, в тому числі майже 2,4 тис. зі складу ЗС України віддали своє життя за те, щоб Україна була збережена. 7 грудня — Верховна Рада підтримала державний бюджет України на 2018 рік (За — 273 депутати). Зокрема, документом передбачено: доходи на рівні 913,6 млрд грн; витрати — 988,6 млрд грн; дефіцит — 81,8 млрд грн (2,4 % ВВП) 8 грудня — Лідера партії Рух нових сил Михайла Саакашвілі повторно затримали і помістили в СІЗО; 10 грудня Печерський суд відпустив Саакашвілі з-під варти. 20 грудня — СБУ викрила заступника керівника протоколу секретаріату Кабміну Станіслава Єжова, який діяв в інтересах спецслужб Росії, зокрема, за завданням російських кураторів збирав інформацію про діяльність урядових структур. 22 грудня — Влада США ухвалила рішення про постачання оборонного озброєння Україні для забезпечення захисту її територіальної цілісності і суверенітету. 27 грудня — На Донбасі відбувся процес обміну полоненими (єдиний у 2017 р.). Українській стороні росіяни передали 73 заручника; Україна передала на Донбас 233 затриманих. Президент Петро Порошенко заявив, що при цьому не було звільнено заарештованих громадян Росії, так як планується робити це тільки в обмін на засуджених в РФ українців. За даними Міноборони України, безповоротні втрати сил АТО на Донбасі в період з початку 2017 року по 18 грудня склали 191 осіб, поранення отримали 174 військовослужбовців 28 грудня — Президент Петро Порошенко підписав закон про медичну реформу. Документ передбачає введення системи гарантій для повної оплати громадянам необхідних їм медичних послуг і лікарських засобів за рахунок державного бюджету. 29 грудня — Запущено другий етап судової реформи: Президент Петро Порошенко підписав укази, які передбачають ліквідацію місцевих судів і створення замість них окружних. |

### 2018
|  | Січень 18 січня: Верховна Рада України 280-ма голосами у 2-му читанні прийняла закон «Про особливості державної політики щодо забезпечення державного суверенітету України над тимчасово окупованими територіями в Донецькій і Луганській областях» (№ 7163, «закон про реінтеграцію Донбасу»), який, зокрема, визначає Росію державою-агресором, встановлює, що непідконтрольні Києву території Донецької і Луганської області є тимчасово окупованими. Установлюється особливий порядок в'їзду громадян України на непідконтрольні території через КПВВ. Законопроєкт повинен створити нову правову основу для вирішення завдання щодо відображення ворожої агресії на Донбасі, а в перспективі — для відновлення територіальної цілісності України в межах міжнародно визнаного кордону. 19 січня: У центрі Одеси під час спроби затримання поліціянтами злочинця і проросійського активіста Валентина Дорошенка виникла перестрілка. Жертвами стали три людини: зловмисник, його знайомий і співробітник поліції. Постраждали двоє правоохоронців і випадковий перехожий. 21 січня: Під час атаки бойовиків руху Талібан на готель Intercontinental в столиці Афганістану Кабулі загинули 6 громадян України. Всього, за даними ЗМІ, жертвами атаки стали 43 особи. У МЗС Афганістану підтвердили загибель 18 осіб, серед них 14 іноземців. 26 січня: Апеляційний суд м. Києва визначив запобіжний захід для М.Саакашвілі — нічний домашній арешт. Мінфін США розширив санкції щодо Росії через ситуацію в Україні на 21 фізичну і 9 юридичних осіб. Сейм Польщі прийняв закон про заборону пропаганди так званої «бандерівської ідеології» 27 січня: Український боксер Олександр Усик у Ризі переміг латвійця Майріса Бріедіса, завоювавши титул чемпіона світу у важкій вазі за версією WBO і WBC. 30 січня: Мінфін США опублікував «кремлівську доповідь» — список осіб, наближених до московського президента В.Путіна, які можуть потрапити під нові санкції США за агресивну політику, зокрема, у відношенні України. У список увійшли 210 осіб — 114 політиків-посадовців і 96 великих бізнесменів-олігархів. Лютий 9-25 лютого: у м.Пхенчхан (Південна Корея) відбулися XXIII Зимові Олімпійські ігри. Збірна України була представлена 33-ма спортсменами у 9 видах спорту (з 15-ти). У медальному заліку перемогли збірні Норвегії, Німеччини та Канади, Україна з Угорщиною розділили 21-е місце (по одній золотій медалі) серед 32-х збірних. Золоту нагороду для України виборов Олександр Абраменко у лижній акробатиці (фристайлі). 10 лютого: На 88-му році життя помер відомий український філософ, академік Національної академії наук України Мирослав Попович Лідера «Руху нових сил» Михайла Саакашвілі затримали в столичному ресторані і депортували літаком до Польщі на підставі заяви про реадмісію, поданої Національною міграційною службою України польській стороні. 28 лютого: Стокгольмський арбітраж зобов'язав російську компанію Газпром доплатити Нафтогазу України 4,63 мільярда доларів за недопоставку узгоджених обсягів газу для транзиту. Таким чином, за підсумками двох арбітражних суперечок між компаніями Газпром повинен заплатити Нафтогазу 2,56 мільярда доларів. Наступного дня «Газпром» в знак незгоди з рішенням арбітражу заявив про розірвання всіх контрактів з «Нафтогазом» по транзиту. Таким чином, 5 млрд м³ газу, який вперше за два роки Україна повинна була отримати з РФ, так і не надійшли, а акції «Газпрому» GAZP -0,69 % падають більш ніж на 2 %. Березень 3 березня: Поліція ліквідувала наметове містечко під Верховною Радою в Києві, утворене в жовтні на підтримку політика Михайла Саакашвілі («МіхоМайдан»). Під час демонтажу наметів відбулися зіткнення правоохоронців з мітингувальниками, повідомлено про тимчасове затримання понад 100 осіб. 12 березня: Рада Євросоюзу продовжила санкції відносно 150 фізичних осіб та 38 російських компаній через анексії Криму ще на шість місяців — до 15 вересня 2018 р. 14 березня: Національний банк України оголосив про заміну паперових банкнот номіналом 1, 2, 5 і 10 гривень монетами, а також про припинення карбування монет дрібних номіналів в 1, 2, 5 і 25 копійок. 18 березня: на тлі ситуації з окупацією Росією Криму і частини Донбасу, поразок у Сирії і скандалу з отруєнням колишнього російського шпигуна-перебіжчика С.Скрипаля у Лондоні у РФ відбулися чергові перевибори В.Путіна на президентську посаду. Вибори, присвячені до 4-ї річниці захоплення Криму, зокрема, були проведені окупаційною владою і на українських територіях, захоплених у 2014 р. АР Крим і м.Севастополь — всупереч протестам України і західних держав. 21 березня: Кабінет міністрів прийняв постанову про заборону оформляти паспорт громадянина України з використанням бланка в формі книжки. Відтепер всі паспорти мають виготовлятися в формі ID-картки. Президент Петро Порошенко ввів в дію рішення РНБО, яке передбачає попередню перевірку підстав для в'їзду іноземців з країн міграційного ризику, зокрема, росіян, в Україну. Громадяни з цього списку, в першу чергу громадяни Росії, повинні будуть завчасно по електронних каналах повідомляти органам влади України про намір здійснити поїздку. 22 березня: Верховна Рада України на підставі матеріалів СБУ і ГПУ зняла депутатську недоторканість з Надії Савченко, після чого вона відразу була затримана СБУ. Н. Савченко винесено підозру щодо підготовки терактів (зокрема, у будівлі Верховної Ради) і захоплення влади. Наступного дня Шевченківський райсуд м. Києва залишив її під вартою на 2 місяці, при цьому Н.Савченко оголосила голодування, яке витримувала 69 діб. 4 червня дослідженням Н.Савченко на поліграфі інформацію щодо підготовки теракту було підтверджено. 26 березня: На підтримку Великої Британії (і солідарно з більшістю західних країн) у справі отруєння 4 березня в Солсбері російського екс-шпигуна С.Скрипаля Петро Порошенко заявив про вислання з України російських дипломатів у кількості 13 осіб. 30 березня Росія заявила про вислання еквівалентної кількості дипломатів країн Європи і США. Квітень 6 квітня: Мінфін США запровадив санкції проти 24-х представників російської еліти: 7-ми олігархів (зокрема, Олега Дерипаски, Віктора Вексельберга, Ігора Ротенберга) і 17-ти кремлівських високопосадовців (зокрема, міністра внутрішніх справ РФ, секретаря Ради безпеки РФ), а також проти 12 пов'язаних з ними юридичних осіб. Санкції мають на увазі заморозку активів, арешт нерухомості і заборону на в'їзд. 9 квітня було повідомлено, що лише протягом доби російські олігархи втратили 15 млрд дол. (до 20 % статків), у Росії впав ринок акцій і виріс курс долара 7 квітня: хімічна атака у пригороді Дамаска — Думі, під час якої загинуло щонайменше 85 осіб, викликала чергове загострення у відношеннях між країнами Заходу і Сирією з Росією. 13 квітня: Генсек ООН Антоніу Гутерреш заявив на засіданні Радбезу ООН, що холодна війна повернулася, але старі механізми стримування на неї більше не діють. 16 квітня: У столиці Вірменії почалися масові акції протесту проти висунення кандидатури екс-президента країни Сержа Саргсяна на пост прем'єр-міністра. Наступного дня опозиція в Єревані оголосила «оксамитову революцію». При цьому президент Вірменії Армен Саркісян підписав указ про призначення прем'єр-міністром Саргсяна, кандидатуру якого підтримав парламент країни. 23 квітня під тиском масових протестів прем'єр-міністр Серж Саргсян подав у відставку 17 квітня: Президент України Петро Порошенко після зустрічі з Вселенським Патріархом заявив про намір звернутися до нього з офіційним проханням надати українській помісній церкві Томос (автокефалію) і попросив депутатів підтримати це звернення. 21 квітня: В Управлінні ООН по координації гуманітарних питань (UN OSHA) заявили, що більше 2540 цивільних осіб загинули і 9 тис. отримали поранення в результаті бойових дій на сході України, які почалися в 2014 р 24 квітня: Парламентська асамблея Ради Європи в своїй резолюції визнала окупацію непідконтрольних Україні територій Донбасу Російською Федерацією і засудила російську агресію проти України. Наступного дня ПАРЄ визнала конфлікт на Донбасі «російською війною проти України». Таке формулювання, замість «війна в Україні», увійшло до тексту резолюції 25 квітня: За повідомленням Головного військового прокурора А.Матіоса, з початку проведення АТО статус учасника бойових дій отримали майже 326 тис. осіб, 8 489 з них отримали каліцтва і поранення, 3 784 військовослужбовців загинули. При цьому за час проведення АТО щонайменше 554 військовослужбовця наклали на себе руки 30 квітня: Президент Петро Порошенко оголосив про завершення антитерористичної операції в Донбасі і старті Операції Об'єднаних Сил (ООС). В ході дорожнього інциденту на Бесарабській площі в Києві вихідцями з Чечні було жорстоко побито народного депутата Мустафу Найєма Повідомлено, що до України з США прибули ПТРК Javelin Травень 8 травня: масове отруєння невстановленою речовиною у школі в Черкасах — до лікарні потрапило 54 дитини і 4 дорослих. Голова СБУ заявив, що існує версія цілеспрямованої дії невстановлених осіб. Аналогічна подія трапилась того ж дня і у новомосковській школі, де раптово відчули нездужання 19 школярів, а 11 травня — у школі № 15 м.Павлоград, коли через розпилювання невідомою особою речовини у школярів виникли дертя і кашель і школу було евакуйовано. Ситуація знов повторилась 21 травня у Миколаєві, а 22- го — у харківській школі. 10 травня: Виграно перший міжнародний спір проти Росії з приводу захоплення активів в Криму після 21 березня 2014 р. Міжнародна постійна палата третейського суду в Гаазі присудила 159 млн доларів за позовом 18 українських підприємств і фізичної особи. 12 травня: Український боксер Василь Ломаченко в бою з Хорхе Лінаресом завоював титул чемпіона світу за версією WBA у третій за рахунком ваговій категорії (легкій) за рекордні 12 поєдинків. 14 травня: ЄС розширив персональні санкції проти російських чиновників, а також колабораціоністів, причетних до проведення протиправних виборів у захопленому Росією Криму. У списки санкцій повинні додатково включити 5 осіб. Відносно них будуть застосовані візова заборона і блокування активів. 15 травня: окупаційна російська влада урочисто, за участю президента країни-агресора відкрила для легкового автотранспорту частково збудований міст з кавказького берегу (Тамань) до захопленого Криму (Керч). 24 травня: В Карпатах відкрито один з найбільш масштабних інфраструктурних проєктів України — двоколійний залізничний Бескидський тунель. Гаага: Міжнародна Спільна слідча група з розслідування аварії малайзійського Боїнга через 4 роки розслідування заявила, що літак 17.07.2014 був збитий зенітно-ракетним комплексом Бук 53-й бригади ППО ЗС РФ, яка базується в російському місті Курськ. 26 травня: Фінальний матч Ліги чемпіонів з футболу відбувся у Києві: Мадридський «Реал» переміг «Ліверпуль» 3:1 29 травня: Оголошено про вбивство у Києві російського опозиційного журналіста Аркадія Бабченка. Наступного дня СБУ і ГПУ заявили, що ця інформація була заздалегідь неправдивою, що дало змогу затримати замовника вбивства (який діяв в інтересах російських спецслужб) і отримати список 47 працівників ЗМІ — потенційних жертв російських спецслужб. Червень 11 червня: в Берліні відбулася зустріч міністрів закордонних справ у «нормандському форматі» після перерви більше 16 місяців. Обговорювали питання миротворців на Донбасі, політичних в'язнів, а також «формулу Штайнмайєра». 12 червня: Міністр внутрішніх справ А.Аваков оприлюднив в ЗМІ інформацію щодо російських збройних сил на окупованому Донбасі: - 419 засобів протиповітряної оборони 19 червня: помер радянський поет і громадський діяч Іван Драч, один із засновників народного Руху України у 1989 р. під Верховною Радою відбулися зіткнення між поліцією і протестувальниками-«афганцями» і шахтарями. Липень 7 липня: помер Левко Лук'яненко (1928—2018) — український дисидент, радянський політв'язень, співзасновник Української гельсінської групи, народний депутат 4-х скликань Верховної Ради, Герой України. 20 липня: «чорна п'ятниця» — у ДТП в Миколаївський та Житомирський областях загинуло 15 осіб 21 липня: в Москві український боксер Олександр Усик за очками переміг Мурата Гассієва і став абсолютним чемпіоном світу в першій важкій вазі, об'єднавши чотири пояси цієї вагової категорії (WBC, WBO, WBA, IBF). 25 липня: Державний департамент США опублікував Кримську декларацію, згідно з якою Сполучені Штати ніколи не визнають російську анексію Криму і наполягатимуть на територіальній цілісності України. Серпень 24 серпня: в окупованому Армянську (АР Крим) на заводі Кримський титан стався викид шкідливої хімічної речовини діоксид сірки в повітря. Жителі міста і навколишніх сіл стали скаржитися на висип, підвищення температури, дертя в горлі, головний біль, ознаки отруєння. З 4 вересня проведено часткову тимчасову евакуацію населення. 31 серпня: У Донецьку вибухом бомби в кафе вбито голову терористичної організації «ДНР» Олександра Захарченка Вересень 17 вересня: Президент Петро Порошенко ввів в дію рішення РНБОУ про припинення договору про дружбу, співпрацю і партнерство з Росією 1997 р. 19 вересня: скандал з таємною видачею консулом у м. Берегове угорських паспортів 23 вересня: Два українські військові кораблі пройшли з Одеси через контрольовану росіянами Керченську протоку в Азовське море до Маріуполя Жовтень 4 жовтня: Сенат США одноголосним рішенням прийняв двопартійну резолюцію, де Голодомор 1932—1933 років в УРСР визнається геноцидом українського народу. 6 жовтня: Український режисер Олег Сенцов, який відбуває покарання в російській в'язниці в м.Лабитнангі, з огляду на критичний стан здоров'я і загрозу примусового годування, припинив голодування. За 145 днів голодування бранець втратив 20 кг ваги. 9 жовтня: Вибухи боєприпасів на 6-му арсеналі біля м.Ічня Чернігівської області. Евакуйовано більше 10 тис.осіб. Ймовірна причина — російська диверсія. 11 жовтня: Священний синод Константинопольської православної церкви ухвалив рішення скасувати анафему предстоятеля Української православної церкви Київського патріархату Філарета (Денисенка) і УАПЦ Макарія (Малетича). Синод ухвалив «відновити з цього моменту ставропігію Вселенського патріархату в Києві», а також «прийняти і розглянути клопотання про апеляцію Філарета Денисенка, Макарія Малетича і їх послідовників». Одночасно вирішено позбавити юридичної сили синодальне рішення 1686 року про право московського патріарха призначати київського митрополита. 15 жовтня: Через політику Вселенського патріарха з надання Українській православній церкві автокефалії Синод Російської православної церкви ухвалив рішення повністю розірвати відносини з Константинопольським патріархатом 16 жовтня: Біля с. Уланів в Вінницькій області під час навчань «Чисте небо-2018» сталася аварія винищувача Су-27. Обидва пілоти, в тому числі військовослужбовець США, загинули. 17 жовтня: в окупованій Керчі близько полудня 18-річний студент Владислав Росляков відкрив стрілянину в політехнічному коледжі. Його жертвами стала 21 особа, в тому числі 5 викладачів, 43 поранених потрапили до лікарень, а сам вбивця застрелився у бібліотеці свого коледжу. За деякими даними, у перестрілці взяли участь і співробітники силових структур РФ, які врешті-решт і застрелили Рослякова. Листопад 4 листопада: Активістка, співробітниця Херсонської мерії Катерина Гандзюк, яку 31 липня облили сірчаною кислотою, внаслідок опіків померла в лікарні. 10 листопада: Українець Олександр Усик переміг британця Тоні Белью нокаутом у 8-му раунді під час бою у Манчестері і захистив титул абсолютного чемпіона світу з боксу. 11 листопада: Росія провела «вибори» т. зв. «депутатів парламентів» у «ДНР» та «ЛНР». Цей акт засудили провідні світові держави ще до його вчинення. У той же час Росія дала зрозуміти, що не проти миротворчої місії ООН на Донбасі. 13 листопада: За підсумками Собору УПЦ МП ухвалила рішення не брати участі у створенні єдиної помісної церкви в Україні. Того ж дня Президент П.Порошенко провів зустріч з частиною ієрархів УПЦ МП, які підтримують надання автокефалії УПЦ КП. 15 листопада: Третій комітет Генеральної асамблеї ООН у четвер підтримав резолюцію «Положення в галузі прав людини в Автономній Республіці Крим та місті Севастополі, Україна» (A/C.3/72/L.48), ініційовану українською делегацією. В резолюції, зокрема, засуджуються дії російської влади на окупованих українських територіях. 19 листопада: всеукраїнська акція протесту «євробляхерів» проти прийнятого закону щодо ввезення і розмитнення іномарок в Україну, в який взяло участь близько 5 000 осіб в 23 населених пунктах 14 областей. Верховна Рада направила до Конституційного суду ініціативу щодо перейменування Кіровоградської області на Кропивницьку. 25 листопада: Інцидент у Керченській протоці: в Азовському морі після проходу через Керченську протоку в міжнародних водах в ході прямого зіткнення зі спецназом РФ у Керченського моста були обстріляні і захоплені три корабля ВМС України, які направлялись з Одеси до Маріуполя; 24-х членів екіпажів було захоплено у полон, при цьому поранено трьох українських моряків. Провідні держави світу засудили цей черговий акт агресії з боку Росії. До 29.11.2018 захоплені моряки були арештовані «судом» в окупованому Криму і вивезені до Росії. На терміновому засіданні РНБО президент Петро Порошенко схвалив пропозицію ввести воєнний стан в Україні терміном на 30 діб у 10-ти прикордонних з Росією, а також приморських областях. Наступного дня 276 депутатів Верховної ради підтримали відповідний закон. Грудень 6 грудня: Внаслідок російської агресії Верховна Рада України з 01.04.2019 припинила дію Договору про дружбу з Росією від 31.05.1997 р. 8 грудня: Український боксер Василь Ломаченко переміг Хосе Педрасу Гонсалеса з Пуерто-Рико та став володарем двох поясів чемпіона світу у легкій вазі 15 грудня: у Соборі Св. Софії у Києві відбувся Об'єднавчий собор українських православних церков, на якому було проголошено утворення єдиної помісної Православної церкви України. В Соборі взяли участь представники УПЦ КП, УАПЦ і УПЦ МП. Предстоятелем церкви обрано Епіфанія (Думенко), який отримав чин митрополита. Після цього УПЦ КП і УАПЦ ухвалили рішення про саморозпуск, а голову УПЦ МП Онуфрія Вселенський патріарх позбавив титулу. Московська церква протягом підготовки до Собору чинила тиск на духовенство, у тому числі на Вселенського патріарха Варфоломія, а утворення автокефальної церкви в Україні не визнала, оголосивши цю подію розколом. На Житомирщині при заході на посадку розбився військовий літак Су-27, льотчик загинув. 17 грудня: Генасамблея ООН підтримала резолюцію «Проблема мілітаризації Автономної Республіки Крим та м.Севастополь (Україна)», а також частин Чорного та Азовського морів, яку ініціював Київ в співавторстві з 40 державами. За документ проголосували 66 країн, проти виступили 19, 72 утрималися. Резолюція, зокрема, закликає Росію вивести збройні сили з Криму, припинити незаконну окупацію української території. Також вона засуджує нарощування військової присутності РФ в Чорному і Азовському морях, перешкоджання судноплавству і вимагає звільнити українських моряків, затриманих в Керченській протоці 25.11.2018. 23 грудня: Генасамблея ООН прийняла резолюцію України щодо порушення прав людини в Криму. За прийняття документа проголосувало 65 країн, проти — 27, 70 — утрималося. |

## Президенство Володимира Зеленського (з 2019)

### 2019
|  | Січень 5 січня: Вселенський патріарх Варфоломій I підписав Томос про автокефалію Православної церкви України. Він закликав всі світові православні церкви визнавати ПЦУ під ім'ям «Свята Церква України». Згідно з цим документом, Православна церква України існує канонічно автокефальною, незалежною і самовпорядкованою, маючи свого предстоятеля з титулом «Блаженніший Митрополит Київський і Всієї України». Наступного дня Вселенський патріарх Варфоломій І офіційно вручив підписаний Томос для Православної церкви України її предстоятелю митрополиту Київському і всієї України Єпіфанію. 7 січня Томос було доправлено до Софійського собору у Києві. 21 січня: У Керченській протоці загорілися два корабля під прапором Танзанії. З 32 моряків (переважно громадян Туреччини та Індії) 10 загинули, 10 — пропали безвісти, 12 були врятовані. Постраждалих і загиблих доставили до окупованої Керчі тільки ввечері 22 січня. 23 січня: Голова парламенту Венесуели і лідер опозиції Хуан Гуайдо оголосив себе виконуючим обов'язки глави держави під час мітингу в Каракасі. В його підтримку виступило кілька західних і латиноамериканських країн, а також Україна. Росія підтримала чинного президента Н.Мадуро 24 січня: Оболонський районний суд Києва оголосив вирок колишньому президенту України Віктору Януковичу: він заочно був визнаний винним у державній зраді і пособництві в агресивній війні і отримав остаточне покарання у вигляді 13 років позбавлення волі. Лютий 5 лютого: в Софії Київській за участі 12 священників відбулося перше засідання Священного Синоду ПЦУ 7 лютого: Верховна Рада закріпила в Конституції курс України на ЄС і НАТО, «За» проголосувало 334 депутати 14 лютого: Шевченківський районний суд Києва заарештував до 3 березня голову Херсонської обласної ради Владислава Мангера у справі про вбивство активістки Катерини Гандзюк у 2018 р.. 26 лютого: Конституційний Суд України визнав неконституційною статтю 368-2 Кримінального кодексу України, яка передбачає покарання для чиновників за незаконне збагачення. Цю кримінальну відповідальність запровадили у 2015 році на вимогу ЄС (для візової лібералізації) та МВФ. Винуватці смертельної ДТП у Харкові 18 жовтня 2017 року Олена Зайцева та Геннадій Дронов отримали за рішенням суду по 10 років позбавлення волі Березень 20 березня: Президент України Петро Порошенко ввів в дію рішення Ради національної безпеки і оборони України про санкції проти Росії. Обмежувальні заходи введені санкції щодо 294 юридичних та 848 фізичних осіб. Санкції України проти Росії були синхронізовані з аналогічними санкціями ЄС і США. У списку санкцій потрапили музеї захопленого Криму, російські видавництва, а також Яндекс, Сбербанк і інші. 22 березня: В Московії засуджено викраденого 24.08.2017 у Білорусі українця Павла Гриба до 6 років ув'язнення. Його визнали винним нібито у примусі до здійснення теракту громадянки РФ. 31 березня: чергові Вибори Президента України (1 тур): Явка виборців склала 62,8 %, серед 39-ти кандидатів більше 5 % голосів отримали - шоумен Володимир Зеленський (30,24 %), - чинний Президент Петро Порошенко (15,95 %), - лідер партії «Батьківщина» Юлія Тимошенко (13,4 %), - Юрій Бойко (11,67 %), - Анатолій Гриценко (6,91 %), - Ігор Смешко (6,01 %), - Олег Ляшко (5,48 %). Квітень 1 квітня: втратив чинність Договір про дружбу, співробітництво і партнерство між Україною і Російською Федерацією 4 квітня: у Києві при спробі закласти вибуховий пристрій у автомобіль офіцера українських спецслужб в результаті самопідриву було поранено і затримано співробітника російських спецслужб 11 квітня: Президент України Петро Порошенко підписав указ про призначення 38 суддів Вищого антикорупційного суду України, таким чином сформовано перший його склад 17 квітня: Окружний адміністративний суд міста Києва скасував націоналізацію ПриватБанку 18 квітня: Окружний адміністративний суд Києва за позовом Ігоря Коломойського визнав незаконною націоналізацію ПриватБанку. Росія ввела торгові санкцій проти України, зокрема під заборону російського експорту потрапили нафта, ряд нафтопродуктів і зріджених вуглеводневих газів. 19 квітня: дебати на стадіоні НСК "Олімпійський" між претендентами на президентську посаду П.Порошенком і В.Зеленським 21 квітня: 2-й тур виборів Президента України, який впевнено виграв Володимир Зеленський, який одержав 73,22 % голосів (13 541 530 осіб), чинний Президент Петро Порошенко отримав лише 24,45 % голосів виборців (4 522 320 осіб). Явка виборців склала 61,4 %. 24 квітня: Президент Росії Володимир Путін підписав указ про спрощене отримання російських паспортів жителями окупованих районів Луганської та Донецької областей України, що в черговий раз засвідчило про наміри Кремля легітимізувати відторгнення від України частини її території і викликало обурення у цивілізованому світі. 25 квітня: Верховна Рада України 278 голосами прийняла Закон України «Про забезпечення функціонування української мови як державної». Травень 17 травня: Рада Європи повернула російській делегації право голосу, якого та була позбавлена за захоплення Криму і Донбасу у 2014 році 20 травня: під час інавгурації новообраний Президент України Володимир Зеленський оголосив про розпуск Верховної Ради України і достровкові вибори до парламенту. 29 травня: до України повернувся М.Саакашвілі, якому напередодні президент Зеленський В. повернув українське громадянство. у Рівненській області зазнав катастрофи вертоліт Мі-8, загинули 4 члени екіпажу і командир 16-ї окремої бригади армійської авіації Сухопутних військ ЗСУ полковник Мазепа Червень 15 червня: Молодіжна збірна України з футболу перемогла у фіналі збірну Південної Кореї під час матчу у Лодзі і виборола звання чемпіонів світу. 19 червня: в своїй квартирі у Києві від вогнепального поранення загинув народний депутат України (від Народного фронту), координатор групи «Інформаційний спротив» Дмитро Тимчук Прокуратура Нідерландів на основі розслідування Обїєднаної слідчої групи (JIT) пред'явила звинувачення у справі про збиття літака рейсу MH17 на Донбасі в 2014 році чотирьом підозрюваним: росіянам Ігорю Гіркіну (Стрєлкову), Сергію Дубинському, Олегу Пулатову і громадянину України Леоніду Харченку. 20 червня: Владика Філарет, невдоволений своїм новим статусом в новоствореній ПЦУ, провів «собор» щодо відновлення Київського патріархату 24 червня: 140-й центр спеціального призначення став першим в історії підрозділом країни — не члена НАТО, який пройшов сертифікацію для залучення до Сил швидкого реагування НАТО Національний банк України оголосив про запровадження з 25 жовтня 2019 року в обіг банкноти номіналом 1000 гривень, на котрій розміщено портрет Володимира Вернадського. 25 червня: Парламентська асамблея Ради Європи ПАРЄ підтримала резолюцію про повернення делегації Росії (яку було виключено у 2014 р. за захоплення Криму і Донбасу). За рішення проголосували 118 членів ПАРЄ, проти були 62, утрималися 10. Україна у відповідь відкликала посла при Раді Європи. Наступного дня делегація України залишила сесію ПАРЄ, аналогічно вчинили і делегації Польщі, Грузії, Естонії, Латвії, Литви та Словаччини. 26 червня: біля Станиці Луганської на лінії зіткнення у зоні ООС розпочалося розведення підрозділів ЗСУ та РФ, а точніше — відведення українських підрозділів. Липень 11 липня: Суд ЄС скасував санкції 2018 року проти Віктора Януковича та його команди 21 липня: Позачергові вибори до Верховної Ради України. За партійними списками (225 місць) найбільше голосів отримали партії: - «Слуга народу» — 43,16 % (124 місця) - «Опозиційна платформа — За життя» — 13,05 % (37 місць), - «Батьківщина»- 8,18 % (24 місця), - «Європейська солідарність» — 8,1 % (23 місця), - «Голос» — 5,82 % (17 місць) Від 1 до 5 % набрали: «Радикальна партія Олега Ляшка» 4,01 %, «Сила і честь» — 3,82 %, «Опозиційний блок» — 3,03 %, «Українська стратегія Гройсмана» — 2,41 %, «Партія Шарія» — 2,23 %, «Свобода» — 2,15 %, «Громадянська позиція» — 1.04 %. Більшість з 199-ти мандатів в одномандатних округах отримали кандидати від партії «Слуга народу» 22 липня: у віці 73 років помер Мусіяка Віктор Лаврентійович, український політик, один з авторів тексту Конституції України. Серпень 2 серпня: Російський лідер Путін підписав закон, який спрощує надання посвідки на проживання українцям 15 серпня: Тимчасовий повірений у справах США в Україні Вільям Тейлор заявив, що Україна може претендувати на членство в НАТО, і Вашингтон буде підтримувати цей курс. 29 серпня: черговий етап «зеленої революції» в Україні — Верховна Рада України IX скликання склала присягу та розпочала роботу. Абсолютну більшість склала фракція «Слуга народу» — 254 депутати. Інші фракції: - «Опозиційна платформа — За життя» — 44 депутати - «Європейська солідарність» — 27 - «Батьківщина» — 25 - «Голос» — 17 - Депутатська група «За майбутнє» — 23 Головою Верховної Ради України депутати обрали Дмитра Разумкова, а Прем'єр-міністром призначили Олексія Гончарука. Замість Грицака Головою СБУ призначено Івана Баканова; Андрія Загороднюка призначено міністром оборони України (замість Степана Полторака), а Вадима Пристайка — міністром закордонних справ (замість Павла Клімкіна). 31 серпня: Василь Ломаченко переміг британця Люка Кемпбелла та захистив титули чемпіона світу за версіями WBA, WBO і The Ring у легкій вазі, а також виграв вакантний титул чемпіона WBC в легкій вазі Вересень 3 вересня: депутати ВРУ 373 голосами у 2-му читанні проголосували за законопроєкт щодо зняття депутатської недоторканості у разі вчинення кримінального злочину. 5 вересня: в Україні розпочав роботу Вищий антикорупційний суд. У складі суду — 38 суддів на чолі з Оленою Танасевич, її заступником став колишній юрисконсульт Євген Крук. Справи потрапляють в Антикорупційний суд, якщо збитки від злочину понад 968 тисяч гривень. 7 вересня: обмін полоненими в форматі 35х35 між Росією і Україною. На Україну повернулись, зокрема, Олег Сенцов, Роман Сущенко, Станіслав Клих, Павло Гриб, Володимир Балух та 24 моряки, захоплені у листопаді 2018 біля Керченської протоки. Негативну реакцію в Україні викликала, зокрема, передача до Росії одного з підозрюваних у збитті у липні 2014 р. Боїнгу рейсу МН17 В.Цемаха, а також інформація про те, що полонених моряків Росія мала віддати без будь-яких умов через тиждень за рішенням суду і під загрозою чергових санкцій. 13 вересня: Верховна Рада 341 голосом підтримала пропозицію президента Володимира Зеленського про дострокове припинення повноважень всіх членів Центральної виборчої комісії. Жовтень 1 жовтня: Представник України в ТКГ Леонід Кучма погодив текст «формули Штайнмаєра», яка надає особливий статус «окремим територіям» Донбасу та не містить плану їх демілітаризації. Той самий текст погодили представники Росії, ОРДО та ОРЛО. Ця подія викликала низку акцій протесту у містах України з наступного дня. Вилучення з обігу монет 1,2 та 5 копійок. 4 жовтня: Верховна рада призначила новий склад Центральної виборчої комісії з 17 осіб, запропонований президентом Зеленським. Головою обрано Олега Діденка. 10-11 жовтня: Президент України Володимир Зеленський провів найтривалішу у світовій історії прес-конференцію, що тривала понад 14 годин, та відповів на понад 500 запитань від майже 300 журналістів 12 жовтня: На позачерговому засіданні Собор Елладської Православної Церкви визнав автокефалію Православної Церкви України 14 жовтня: збірна України з футболу під час відбіркових змагань ЧЄ-2020 перемогла з рахунком 2:1 чинного чемпіона Європи - збірну Португалії і вперше в історії кваліфікувалась на Чемпіонат Європи напряму. 30 жовтня: Верховна Рада України перейменувала місто Переяслав-Хмельницький на Переяслав Листопад 8 листопада: Олександрійський патріархат, який займає друге місце у диптиху православних церков світу, першим зі старих патріархатів пентархії окрім Вселенського офіційно визнав автокефальну Православну церкву України — патріарх Феодор ІІ пом'янув митрополита Київського Епіфанія 18 листопада: Згідно рішення Міжнародного суду ООН з морського права від 25.05.2019 Росія віддала Україні захоплені 25.11.2018 р. 3 судна - але непридатними для експлуатації: там було знято зброю, все обладнання, навіть унітази, плафони і особисті речі членів екіпажу. 20 листопада судна були буксирами доправлені в Очаків. Грудень 3 грудня — холдинг NEQSOL Holding, до якого азербайджанська входить компанія Bakcell, завершив угоду з купівлі українського мобільного оператора «Vodafone Україна» 4 грудня — у результаті пожежі в коледжі в Одесі 16 людей загинули, 32 постраждали. Зокрема, загинув Александров Борис Георгійович, доктор біологічних наук, професор, член-кореспондент НАН України, директор Інституту морської біології НАН України. 9 грудня: зустріч у Парижі у нормандському форматі лідерів України (В.Зеленський), Франції (Е.Макрон), Німеччини (А.Меркель) і Росії (В.Путін) з метою врегулювання ситуації в зоні російської окупації на Донбасі. 12 грудня: на брифінгу міністр внутрішніх справ України Арсен Аваков зі схвалення Президента Зеленського заявив про розкриття резонансного вбивства журналіста Павла Шеремета у Києві у 2016 р. і звинуватив у цьому теракті волонтерів Юлію Кузьменко і Андрія Антоненка, які були увечері того ж дня заарештовані Печерським судом (суддя Вовк) на 2 місяці. З огляду на відсутність прямих доказів вини, а також з урахуванням того, що раніше той самий Аваков звинувачував у теракті російські спецслужби, подія викликала негативний резонанс у суспільстві. 13 грудня: Косівську мальовану кераміку внесено до Репрезентативного списку ЮНЕСКО нематеріальної культурної спадщини людства 18 грудня: Генеральна Асамблея ООН схвалила резолюцію про захист прав людини в окупованому Росією Криму. 23 грудня: завершено будування моста через Керченську протоку - введено в експлуатацію залізницю, що з'єднує Росію та окупований нею Крим 29 грудня: реалізовано одну з паризьких домовленостей - обмін полоненими. Замість обумовленої раніше формули "всі на всіх" Україна віддала 124 затриманих терористів (За словами президента, 17 людей, яких планували обміняти, відмовилися їхати на окуповані території. І ще близько 30 людей взагалі відмовилися від обміну). Росія/ЛДНР передали 76 полонених (5 відмовились від обміну). Разом з тим у ворожому полоні залишились, за словами омбудсмена В.Лутковської, близько 300 осіб. У зв'язку з тим, що під тиском Росії було звільнено, зокрема, "беркутівців", звинувачуваних у розстрілах на Майдані у лютому 2014, цей обмін викликав неоднозначну реакцію у суспільстві. 30 грудня: повідомлення про лікування «пневмонії невідомого походження» опубліковано Медичною адміністрацією Китаю та медичною адміністрацією муніципального комітету охорони здоров'я Уханя. Наступного дня про 27 хворих на пневмонією невідомого походження владою Китаю повідомлено ВООЗ. В подальшому смертельне захворювання було ідентифіковане як новий коронавірус |

### 2020
|  | Січень 8 січня: орієнтовно о 6:00 за тегеранським часом (близько 4:30 за київським часом) після зльоту з тегеранського аеропорту ім. Імама Хомейні зазнав катастрофи літак Boeing-737 української авіакомпанії МАУ, що мав виконати рейс PS752 за маршрутом Тегеран-Київ. За даними РНБО, на борту літака перебували 176 осіб: 167 пасажирів і 9 членів екіпажу (всі члени екіпажу і двоє пасажирів - громадяни України), усі вони загинули. 11 січня влада Ірану визнала, що літак було помилково збито силами його ППО. 9 січня: в Китаї (Ухань) зафіксовано першу смерть від коронавірусу 28 січня: відбулось кодування супутникового сигналу 23 українських каналів Лютий 3 лютого: у віці 84 років померла Шевченко Валентина Семенівна, Голова Президії Верховної Ради УРСР (1984—1990). 9 лютого: перший випадок зараження коронавірусом українця поза межами країни 15 лютого: в західній частині Азовського моря російські окупанти захопили українське судно з чотирма рибалками Президент В.Зеленський під час виступу на 56-й Мюнхенській конференції з безпеки назвав кількість українських полонених: 200 осіб в Л/ДНР і ще 100 у Криму і в Росії. 20 лютого: зіткнення поліції і протестувальників проти розміщення евакуйованих з Уханя в Нових Санжарах Полтавської області Березень 2 березня: кліматологи повідомили, що уперше за 140 років у Києві не було метеорологічної зими, а температура повітря не падала нижче -10 °C 3 березня: В Україні (Чернівці)зафіксований перший випадок інфікування коронавірусом 4 березня Верховна Рада України прийняла відставку уряду Олексія Гончарука та розпочала формування уряду Дениса Шмигаля 9 березня: у зв'язку з фактичним припиненням існування альянсу ОПЕК+ після демаршу Росії (відмови знизити видобуток нафти) 6 березня світові ціни на нафту обвалилися на 30 відсотків (найсильніше падіння за останні 30 років) - вартість бареля Brent склала 32,83 долара, що на 12,44 долара нижче, ніж 6 березня. 11 березня: ВООЗ оголосила про пандемію коронавірусної хвороби Кабінет Міністрів України ухвалив рішення про запровадження загальнодержавного карантину у зв'язку з загрозою епідемії коронавірусу - з наступного дня не працюють освітні заклади, обмежено масові заходи. Під час перемовин ТКГ у Мінську на чолі з керівником Офісу Президента України Андрієм Єрмаком і заступником голови адміністрації президента Росії Дмитром Козаком обговорено обмін полоненими, розведення військ на Донбасі. Одночасно Українська сторона у Мінську вперше офіційно визнала терористичні організації «ДНР» та «ЛНР» окремими і незалежними суб‘єктами перемовин - відтепер, згідно підписаного протоколу, діалог має вестися напряму між Україною і рівними їм «представниками окремих районів Донецької та Луганської областей». Росія таким чином виводиться за рамки конфлікту у статус "спостерігача" на рівень Німеччини і Франції. 13 березня: Перша жертва коронавірусу в Україні - у місті Радомишль Житомирської області померла 71-річна заражена коронавірусом, яка повернулась з Польщі. В Україні ухвалено рішення про припинення авіасполучення і заборону на 14 діб на в'їзд іноземних громадян. 16 березня: В інфекційному відділенні Чернівецької обласної клінічної лікарні від наслідків коронавірусу померла 33-річна жінка - одна з 3-х виявлених з коронавірусом осіб. У Києві зафіксували перші два випадки зараження коронавірусом COVID-19. Україна впроваджує заборону на в'їзд іноземців до 3 квітня 18 березня: в цілях боротьби з коронавірусом в Україні призупинені міжміське і приміське залізничне і автобусне пасажирське сполучення; закриті торговельно-розважальні центри; найбільша мережа продмаркетів АТБ вводить обмеження на продаж основних товарів. Повідомлено, що кількість хворих на COVID-19 у світі перевищила 200 тисяч осіб, померлих від вірусу - 8 тисяч; в Україні виявлено 14 захворілих, 2 особи померло. 23 березня: кількість статей в українській Вікіпедії перевищила 1 000 000. Кількість хворих на коронавірус в Україні сягнула 47 осіб (3 померло, 1 одужав) 25 березня: Кабінет міністрів України продовжив карантин через коронавірусну інфекцію ще на 30 днів - до 24 квітня, а також ввів режим надзвичайної ситуації по всій території країни. Кількість захворілих на коронавірус перевищила 100 осіб. 30/31 березня: Верховна Рада України ухвалила закон про ринок землі Кількість захворілих на коронавірус перевищила 500 осіб при 13 померлих. Квітень 4 квітня: кількість захворілих на коронавірус перевищила 1 000 осіб (1096), померлих - 28 особи 6 квітня: В Україні вступили в дію нові, більш жорсткі норми карантинних заходів (Постанова Кабміну № 255) 18 квітня: кількість захворівших на коронавірус перевищила 5 000 осіб (5 106), померлих - 133 особи 19 квітня: Майже у всіх храмах України великодні заходи відбулися у закритому режимі без присутності вірян. Серед винятків — Почаївська та Святогірська лаври УПЦ МП. 30 квітня: кількість захворілих на коронавірус перевищила 10 000 осіб (10 406), померлих - 261 особа. Мери м. Дніпра і Черкас оголосили про послаблення карантинних заходів (зокрема, про дозвіл на відкриття непродуктових торговельних точок) Травень 4 травня: Кабінет Міністрів України продовжив карантин в Україні до 22 травня, але вже 11 травня заплановано скасування частини обмежувальних заходів, але у кожному регіоні послаблення мають бути різні. 20 травня: Кабінет Міністрів України ухвалив рішення про продовження карантину до 22 червня із застосуванням моделі адаптивного карантину та послаблення обмежень (зокрема, роботи міського транспорту) з 22 травня в регіонах зі сприятливою епідеміологічною ситуацією 22 травня: кількість захворілих на коронавірус перевищила 20 000 осіб (20 148), померлих — 588 осіб. Червень 1 червня: розпочався 3-й етап виходу з карантину. Частково відновлено міжобласне сполучення (автомобільне та залізничне). 5 червня: Розпочався наступний етап послаблення карантинних обмежень: відновлено внутрішнє авіасполучення, ресторани та кафе відтепер знову можуть приймати відвідувачів у приміщеннях, дозволено проведення релігійних служб, відновлено роботу закладів оздоровлення та відпочинку, скасовано самоізоляцію для людей старших за 60 років. 12 червня: Україна стала членом Програми розширених можливостей НАТО 13 червня: кількість захворівших на коронавірус перевищила 30 000 осіб (30 506), померлих — 880 осіб. 25 червня: кількість захворілих на коронавірус перевищила 40 000 осіб (40 008), померлих — 1 067 осіб. Липень 8 липня: кількість інфікованих коронавірусом перевищила 50 000 осіб. 29 липня: під Мінськом затримано 32-х російських бойовиків ЧВК, які за однією з версій мали бути згодом захопленими СБУ під час перельоту крізь Україну в результаті операції українських спецслужб. 14 серпня О.Лукашенко віддав бойовиків Росії, через що Україна 19.08.2020 відкликала посла з Білорусі. Пізніше розгорівся скандал через те, що затримання бойовиків і зрив спецоперації стали можливими через витік таємної інформації прямо з наради при Президенті України. Серпень 19 серпня: На 102-му році життя помер президент НАНУ Борис Патон 21 серпня: кількість інфікованих коронавірусом перевищила 100 000 осіб. Вересень 25 вересня під Чугуєвим поблизу Харкова при заході на посадку впав військовий літак АН-26 ЗСУ. Загинули 25 осіб: 5 членів екіпажу і 20 курсантів Харківського університету повітряних сил, 1 курсант вижив. Жовтень 24 жовтня: Православна церква Кіпру стала четвертою, яка визнала ПЦУ (разом з Вселенським патріархатом, церковю Греції і Олександрійським патріархатом) 25 жовтня: вибори до органів місцевого самоврядування. В цілому показали значне зниження популярності партії "Слуга народу" 28 жовтня: Конституційний суд України оприлюднив рішення щодо неконституційності деяких положень антикорупційного законодавства, що викликало негативну реацію західних країн і активної частини українського суспільства Листопад 11 листопада: Кабінет Міністрів України скасував адаптивний карантин і ввів локдаун вихідного дня Грудень 17 грудня — на 61-му році життя в Берліні від ускладнень, спричинених COVID-19, помер чинний міський голова Харкова Геннадій Кернес. 23 грудня: Коронавірусна хвороба 2019 в Україні: кількість хворих у країні перевищила 1 мільйон |

### 2021
Січень
- 8 січня — Коронавірусна хвороба 2019 в Україні: Кабінет Міністрів України ввів жорсткий карантин на період до 24 січня[91].
- 11 січня — Міністерство фінансів США запровадило санкції проти семи українських політиків, зокрема Олександра Дубінського, Костянтина Кулика і Олександра Онищенка, а також 4 засобів масової інформації («Ера-Медіа», «Only News», «NabuLeaks» та «Скептик») через втручання у президентські вибори Сполучених Штатів та участь в російській мережі зовнішнього впливу[92].
- 16 січня — в Україні набувала чинності норма Закону про мову, згідно з якою громадян повинні обслуговувати українською мовою[93].

Лютий
- 2 лютого — Президент України Володимир Зеленський ввів у дію рішення РНБО про застосування санкцій проти народного депутата Тараса Козака та телеканалів 112 Україна, NewsOne та ZIK, які було заблоковано[94].
- 19 лютого — Рада національної безпеки і оборони України підтримала санкції проти 19 юридичних і восьми фізичних осіб за фінансування тероризму, серед яких Віктор Медведчук і Оксана Марченко[95].
- 24 лютого — в Україні вакцинували першу людину від коронавірусу вакциною від AstraZeneca[96].

Березень
- 5 березня — Держсекретар США Ентоні Блінкен оголосив про внесення українського олігарха Ігоря Коломойського та членів його найближчої родини до санкційного списку[97].

Квітень
- 9 квітня — Компанія ДТЕК завершила монтаж першої в Україні промислової системи накопичення енергії (СНЕ) потужністю 1 МВт і ємністю 2.25 МВт⋅год[98].
- 12 квітня — Кабінет міністрів України дозволив іноземним закладам вищої освіти відкрити філії в Україні[99].
- 13 квітня — Міністр охорони здоров'я України Максим Степанов заявив, що Україна вийшла на пік третьої хвилі коронавірусу[100][101].
- 16 квітня — у віці 78 років помер Яворівський Володимир Олександрович, український письменник, журналіст та політік[102].

Травень
- 11 травня — Апеляційний адміністративний суд підтримав чинність нової редакції українського правопису[103].

Червень
- 13 червня — у віці 91 року помер Чапкіс Григорій Миколайович, радянський і український танцюрист та хореограф, Народний артист України (2010)[104].
- 24 червня - Президент Зеленський в інтерв'ю 1+1 зізнався, що у 2020 р. розповів лідеру Білорусі Лукашенку про спецоперацію щодо затримання "вагнерівців"[105]
- 27 червня — український боксер Василь Ломаченко достроково переміг технічним нокаутом Накатані Масайосі[106].
- 28 червня — У Чорному морі стартували військові навчання Сі Бриз, які стали найбільш масштабними за всю історію[107].

Липень
- 1 липня — в Україні стартував продаж сільськогосподарських земель[108].
- 2 липня - Україна почала впроваджувати COVID-сертифікати.
- 6 липня - Представники опозиційних організацій ("Демсокири" та Руху опору капітуляції) передали до Державного бюро розслідування заяву про вчинення президентом Володимиром Зеленським держзради через "злив" ворогу інформації щодо таємної спецоперації по затриманню російських бойовиків[109].
- 11 липня — у Києві, після річної перерви через карантинні обмеження, відбувся музичний фестиваль Atlas Weekend 2021[110].
- 13 липня — подав у відставку міністр внутрішніх справ України Арсен Аваков, що працював на цій посаді з 2014 року[111].
- 23 липня 2021 року набув чинності закон «Про корінні народи України»[112].
- 27 липня — український плавець Михайло Романчук на Літніх Олімпійських іграх встановив олімпійський рекорд на дистанції 800 метрів вільним стилем[113].

Серпень
- 5 серпня — у віці 80 років помер Марчук Євген Кирилович, український політик, Прем'єр-міністр України (1995—1996)[114].
- 6 серпня — у в'язниці так званої ДНР за невідомих обставин було вбито 3 в'язнів, серед них — засуджений за вбивство заслужений майстер спорту Євген Сотников, український дзюдоїст, що був призером чемпіонатів світу та Європи та учасником Олімпіади в Пекіні (2008)[115]
- 8 серпня — у віці 59 років помер Ройтбурд Олександр Анатолійович, український художник, директор Одеського художнього музею (2018—2019)[116].
- 15 серпня — у своєму домі в селі з вогнепальним пораненням знайдено мертвим міського голову Кривого Рогу Костянтина Павлова[117].
- 23 серпня — У Києві за участі лідерів і представників 46 країн світу вперше відбувся Міжнародний саміт «Кримська платформа». Учасники підписали спільну декларацію[118].
- 24 серпня — по всій країні пройшло відзначення 30-ї річниці незалежності України. У Києві відбувся парад за участі військової техніки та авіації[119]. Указом президента України Володимира Зеленського запроваджено щорічно 28 липня відзначати День Української Державності[120].
- 31 серпня — у США ДП НАЕК «Енергоатом» та Westinghouse Electric підписали меморандум про будівництво енергоблоку Хмельницької АЕС[121].

Вересень
- 1 вересня — Українсько-американські відносини: у Білому домі вперше відбулась зустріч президента США Джо Байдена та президента України Володимира Зеленського. За її результатами оприлюднено спільну заяву щодо стратегічного партнерства[122].
- 3 вересня — у Києві в костелі святого Миколая виникла пожежа, вогнем пошкоджений дах і згорів орган, жертв немає[123].
- 5 вересня — на Літніх Паралімпійських іграх 2020, що пройшли в Токіо, в медальному заліку українські спортсмени — на шостому місці. Найтитулованішим спортсменом олімпіади став український плавець Максим Крипак[124].
- 10-15 вересня - російсько-білоруські військові стратегічні навчання у Білорусі і західних регіонах Росії, після закінчення яких певна кількість збройних сил з технікою залишилась поблизу кордонів України і слугувала, зокрема, для здійснення тиску на США на майбутніх перемовинах.
- 22 вересня — Невідомі обстріляли автомобіль компаньона і першого помічника президента України Володимира Зеленського Сергія Шефіра, поранений водій[125].
- 23 вересня — Коронавірусна хвороба 2019 в Україні: в Україні почала діяти «жовта» зона карантину[126].
- 25 вересня — українець Олександр Усик переміг британця Ентоні Джошуа та виграв титули чемпіона WBA (Супер), IBF, WBO та IBO у важкій вазі[127].

Жовтень
- 7 жовтня — Верховна Рада України ухвалила рішення про відставку Дмитра Разумкова з посади голови парламенту[128].
- 8 жовтня — Верховна Рада України обрала головою парламенту Руслана Стефанчука[129].
- 12 жовтня — Україна та Європейський Союз підписали Договір з відкритого неба[130].
- 26 жовтня - ЗМІ повідомили про перше застосування ЗСУ ударного безпілотника турецького виробництва "Байрактар", який знищив на Донбасі артилерійську установку супротивника.
- 30 жовтня - Washington Post повідомила про активізацію нарощування російських збройних сил поблизу українських кордонів, у т.ч. в Білорусі[131].

Листопад
- 6 листопада — у віці 88 років помер Звягільський Юхим Леонідович, український політик, в.о. Прем'єр-міністра України (1993—1994), Герой Соціалістичної Праці (1986), Герой України (2003); COVID-19.
- 17 листопада - Bellingcat та The Insider оприлюднили першу частину власного розслідування про Вагнергейт, в якому підтверджується версія про зірвання спецоперації української розвідки через дії вищого керівництва держави - зокрема, президента Зеленського і керівника його Офісу Єрмака[132]
- 18 листопада - на засіданні колегії МЗС Росії В.Путін заявив, що країни НАТО повинні надати Росії гарантії безпеки, у т.ч. гарантувати невступ України до НАТО.
- 29 листопада - міністр закордонних справ України Дмитро Кулеба оприлюднив інформацію, що Росія зосередила поблизу кордонів з Україною (у т.ч. на окупованих територіях Криму і Донбасу) близько 115 000 військовослужбовців з технікою (більше 40 батальйонних тактичних груп).

Грудень
- 3 грудня - міністр оборони України Олексій Резніков повідомив у Верховній Раді, що за даними української розвідки існує імовірність масштабної ескалації з боку Росії, найбільш імовірним часом готовності до ескалації буде кінець січня 2022 року.
- 7 грудня – в режимі відеоконференції відбулася розмова між президентами США і Росії Байденом і Путіним. Серед тем - двосторонні відносини, питання стратегічної стабільності, кібербезпеки, а також ситуація навколо України та розширення НАТО на схід.
- 13 грудня - після низки гучних скандалів замміністра МВС Олександра Гогілашвілі звільнили з посади
- 15 грудня - Верховна Рада України перейменувала місто Володимир-Волинський на Володимир
- 20 грудня - у ДБР повідомили, що направили поштою п'ятому президентові України Петру Порошенку підозру в державній зраді та сприянні діяльності терористичних організацій у справі про постачання вугілля з Донбасу.
- 22 грудня - Секретар РНБОУ Олексій Данілов заявив, що Росія зосередила 122 тисячі військових в 200-кілометровій зоні від кордону з Україною та 143,5 тис. - у 400-кілометровій.
- 30 грудня - Президент США Джозеф Байден і президент Росії Володимир Путін провели телефонну розмову. В ході бесіди Байден, зокрема, закликав Путіна відкликати війська з українського кордону і нагадав про наслідки за можливу збройну агресію.

Протягом 2021 року під час війни від російської зброї загинуло 80 захисників України.

### 2022
Січень
- 10 січня - безрезультатні російсько-американскі перемовини в Женеві щодо зниження напруженості навколо України і розширення НАТО.
- 12 січня - по Україні прокотилася хвиля повідомлень про мінування низки об'єктів: аеропортів Бориспіль та Жуляни, центральних станцій метро Києва, шкіл у містах Черкаси, Львів та Дніпро, торговельних центрів та головної ялинки в Одесі.
- 13 січня - Компанія SpaceX вивела на орбіту український супутник "Січ-2-30"
- 14 січня - відбулась глобальна кібератака на державні сайти України.
- 17 січня - 5-му Президенту України Петру Порошенку (який тільки-но повернувся з поїздки по Європі), як підозрюваному у державній зраді, Печерським судом м.Києва обрано запобіжний захід - особисте зобов'язання, а також заборона виїжджати за межі м.Києва і Київської області.
- 18 січня - у Білому домі заявили, що Росія може будь-якої миті розпочати вторгнення в Україну
- 24 січня - аноніми повідомили про мінування всіх шкіл і торгових центрів в Одесі та Кривому Розі, відбулася масова евакуація
- 27 січня - вночі в караулі на ВО ПМЗ у Дніпрі військовослужбовець Національної гвардії Артемій Рябчук розстріляв з автомата своїх товаришів по службі, вбивши 5-х осіб (у т.ч. жінку-контролера на КПП) та поранивши 5-х і втік з заводу. Затриманий вдень у м. Підгородне. Командувач Нацгвардії Микола Балан подав у відставку.

Лютий
- 8 лютого - Міністр оборони України О.Резніков повідомив, що вздовж усього кордону з Україною з боку РФ, Білорусі та тимчасово окупованих територій знаходиться 140 тис. військових, включаючи повітряний та морський компонент.
- 11 лютого - Україна офіційно застосувала механізм зменшення небезпеки, передбачений розділом III Віденського документа, направивши Росії запит із вимогою дати детальні роз'яснення щодо військової активності у прикордонних із нею районах та в Криму. На відповідь Росія мала 48 годин. Після того, як Україна не отримала відповіді у встановлений термін, у МЗС України ввечері 13 лютого оголосили про скликання термінової зустрічі з Росією та іншими країнами – учасницями Віденського документу. Вночі 14 лютого Росія заявила, що вона не веде жодної незвичайної військової діяльності на своїй території і що запит України відповідно до Віденського документа ОБСЄ є неприйнятним.[134]
- 12 лютого - на тлі зосередження російських військ, військових навчань біля кордонів України і у Чорному морі, евакуації дипломатів західних країн з Києва відбулися телефонні перемовини президентів США і Росії Дж.Байдена і В.Путіна щодо ненанападу на Україну.
- 13 лютого - відбулася телефонна розмова президентів США і України Дж.Байдена і В.Зеленського щодо небезпеки російського вторгнення і підтримки США
- 22 лютого - після декількох тижнів концентрації військ біля українського кордону, нагнітання обстановки, незважаючи на застереження лідерів провідних світових держав, президент РФ В.Путін підписав указ про визнання терористичних організацій ДНР та ЛНР як окремих держав, що викликало обурення і введення низки антиросійських санкцій з боку західних держав.

Російське вторгнення 2022

- Російське вторгнення 202224 лютого - Розпочалася нова активна фаза російсько-української війни: близко 5-ї ранку Росія нанесла ракетні удари по низці військових об'єктів та об'єктів інфраструктури по всій території України й атакувала кордони України від Полісся до Луганщини. Розпочався наступ російських військ також на Донбасі та в районі Перекопу. Захоплено Нову Каховку, на Луганщині - Городище і Мілове. Надвечір російські загарбники просунулись до Харкова, Сум, Охтирки, Конотопа, Чернігова, Чорнобиля (де у полоні опинилися 169 військовослужбовців Нацгвардії), Херсона, Мелітополя, Старобільська, прорвалися зі сходу до Маріуполя і Волновахи; знищено ворожий повітряний десант на аеродромі в Гостомелі. Повідомлялось про бої у Щасті і Станиці Луганській.

Україна розірвала дипломатичні відносини з Росією. Оголошено запровадження воєнного стану і загальну мобілізацію. Сотні тисяч біженців рушили на захід України і у Європу.
Західні держави і провідні світові компанії розпочинають запроваджувати різноманітні економічні санкції проти Росії (т. зв. другий пакет санкцій).
За перші п'ять діб вторгнення загарбникам вдалося захопити північні райони Харківської, Луганської, Київської областей, майже всю Сумську, Чернігівську, Херсонську області і південь Запорізької, оточити Маріуполь. Ворог здійснював штурмові атаки на передмістя Києва, Харкова, Чернігова, Сум, Миколаєва. Серед великих захоплених міст - Херсон, Мелітополь, Бердянськ.
У березні 2022 російські окупанти незначно просунулись на деяких ділянках фронту, зокрема, під Ізюм, у Миколаївській і Херсонській областях, але і ЗСУ звільнили декілька ділянок. Тривали бої в оточеному Маріуполі.Наприкінці місяця росіяни відступили з північної України, перекинувши свої війська на Донбас. Ракетні удари по тиловим об'єктам в Україні, обстріли прифронтових районів. Тривають перемовини щодо перемир'я між українською і російською делегаціями.
У квітні 2022 російські загарбники, захопивши Ізюм, частково просунулись на південь в бік Барвінкового і Слов'янська, на Луганщині захопили Кремінну і Новотошківське. Захисники Маріуполя відтиснені на територію заводу Азовсталь. Разом з тим ЗСУ звільнили низку населених пунктів на північ і схід від Харкова, на Миколаївщині і півночі Херсонщини. Ракетні удари по тиловим об'єктам в Україні, обстріли прифронтових районів.
Країни Заходу продовжують введення економічних санкцій проти Росії і постачання зброї Україні.
- 13 квітня - В результаті влучання двома ракетами БРК «Нептун» біля о. Зміїний ввечері загорівся, а наступного дня при буксируванні затонув  флагман ЧФ РФ — крейсер «Москва».
- 26 квітня - На авіабазі ВПС США Рамштайн у Німеччині відбулася стратегічна зустріч Консультативної групи з оборони України за участю понад 40 країн.

У травні 2022 року ЗСУ відновили контроль над низкою н.п. на північ від Харкова, у той час як росіяни перемістили основні свої зусилля на Луганський напрямок, де в районі Попасної, Кремінної, Лимана, Сєвєродонецька та Торського тривали запеклі бої. ЗСУ втратили зруйновану Попасну, Рубіжне, Лиман, відступили зі Світлодарська. З 25.05.2022 зав'язались вуличні бої у Сєвєродонецьку. Ракетні удари по тиловим об'єктам в Україні, обстріли прифронтових районів.
Президент США Джо Байден підписав закон про ленд-ліз для України (09.05).
- 10 травня - Помер перший Президент України Леонід Кравчук.
- 16 - 20 травня - останні захисники Маріуполя виходять з Азовсталі і потрапляють у полон.

В червні ЗСУ після вуличних боїв відступили з Северодонецька, також з району Гірсього-Золотого на Луганщині. 30 червня під ударами артилерії ЗСУ окупанти залишили о. Зміїний.
Проведено найбільший обмін полоненими у форматі 144х144, зокрема, визволено 95 захисників «Азовсталі» (29.06)
Європарламент рекомендував надати Україні статусу кандидата на вступ до ЄС (08.06/23.06).
На початку липня Сили оборони України під загрозою оточення вимушені були залишити Лисичанськ (3 липня), після чого основні бої точилися на східних підступах до Сіверська-Соледара-Бахмута, на північний схід від Авдіївки, на північний захід від Слов'янська (на межі області), на північ від Харкова і на півночі Бериславського району.
Разом з тим, ЗСУ почали активно використовувати отримане західне озброєння, зокрема, РСЗВ HIMARS для враження ворожих складів БК, баз, інфраструктури на окупованих територіях - за даними МО України HIMARS на 16.07.2022 знищили понад 30 логістичних об'єктів військ РФ (станом на 25.07 повідомляється про 50 знищених російських складів із боєприпасами), що значно знизило інтенсивність ворожих обстрілів, а під Херсоном пошкоджено мости через Дніпро і Інгулець.
22.07.2022 у Стамбулі за посередництва Туреччини й ООН підписано "зернові" угоди щодо гарантій безпечного вивозу з українських морських портів зерна на експорт (втім вже наступного ранку росіяни нанесли ракетний удар по Одеському порту).
В ніч з 28 на 29.07.2022 в результаті вибуху у виправній колонії №120 у окупованій Оленівці за даними окупантів загинуло 53 полонених ЗСУ, переважно «азовців». Українська сторона заявила, що підрив (або обстріл) барака здійснили самі росіяни з метою приховування катувань і вбивств українських полонених.
Суттєвих змін на лінії фронту протягом серпня не відбулося, основні бої точилися на східних підступах до Сіверська-Соледара-Бахмута, на північний схід від Авдіївки, в районах Мар'їнки і Пісків, на північний захід від Слов'янська (на межі області), і в районі між Херсоном і Миколаєвом. Взагалі це перший місяць масштабного вторгнення, коли загарбникам не вдалося захопити жодного міста і жодного великого населеного пункту. Наприкінці місяця (28-29.08) стала з'являтися інформація про активізацію ЗСУ в Херсонській області.
Вперше обстрілів зазнали воєнні об'єкти окупантів в окупованому Криму (зокрема, Новофедорівка, Севастополь, Джанкой).
Тривало перекидання окупаційних військ на правобережжя Херсонщини і нагнітання ситуації навколо захопленої Запорізької АЕС, під прикриттям якої окупанти створили свою військову базу.
У вересні російським загарбникам знов не вдалося досягти будь-яких суттєвих успіхів на фронтах, за винятком незначного просування в бік Бахмута і Соледара. Натомість, ЗСУ провели ефективну контрнаступальну операцію у Харківській області і звільнили за активний період 06—13.09.2022 майже всю її окуповану частину з містами Балаклія, Ізюм, Куп'янськ (всього 300 населених пунктів на Харківщині, 3800 км² території, де живуть 150 тис. людей). Далі продовжилось поступове просування ЗСУ в бік міст Лиман (який на 30.09. потрапив в оперативне оточення), Лисичанськ і створення плацдармів на східному березі р. Оскіл. Також продовжилось поступове розширення плацдарму ЗСУ і на східному березі р. Інгулець і тиск на Херсонському напрямку.
Росіяни почали цілеспрямоване знищення енергетичної інфраструктури України, а також почали застосовувати отримані від Ірану безпілотники.
21 вересня Путін оголосив указ про часткову мобілізацію. Того ж дня відбувся найбільший обмін полоненими — з полону звільнено 215 захисників України, Росія отримала 55 полонених на чолі з арештованим Віктором Медведчуком.
23-27 вересня російські окупанти провели на захоплених територіях України (окрім Криму) псевдореферендуми щодо включення окупованих областей до складу Росії. 29 вересня ватажок рф путін видав укази про визнання незалежності Запорізької і Херсонської областей.
30 вересня, посилаючись на проведені псевдореферендуми, путін оголосив про включення до складу рф "днр", "лнр", Запорізької та Херсонської областей.
Головними подіями жовтня 2022, стали вибух на Керченському мосту 08.10.2022, який, окрім логістичних проблем, наніс удар по іміджу путіна і російської влади в цілому, звільнення Лиману 01.10.2022 і північної частини Бериславського району Херсонщини і масовані ракетні атаки по всій Україні вранці 10 і 31 жовтня. Станом на 25.10. за даними Міністерства енергетики, ворожими ракетними ударами було пошкоджено близько 40 % енергетичної інфраструктури України.
Головною подією листопада стало залишення росіянами Херсона і правобережних окупованих районів Херсонщини 9-11.11.2022.
У грудні вздовж всієї лінії фронту тривали обстріли, активні бойові дії точились на східних ділянках — на східних околицях Бахмута, де намагалися наступати росіяни і на захід від Кремінної і Сватового. де росіяни вимушені були стримувати натиск ЗСУ.
16 грудня російські загарбники завдали чергового масованого ракетного удару по цивільній та енергетичній інфраструктурі нашої держави. Всього ворог випустив 98 ракет та здійснив понад 65 обстрілів з РСЗВ. Ще один масований ракетний удар було завдано 31 грудня

### 2023
14.01.2023 - в результаті російського удару ракетою Х-22 по житловому будинку по вул.Набережна Перемоги, 118 на ж/м Перемога знищено 2 під'їзди, загинуло 46 мирних громадян, 9 зникли без вісті.